# قائمة طيور الشام

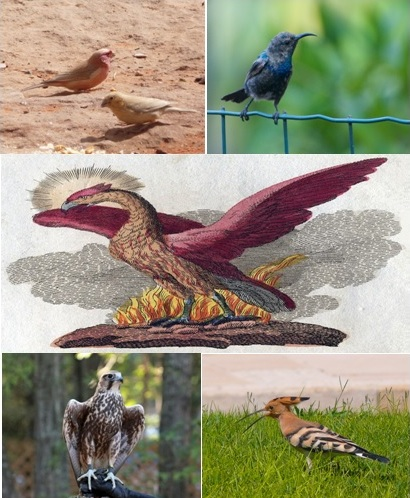
الطُيور التي اتُخذت رُموزًا وطنيَّةً لبِلاد الشَّام الأربعة، من الأعلى ومن اليسار إلى اليمين باتجاه عقارب الساعة: الشُرشُور الوردي السينائي، الطائر الوطني للأُردُن، التُمير الفلسطيني، الطائر الوطني المُقترح لِدولة فلسطين، العنقاء (الفينيق)، الطائر الوطني لِلُبنان، الصقر الحر، وهو صقر قُريش المُتخذ شعارًا لِسوريا، والهُدهُد، الطائر الوطني لِإسرائيل.

الطيور هي أكثر طوائف الحيوانات الشاميّة تنوعًا، ويعود ذلك بشكل رئيسي إلى موقع بلاد الشام متوسط قارّات العالم القديم، الذي جعلها معبرًا سنويًا لآلاف الأنواع من الطيور المهاجرة من أوروبا إلى أفريقيا والعكس، وقد جعل التنوّع المناخي والبيئي الشامي استيطان أنواع مختلفة من الطيور في هذه البقعة من العالم أمرًا ممكنًا. هناك حوالي 511 نوعًا من الطيور في الشام، وهذا العدد يشمل تلك المهاجرة والعابرة والمقيمة، وخمس هذه الأنواع مهدد بالانقراض.
الكثير من طيُور الشَّام هي من القواطع (المُهاجرة) التي تعبرُ من أوروپَّا وآسيا الغربيَّة مُتجنبةً برد هذه الأقطار إلى الأقطار الحارَّة كشبه الجزيرة العربيَّة وأفريقيا جنوب الصحراء الكُبرى سعيًا وراء القوت والدفاء، وتبقى هُناك نحوًا من خمسة أشهر وأحيانًا أكثر، فإذا اقترب الموسم الدافئ في أوروپَّا وغربيّ آسيا، ومنها الشَّام - رجعت هذه القواطع إليها لتُعشش. يعبرُ سماء الشَّام أُلوفٌ لا تُحصى من الطُيور المُهاجرة خِلال فصليّ الربيع والخريف، وأبرزها اللقالق والكراكي والبط والإوز والبجع وبعض الجوارح. وكثيرٌ من الطُيور يمُرُّ بِسوريا ولُبنان ليلًا أو عاليًا فلا يُرى، والبعض يهبطُ على الأرض في أثناء الرحيل طلبًا للراحة أو القوت. وتُشكِّلُ الشَّام أيضًا موطنًا دائمًا للعديد من الأنواع، بعضُها يُقيمُ في الأحراج والسُهول، وبعضُها يألف البشر ويقطن المُدن، ومنها على سبيل المِثال: عصافير الدوري والحمام الطوراني والحجل الشقَّار. كذلك، أدخل البشر بضعة أنواع من الطُيور لِتشجيع رياضة الصيد، فانتشرت تلك الأنواع وتكاثرت وشاع وُجود بعضها بينما بقي بعضها الآخر محصورًا، ومنها: التدرج المألوف والدجاج الرومي البرّي، كما أُدخلت بعض الأنواع لِغرض الترفيه والزينة، فهرب بعضُها أو أُطلق سراحه عمدًا فتكاثرت ووُلدت منها جُمهرة بريَّة، ومنها: الپاراكيت ورديّ الطوق والمينة المألوفة والطاووس المألوف.
يُصنّف الاتحاد العالمي للحفاظ على الطبيعة نوعين من الطيور على أنها منقرضة في الشام، النوع الأوَّل، وهو النعامة، اختفى في كُلٍّ من سوريا ولُبنان وإسرائيل والأراضي الفلسطينيَّة والأُردُن، أمَّا الثاني، وهو أبو منجل الأصلع الشمالي فلا يزال يعبر سوريا بأعدادٍ قليلة.
تُسلِّطُ الأحرف التالية الضوء على الفئات المُختلفة من الطُيور الشاميَّة، دون أن تنتمي جميع الأنواع إلى أيٍّ منها بالضرورة. فتلك الأنواع (التي لا تنتمي لأيٍّ من الفئات) غالبًا ما تكون شائعة ومُنتشرة في أغلب المناطق.
- (ن) نادرة - نوعٌ يندر أن يتواجد في الشَّام، عابرٌ نادر.
- (د) دخيل (مُستقدم) - نوعٌ غير بلدي أدخله البشر إلى الشَّام لِهدفٍ مُعين، أو هربت بعض الجمهرات دون أن يكون للبشر دخلٌ في ذلك.
- (نق) مُنقرض - نوعٌ انقرض محليًّا في الشَّام، وما زال يتواجد في مناطق أُخرى من العالم.

## النعام
الرُتبة: النعاميَّات   الفصيلة: النعاميَّة
النعامة طائرٌ ضخم عاجزٌ عن الطيران موطنها الحاليّ يقتصر على أفريقيا. تُعدُّ أضخم الطُيور في العالم، وهي ذات مظهرٍ مُميَّز، إذ أنَّ عُنُقها وقوائمها طويلة، وهي قادرةٌ على العدو بسُرعةٍ فائقة لِمسافاتٍ طويلة.
| التسمية الشائعة التسمية العلميَّة | الاسم المحلّي | النُويعة \ النُويعات التسمية العلميَّة          | صورة | الوضع المحلّي | معلومات |
| ------------------------------- | ------------ | ------------------------------------------- | ---- | ------------ | --- |
| النعامة Struthio camelus        | النعامة      | العربيَّة (السوريَّة) Struthio camelus syriacus |      | نق           | كان النعام العربي، الشهير أيضًا باسم النعام السوري، يقطن أغلب أنحاء الشَّام، في الصحاري والسُهول والسُهوب، حتَّى أواسط القرن العشرين. وقد انقرض نتيجة انتشار الأسلحة الناريَّة والسيَّارات والدرَّاجات السريعة بأيدي البدو والصيَّادين. أُعيد إدخال النُويعة حمراء العُنق من شمال أفريقيا إلى صحراء النقب من قِبل السُلطات البيئيَّة الإسرائيليَّة. |

## الغوَّاصات
الرُتبة: الغوَّاصيَّات   الفصيلة: الغوَّاصات
الغوَّاصات هي فصيلةٌ من الطُيور المائيَّة عظيمة القد يُمكنُ العُثور عليها في عدَّة أقاليم من أمريكا الشماليَّة وشمال أوروپَّا. تُقارعُ في حجمها أكبر أنواع البط، أو الإوز الصغير، وتُشبهها نوعًا ما حينما تسبح، لكنَّها لا ترتبطُ بها من الناحية المورثيَّة على الإطلاق. هُناك 5 أنواع منها حول العالم ونوعان فقط يعبُران نادرًا فوق الشَّام.
| التسمية الشائعة التسمية العلميَّة                 | الاسم المحلّي | النُويعة \ النُويعات التسمية العلميَّة | صورة | الوضع المحلّي | معلومات |
| ----------------------------------------------- | ------------ | ---------------------------------- | ---- | ------------ | --- |
| الغوَّاص أحمر الحلق Gavia stellata                | -            | غير مُحدد                           |      | ن            | قاطعٌ نادر العُبور. يُفرخُ في التندرة القُطبيَّة الشماليَّة، ويشتو بِصُورةٍ رئيسيَّةٍ في المياه الساحليَّة لِموطنه الشمالي. عُثر في أكثر من مُناسبة على بضعة أزواج مُنهكة في إسرائيل، يُحتمل أن تكون قد شردت أو حملتها الرياح لِهذه المنطقة. |
| الغوَّاص أسود الحلق (الغوَّاص القطبي) Gavia arctica | -            | غير مُحدد                           |      | ن            | قاطعٌ نادر العُبور. يُفرخُ في التندرة القُطبيَّة الشماليَّة، ويشتو بِصُورةٍ رئيسيَّةٍ في المياه الساحليَّة لِموطنه الشمالي. عُثر في أكثر من مُناسبة على بضعة أزواج مُنهكة في إسرائيل، يُحتمل أن تكون قد شردت أو حملتها الرياح لِهذه المنطقة. |

## الغطَّاسات
الرُتبة: الغطَّاسيَّات   الفصيلة: الغطَّاسيَّة
الغطَّاسات هي طُيورٌ مائيَّة قدُّها ضئيل إلى مُتوسط. تتمتَّع بأصابع ذات فُصوص وهي سبَّاحة وغوَّاصة ماهرة. غير أنَّ قوائمها تقع في القسم الخلفي من جسدها، ما يجعلها خرقاء عند المشي على البر. هُناك حوالي 20 نوعًا منها حول العالم و5 أنواع مُتواجدة في الشَّام.
| التسمية الشائعة التسمية العلميَّة         | الاسم المحلّي  | النُويعة \ النُويعات التسمية العلميَّة        | صورة | الوضع المحلّي | معلومات |
| --------------------------------------- | ------------- | ----------------------------------------- | ---- | ------------ | --- |
| الغطَّاس الصغير Tachybaptus ruficollis    | الزهّوت        | النمطيَّة Tachybaptus ruficollis ruficollis |      | شائع         | أصغر أعضاء الفصيلة في كامل أوروپَّا وآسيا الغربيَّة. خِلال موسم التفريخ يُصبحُ هذا النوع أكثر تصويتًا بكثير من مُعظم الغطَّاسات الأُخرى. |
| الغطَّاس أحمر الرقبة Podiceps grisegena   | -             | النمطيَّة Podiceps grisegena grisegena      |      | ن            | زائرٌ نادر. موطنه الأساسيّ الأصقاع الشماليَّة من أوراسيا وأمريكا الشماليَّة. عُثر في أحيانٍ قليلة على بضعة أزواجٍ مُعششة في إسرائيل.   |
| الغطَّاس المُتوَّج الكبير Podiceps cristatus | الطمَّاس الغوصة | النمطيَّة Podiceps cristatus cristatus      |      | شائع         | شائع في أغلب البرك والأنهر الواسعة في جميع أنحاء الشَّام وُصولًا إلى مصر وسائر شمال أفريقيا.                                     |
| الغطَّاس الأقرن Podiceps auritus          | -             | النمطيَّة Podiceps auritus auritus          |      | ن            | يُفرخُ على حُدود الدائرة القُطبيَّة الشماليَّة، ويندر أن تزور الشَّام.                                                                 |
| الغطَّاس أسود الرقبة Podiceps nigricollis | -             | النمطيَّة Podiceps nigricollis nigricollis  |      | شائع         | زائرٌ شتويّ، يشتو في الشَّام وحوض البحر المُتوسِّط هربًا من صقيع أوروپَّا.                                                             |

## القطارس
الرُتبة: النويَّات   الفصيلة: القطرسيَّة
القطارس طُيورٌ بحريَّة ضخمة، تُعتبر من بين أكبر الطُيور القادرة على الطيران، ومنها القطرس الجوَّال الذي يتمتَّع بأكبر مدى بين الجناحين (أي مسافة ما بين طرفي الجناحين) بين جميع أنواع الطُيور. هُناك 21 نوعًا من القطارس حول العالم، منها نوعٌ واحد فقط من القواطع نادرة العُبور إلى الشَّام.
| التسمية الشائعة التسمية العلميَّة  | الاسم المحلّي | النُويعة \ النُويعات التسمية العلميَّة | صورة | الوضع المحلّي | معلومات |
| -------------------------------- | ------------ | ---------------------------------- | ---- | ------------ | --- |
| القَطرَس الهيَّاب Thalassarche cauta | -            | غير مُحدد                           |      | ن            | من القواطع شديدة النُدرة، ذلك أنَّ الموطن الأصلي لِهذه الطُيور هو القسم الجنوبي من الكُرة الأرضية، قِبالة سواحل الجُزر القطبيَّة التابعة لِكُلٍّ من أستراليا ونيوزيلندا، وتكادُ تنعدم مُشاهدتُها في النصف الشمالي من الكُرة الأرضيَّة، إلَّا في بعض الحالات النادرة. |

## أجلام الماء وطُيور النَّو
الرُتبة: النَّويَّات   الفصيلة: النَّويَّة
النَّويَّات هي المجموعة الأساسيَّة من «طُيُور النَّو الحقيقيَّة» مُتوسِّطة القد، التي تتميَّز بمُنخريها المُتصلين بحاجزٍ مُتوسِّط ومقطعٌ أوَّلي رئيسيّ. يصلُ عدد أنواع هذه الفصيلة إلى 75 نوعًا تتوزَّع حول العالم، منها 12 نوعًا في الشَّام.
| التسمية الشائعة التسمية العلميَّة          | الاسم المحلّي | النُويعة \ النُويعات التسمية العلميَّة         | صورة | الوضع المحلّي | معلومات |
| ---------------------------------------- | ------------ | ------------------------------------------ | ---- | ------------ | --- |
| طائر النوّ الأطلسي Pterodroma incerta     | -            | غير مُحدد                                   |      | ن            | من القواطع شديدة النُدرة، ذلك أنَّ الموطن الأصلي لِهذه الطُيور هو القسم الجنوبي من المُحيط الأطلسي، من البرازيل إلى ناميبيا.                                              |
| طائر النوّ ناعم الريش Pterodroma mollis   | -            | غير مُحدد                                   |      | ن            | من القواطع شديدة النُدرة. تظهرُ بعض الأفراد بين الحين والآخر شاردةً على ساحل البحر الأحمر في جنوب الأُردُن وإسرائيل.                                                     |
| جلم الماء المُقلَّم Calonectris leucomelas  | -            | غير مُحدد                                   |      | ن            | من القواطع شديدة النُدرة. موطنها الرئيسي هو جُزر المُحيطين الهادئ والهندي. تظهرُ بعض الأفراد بين الحين والآخر شاردةً على ساحل البحر الأحمر في جنوب الأُردُن وإسرائيل.      |
| جلم ماء كُوري Calonectris borealis        | -            | غير مُحدد                                   |      | شائع         | طُيورٌ ساحليَّة مُفرخة. تُفرخُ في جُزر البحر المُتوسِّط وسواحل الشَّام. تشتو في الساحل الشرقي لِأمريكا الشماليَّة، وجنوبًا حتَّى الأوروغواي وفي غربيّ المُحيط الهندي.                    |
| جلم الماء فاتح القدم Puffinus carneipes  | -            | غير مُحدد                                   |      | ن            | من القواطع النادرة. موطنه الرئيسي جنوب المُحيط الهادئ، في الجُزر المُتناثرة قِبالة أستراليا ونيوزيلندا وفي المُحيط الهندي.                                               |
| جلم الماء الكبير Puffinus gravis         | -            | غير مُحدد                                   |      | ن            | من القواطع النادرة. يعبُرُ سماء الشَّام أثناء هجرته من مواطن تفريخه في النصف الجنوبي من الكُرة الأرضيَّة إلى النصف الشمالي.                                                |
| جلم الماء الدَّاكن Puffinus griseus        | -            | غير مُحدد                                   |      | شائع         | من القواطع الشائعة. يعبُرُ سماء الشَّام أثناء هجرته من مواطن تفريخه في النصف الجنوبي من الكُرة الأرضيَّة إلى النصف الشمالي.                                                |
| جلم الماء المانكسيّ Puffinus puffinus     | -            | الموريتانيَّة Puffinus puffinus mauretanicus |      | شائع         | من القواطع الشائعة. يعبُرُ سماء الشَّام أثناء هجرته من مواطن تفريخه في شمال المُحيط الأطلسي إلى جنوبه. يُفرخ في بعض جُزر البحر المُتوسِّط بما فيها بعض الجُزر الشاميَّة الصغيرة. |
| جلم الماء البلياريّ Puffinus mauretanicus | -            | غير مُحدد                                   |      | ن            | من القواطع النادرة. موطنه الأصليّ غرب البحر المُتوسِّط. بعضُ الأفراد تشردُ شرقًا حتَّى تصل سواحل الشَّام.                                                                      |
| جلم الماء المُتوسِّطي Puffinus yelkouan     | -            | غير مُحدد                                   |      | شائع         | من الطُيور البحريَّة المُفرخة الشائعة. تُفرخ جُمهراته على الجُزر والسُفوح الساحليَّة الصخريَّة الشَّاميَّة.                                                                         |
| جلم الماء الصغير Puffinus assimilis      | -            | غير مُحدد                                   |      | ن            | من القواطع النادرة. تُفرخُ في الجُزر الأطلسيَّة والجُزر المُقابلة لها في شمالي المُحيط الأطلسيّ وجنوبه، وجنوبي المُحيطين الهندي والهادئ.                                      |
| جلم ماء أودوبون Puffinus lherminieri     | -            | الفارسيَّة Puffinus lherminieri persicus     |      | ن            | من القواطع النادرة. تُفرخُ في جُزر الحلانيات في بحر العرب. بعضُ الطُيور تعبُرُ شمالًا حتَّى الأقسام الجنوبيَّة من الشَّام.                                                        |

## طُيور النَّو الدكناء
الرُتبة: النَّويَّات   الفصيلة: المشَّاءة في الماء
طُيُورُ النَّو الدكناء هي أنسباء طُيُورُ النَّوء الحقيقيَّة وهي أصغر الطُيُور البحريَّة على الإطلاق. تقتاتُ على العوالق القشريَّة والأسماك الصغيرة التي تلتقطها من على سطح الماء، أثناء رفرفتها خصوصًا. تطيرُ عبر التخفيق المُستمر بجناحيها بطريقةٍ أشبه بالخُفَّاش. هُناك 21 نوعًا حول العالم وحوالي 4 أنواع في الشَّام.
| التسمية الشائعة التسمية العلميَّة                | الاسم المحلّي | النُويعة \ النُويعات التسمية العلميَّة       | صورة | الوضع المحلّي | معلومات |
| ---------------------------------------------- | ------------ | ---------------------------------------- | ---- | ------------ | --- |
| طائر النوّ الأدكن لِولسُن Oceanites oceanicus     | -            | غير مُحدد                                 |      | ن            | من القواطع النادرة. يعبُر سماء الشَّام أثناء هجرته من مواطن تفريخه في المُحيطات الجنوبيَّة إلى المُحيط الأطلسي الشمالي.          |
| طائر النوّ الأدكن الأوروپيّ Hydrobates pelagicus | -            | المالطيَّة Hydrobates pelagicus melitensis |      | ن            | من الطُيور المُفرخة النادرة. تُعشش بعض الأزواج بين الحين والآخر على سواحل الشَّام.                                             |
| طائر النوّ الأدكن لِليتش Oceanodroma leucorhoa   | -            | غير مُحدد                                 |      | شائع         | من الطُيور البحريَّة الأوقيانوسيَّة (قاطنة المياه المفتوحة). يُمكن رؤيتها في المياه الساحليَّة الشَّاميَّة.                           |
| طائر النوّ الأدكن لِسوينهو Oceanodroma monorhis  | -            | غير مُحدد                                 |      | ن            | من القواطع شديدة النُدرة. عُثر على عدَّة أفراد في بضعة أحيان قِبالة السواحل الشَّاميَّة، ويُحتمل أن تكون قد شردت من المُحيط الأطلسي. |

## الطُيور المداريَّة
الرُتبة: مُوتِّرات القدم   الفصيلة: الفايتونيَّة
الطُيُور المداريَّة هي طُيورٌ بيضاء نحيلة وأنيقة تستوطنُ المُحيطات الاستوائيَّة، تمتازُ بِريشتين طويلتين في وسط الذيل. رؤوسها وأجنحتها الطويلة تتمتَّع بِعلاماتٍ سوداء. هُناك 3 أنواع منها حول العالم ومنها نوعٌ واحدٌ فقط يقطعُ نادرًا فوق الشَّام.
| التسمية الشائعة التسمية العلميَّة                | الاسم المحلّي | النُويعة \ النُويعات التسمية العلميَّة | صورة | الوضع المحلّي | معلومات |
| ---------------------------------------------- | ------------ | ---------------------------------- | ---- | ------------ | --- |
| الطَّائر المداريّ أحمر المنقار Phaethon aethereus | رئيس البحر   | غير مُحدد                           |      | ن            | من القواطع النادرة، تُفرخ في شرقيّ المُحيط الهادئ والقسم الشمالي الغربي من المُحيط الهندي. تتبعثر على مسافةٍ واسعة خارج موسم التفريخ، ومنها أفرادٌ تصل الشَّام وأُخرى تصل بريطانيا. |

## البجع
الرُتبة: مُوتِّرات القدم   الفصيلة: البجعيَّة
البجع هي طُيُورٌ مائيَّةٌ ضخمة تتمتَّع بِجرابٍ مُميَّز أسفل منقارها. وكما هو حالُ غيرها من أفراد رُتبة مُوتِّرات القدم، فإنها تتمتَّع بِقوائم مُكففة ذات أربعة أصابع. منها 8 أنواع حول العالم و3 أنواع في الشَّام.
| التسمية الشائعة التسمية العلميَّة              | الاسم المحلّي       | النُويعة \ النُويعات التسمية العلميَّة | صورة | الوضع المحلّي | معلومات |
| -------------------------------------------- | ------------------ | ---------------------------------- | ---- | ------------ | --- |
| البجعة البيضاء الكبيرة Pelecanus onocrotalus | بجعة حوصل أبو جراب | غير مُحدد                           |      | شائع         | أحد أكثر القواطع الشتويَّة شُيوعًا وأغزرها عددًا. تصلُ أعداده بالآلاف إلى الشَّام سنويًّا. ومن أبرز أماكن انتشاره: سهل البقيعة في تلكلخ وعكَّار في شمال لُبنان، وبُحيرة القرعون ومُستنقع عمَّيق بسهل البقاع، وسبخات الحولة شمال فلسطين. |
| البجعة ورديَّة الظهر Pelecanus rufescens       | -                  | غير مُحدد                           |      | ن            | من القواطع النادرة. يُمكن رؤيتها بين الحين والآخر مع أسراب البجعة البيضاء الكبيرة في ذات الموائل الطبيعيَّة. |
| البجعة الدلماسيَّة Pelecanus crispus           | -                  | غير مُحدد                           |      | ن            | من القواطع النادرة. يُمكن رؤيتها بين الحين والآخر مع أسراب الطُيور المُهاجرة الأُخرى. أغلب جمهراتها الشرق أوسطيَّة تُعشش في سبخات العراق وإيران.                                                                              |

## الأطيشات والحمقاويَّات
الرُتبة: مُوتِّرات القدم   الفصيلة: الغفليَّة
تضُمُّ الفصيلة الغفليَّة الأطيشات والحمقاوات. وكِلا المجموعتين تضُمان طُيورٌ بحريَّة ساحليَّة مُتوسِّطة إلى كبيرة الحجم تغطسُ وراء طرائدها من السمك. منها 9 أنواع حول العالم و3 أنواع في الشَّام.
| التسمية الشائعة التسمية العلميَّة | الاسم المحلّي | النُويعة \ النُويعات التسمية العلميَّة | صورة | الوضع المحلّي | معلومات |
| ------------------------------- | ------------ | ---------------------------------- | ---- | ------------ | --- |
| الأطيش الشمالي Morus bassanus   | -            | غير مُحدد                           |      | شائع         | من الزُوَّار الشائعين للساحل الشَّامي. تُفرخ على الأجراف الصخريَّة في بضعة مناطق من الساحل. وُجودها يتوقَّف على غزارة الأسماك التي تُشكِّلُ أغلب غذائها. |
| الأحمق المُقنَّع Morus bassanus    | -            | غير مُحدد                           |      | ن            | من القواطع النادرة. موطنه الرئيسيّ المُحيطات المداريَّة حول العالم، وقلَّة منها تصلُ السواحل الشَّاميَّة.                                            |
| الأحمق البُني Sula leucogaster   | -            | السبَّاحة Sula leucogaster plotus    |      | ن            | من القواطع النادرة. موطنه الرئيسيّ المُحيطات المداريَّة حول العالم، وقلَّة منها تصلُ السواحل الشَّاميَّة الجنوبيَّة ناحية البحر الأحمر.                |

## الغاقات
الرُتبة: مُوتِّرات القدم   الفصيلة: الغاقيَّة
تضُمُّ الفصيلة الغاقيَّة مجموعةً من الطُيُور السَّاحليَّة آكلة السمك من قدٍّ مُتوسِّطٍ إلى كبير، تغوصُ تحت الماء سعيًا وراء طرائدها. تتباين ألوان كسوتها بشكلٍ واضح، فأغلبها داكن الريش، وبعضُها أسود وأبيض، وقلَّةٌ منها مُلوَّنة. منها 38 نوعًا حول العالم و3 تستوطنُ البلاد الشَّاميَّة.
| التسمية الشائعة التسمية العلميَّة                    | الاسم المحلّي   | النُويعة \ النُويعات التسمية العلميَّة                | صورة | الوضع المحلّي | معلومات |
| -------------------------------------------------- | -------------- | ------------------------------------------------- | ---- | ------------ | --- |
| الغاقة الكبيرة Phalacrocorax carbo                 | غُراب البحر غاق | السينائيَّة Phalacrocorax carbo sinensis            |      | شائع         | من الزُوَّار الشائعين للساحل والبُحيرات والسبخات الشَّاميَّة. يُمكن رؤيتها بأعدادٍ غزيرة في سبخات الحولة وبُحيرة طبريَّا ومُستنقع عمّيق.                  |
| الغاقة الخضراء الأوروپيَّة Phalacrocorax aristotelis | -              | الدسمارستيَّة Phalacrocorax aristotelis desmarestii |      | ن            | زائرة نادرة للسواحل الشَّاميَّة. |
| الغاقة القزمة Microcarbo pygmeus                   | -              | غير مُحدد                                          |      | شائع         | شائعةٌ في السبخات والمُستنقعات والبُحيرات الشَّاميَّة. كثيرًا ما تُشاهد في أسرابٍ مُختلطة مع البلاشين البيضاء وآباء ملعقة والبلاشين والغاقات الكبيرة. |

## الزُّقَّات
الرُّتبة: مُوتِّرات القدم   الفصيلة: الأُفعُوانيَّة
الزُّقَّات، المُسمَّاة أيضًا «بالطُيُور الأُفعُوانيَّة» بسبب شكل أعناقها الطويلة النحيلة، التي تُعطيها مظهرًا أشبه بمظهر الأفعى حينما تسبح وتغمر المياه جسدها ولا يبقى منها ظاهرًا سوى أعناقها، هي طُيُورٌ ضخمة من آكلات أسماك المياه العذبة. للذُكور ريشٌ أسود وبُني قاتم، وعُرفٌ انتصابيّ على قفا عُنُقها ومنقارٌ أكبر من ذاك الخاص بالإناث. تتمتَّع الإناث بريشٍ كامدخُصوصًا على العنق والقسم السُفلي من جسدها. تتمتَّع الزُّقَّات بقوائم مُوتِّرة بالكامل، وهي قصيرة وتقع على نهاية الطرف الخلفي من جسدها. الرِّيش مانعٌ للمياه بعض الشيء، كما هو الحال مع ريش الغاقات، وهي تنشُرُ جناحيها كي تجف بعد أن تخرج من الماء. منها 4 أنواع حول العالم ونوعٌ واحدٌ في الشَّام.
| التسمية الشائعة التسمية العلميَّة | الاسم المحلّي | النُويعة \ النُويعات التسمية العلميَّة | صورة | الوضع المحلّي | معلومات |
| ------------------------------- | ------------ | ---------------------------------- | ---- | ------------ | --- |
| الزُّقَّة الأفريقيَّة Anhinga rufa    | -            | الشَّانتريَّة Anhinga rufa chantrei    |      | نق           | كانت هذه الطُيور شائعة في عدَّة أماكن رطبة عبر الشَّام. فقد وُجدت في بُحيرة العُمق عند مصب نهر العاصي في مُحافظة ختاي (لواء الإسكندرون) وفي سبخات ومُستنقعات الحُولة شمال فلسطين. اندثرت الجُمهرة الإسكندرونيَّة خِلال عقد الثلاثينيَّات من القرن العشرين، والفلسطينيَّة خِلال عقد الخمسينيَّات عندما عملت بعض الجهات الإسرائيليَّة على تجفيف قسم من سبخات الحولة لاستصلاح المنطقة زراعيًّا. |

## الفراقيط
الرُتبة: مُوتِّرات القدم   الفصيلة: الفرقاطيَّة
الفراقيط طُيورٌ بحريَّة ضخمة مهدُها المُحيطات المداريَّة. الأجنحة طويلة والذيل مُنشعب انشعابًا عميقًا، والمنقار خُطَّافي طويل. الذُكور المُفرخة سوداء مع باحاتٍ مُتباينة من البياض في الأسفل ومع جرابٍ حلقيّ قرمزيّ. الإناث واليَفَعة يغلب عليها اللون البُنيّ القاتم مع شيءٍ من البياض في ناحية الأسفل. تتمتَّع بأكبر باع جناحين مُقارنةً بحجم الجسد بين الطُيُور، وهي تُمضي أغلب وقتها بالهواء، وقد تستمرُّ مُعلَّقةً بالسماء طيلة أُسبوع. منها 5 أنواع حول العالم ونوعٌ واحدٌ يقطع نادرًا إلى الشَّام.
| التسمية الشائعة التسمية العلميَّة | الاسم المحلّي | النُويعة \ النُويعات التسمية العلميَّة | صورة | الوضع المحلّي | معلومات |
| ------------------------------- | ------------ | ---------------------------------- | ---- | ------------ | --- |
| الفرقاط الأصغر Fregata ariel    | -            | -                                  |      | ن            | من القواطع النادرة. موطنهُ الرئيسيّ المُحيطات المداريَّة. بعضُ الأفراد تصل الشَّام شاردةً عن أسرابها، عن طريق البحر الأحمر. |

## الواقات والبلاشين والبلاشين البيضاء
رُتبة: اللَّقلقيَّات   الفصيلة: البلشونيَّة
تضُمُّ فصيلة البلاشين كُلٌ من: الواقات، والبلاشين، والبلاشين البيضاء. والأخيرة طُيُورٌ مُخوِّضة قُدودها بين الصغير والضَّخم، طويلة الأرجل، مُعظمها بِعُنُقٍ طويلٍ ومنقارٍ طعَّانٍ قويّ. تميلُ الواقات لأن تكون أقصر من البلاشين وأكثر حذرًا من البشر. تطيرُ أعضاء هذه الفصيلة وأعناقها مسحوبة إلى الوراء، على العكس من باقي الطُيُور طويلة العُنق، كاللقالق وآباء منجل وآباء ملعقة. منها 61 نوعًا حول العالم و15 نوعًا في الشَّام.
| التسمية الشائعة التسمية العلميَّة             | الاسم المحلّي | النُويعة \ النُويعات التسمية العلميَّة       | صورة | الوضع المحلّي | معلومات |
| ------------------------------------------- | ------------ | ---------------------------------------- | ---- | ------------ | --- |
| البلشون السِّنجابي Ardea cinerea              | مالك الحزين  | النمطيَّة Ardea cinerea cinerea            |      | شائع         | أحد أكثر الأنواع شُيوعًا في المُستنقعات والسبخات والبُحيرات الشَّاميَّة. يكثر في المناطق غزيرة القصب بشكلٍ خاص. مشهورٌ في الفلكلور الشعبي. |
| البلشون أسود الرأس Ardea melanocephala      | -            | غير مُحدد                                 |      | ن            | من البلاشين النادرة في الشَّام. موطنه الرئيسيّ أفريقيا جنوب الصحراء الكُبرى، وبعضُ الأفراد تشرُدُ شمالًا أحيانًا. |
| البلشون الجبَّار Ardea goliath                | -            | غير مُحدد                                 |      | ن            | من البلاشين النادرة في الشَّام. موطنه الرئيسيّ أفريقيا جنوب الصحراء الكُبرى ووادي النيل. بعض الجُمهرات تعبر إلى شبه الجزيرة العربيَّة وبعضُها يصلُ الشَّام. |
| البلشون الأُرجُوانيّ Ardea purpurea            | مالك الحزين  | النمطيَّة Ardea purpurea purpurea          |      | شائع         | من القواطع المألوفة في الشَّام. شبيه بالبلشون السِّنجابي ويُمكنُ لغير العارف أن يُخطأ بينهما بسُهولة، لولا أنَّ هذا النوع هيَّابٌ أكثر، ويُؤثر البقاء بين أدغال القصب بشكلٍ أكبر من نسبيه سالِف الذِكر.                                                                            |
| البلشون الأبيض الكبير Ardea alba            | البيّوضي      | النمطيَّة Ardea alba alba                  |      | شائع         | من الطُيور الخوَّاضة الأكثر شُيوعًا في الشَّام. يُمكن تمييزها بِسُهولة عبر حجمها الكبير ولونها الأبيض الناصع. |
| البلشون الأسود Egretta ardesiaca            | -            | غير مُحدد                                 |      | ن            | من القواطع النادرة. موطنه الأساسي أفريقيا جنوب الصحراء الكُبرى ووادي النيل. بعض الأفراد تقطع شمالًا حتّى الشَّام وتُركيَّا واليونان. |
| البلشون الأبيض المُتوسِّط Mesophoyx intermedia | -            | غير مُحدد                                 |      | ن            | من القواطع النادرة. موطنه الأساسي أفريقيا الشرقيَّة وشبه القارَّة الهنديَّة وجنوب شرق آسيا وأستراليا. بعض الأفراد تشردُ شمالًا حتَّى الشَّام. |
| بلشون الصخر Egretta gularis                 | -            | غير مُحدد                                 |      | شائع         | من البلاشين الشائعة في سواحل البحر الأحمر. |
| البلشون الأبيض الصغير Egretta garzetta      | الوصي        | النمطيَّة Egretta garzetta garzetta        |      | شائع         | من البلاشين الشائعة في الشَّام. يُعشش حول الأنهار والمُستنقعات في أسرابٍ مُختلطة مع أنواعٍ أُخرى من البلاشين والمُخوضات. |
| البلشون التَّفلقانيّ Ardeola ralloides         | -            | غير مُحدد                                 |      | شائع         | من المُفرخات الشائعة صيفًا في الشَّام. يُهاجرُ شتاءً إلى أفريقيا جنوب الصحراء الكُبرى. |
| بلشون القُطعان Bubulcus ibis                 | أبو قردان    | النمطيَّة Bubulcus ibis ibis               |      | شائع         | أكثر ما يُشاهد في الربيع والخريف. ينتشر في الحُقول والسبخات على حدٍ سواء حيثُ يقتات على الحشرات والديدان والقرادات التي تمتص دماء المواشي. كانت هذه الطُيور مُجرَّد قاطعة شتويَّة قبل سنة 1948م، ومُنذ ذلك الحين، أفادت السُلطات البيئيَّة الإسرائيليَّة بأنَّها أصبحت مُقيمة دائمة. |
| البلشون المُقلَّم Butorides striata            | -            | غير مُحدد                                 |      | شائع         | من المُفرخات الشائعة على سواحل البحر الأحمر جنوبًا. قلَّما يُشاهد شمالًا. |
| غُراب الليل أسود التاج Nycticorax nycticorax | غُراب الليل   | النمطيَّة Nycticorax nycticorax nycticorax |      | شائع         | من المُفرخات الآبدة (المُقيمة طيلة فُصول السنة). شائعٌ في الأراضي الرطبة. |
| الواق الأوراسي Botaurus stellaris           | الواق        | غير مُحدد                                 |      | شائع         | من المُفرخات الآبدة (المُقيمة طيلة فُصول السنة). شائعٌ في الأراضي الرطبة ذات أدغال القصب الكثيفة. |
| الواق الصغير Ixobrychus minutus             | الواق        | النمطيَّة Ixobrychus minutus minutus       |      | شائع         | من المُفرخات الآبدة (المُقيمة طيلة فُصول السنة). شائعٌ في الأراضي الرطبة ذات أدغال القصب الكثيفة. |

## اللقالق
الرُتبة: اللَّقلقيَّات   الفصيلة: اللَّقلقيَّة
اللَّقالق طُيورٌ مُخوِّضة ضخمة طويلة العنق والساقين، ذات مناقير طويلة طعَّانة. وهي صامتة، قلَّما تُصدرُ صوتًا، وعوض ذلك تقوم بطقطقة مناقيرها لتتواصل مع بعضها خِلال موسم التعشيش. الأعشاش ضخمة وقد يستعملها الأليفان طيلة سنوات. كثيرٌ من الأنواع مُهاجرة. منها 19 نوعًا حول العالم، و4 أنواع في البلاد الشَّاميَّة.
| التسمية الشائعة التسمية العلميَّة         | الاسم المحلّي    | النُويعة \ النُويعات التسمية العلميَّة | صورة | الوضع المحلّي | معلومات |
| --------------------------------------- | --------------- | ---------------------------------- | ---- | ------------ | --- |
| اللقلق أصفر المنقار Mycteria ibis       | -               | غير مُحدد                           |      | ن            | من القواطع النادرة. موطنه الرئيسي أفريقيا جنوب الصحراء الكُبرى، حيثُ يبقى طيلة فُصول السنة. بعضُ الأفراد تشرد شمالًا حتَّى تصل الشَّام.                                                   |
| اللقلق الأسود Ciconia nigra             | -               | غير مُحدد                           |      | شائع         | من القواطع المألوفة. تصلُ أسرابها الكثيفة إلى الشَّام أثناء هجرتها من موطنها الشمالي نحو أفريقيا خِلال موسم التفريخ. تُفضِّلُ مناطق السبخات التي تتخللها بعض الأحراج والغابات الصنوبريَّة. |
| اللقلق الأبيض Ciconia ciconia           | اللقلق أبو سعيد | النمطيَّة Ciconia ciconia ciconia    |      | شائع         | من أغزر القواطع عددًا. شائعة المنظر خِلال الربيع عندما تصل أسرابها المُهاجرة إلى المُستنقعات والسبخات وأطرف القُرى والغابات.                                                          |
| أبو سُعن الأفريقي Leptoptilos crumenifer | -               | غير مُحدد                           |      | ن            | من القواطع النادرة. موطنه الرئيسي أفريقيا جنوب الصحراء الكُبرى، ووادي النيل. آبدٌ في موطنه. بعضُ الأفراد تشرد أحيانًا لِتصل الشَّام.                                                    |

## آباء منجل وآباء ملعقة
الرُتبة: اللَّقلقيَّات   الفصيلة: الناسكيَّة
تضُمُّ الفصيلة الناسكيَّة مجموعةٌ من الطُيور المُخوِّضة الضخمة طويلة الساق، وهي تشتملُ على آباء منجل وآباء ملعقة. الأجنحة طويلة وعريضة، ولها 11 ريشة أوَّليَّة وحوالي 20 ريشة ثانويَّة. وهي مُحلِّقات قويَّة قادرة على التحليق عاليًا على الرُغم من أحجامها. منها 36 نوعًا حول العالم و3 أنواع في الشَّام.
| التسمية الشائعة التسمية العلميَّة            | الاسم المحلّي          | النُويعة \ النُويعات التسمية العلميَّة     | صورة | الوضع المحلّي | معلومات |
| ------------------------------------------ | --------------------- | -------------------------------------- | ---- | ------------ | --- |
| أبو منجل الأصلع الشمالي Geronticus eremita | أبو منجل العنز الحارس | غير مُحدد                               |      | ن            | كانت طيور أبي منجل الأصلع الشمالي تقطن كامل الشام في المناطق شبه الصحراوية وفي الجبال، لكن أعدادها تراجعت تراجعًا حادًا لأسباب متنوعة، منها اختفاء موائلها الطبيعية بعد أن استصلحت للزراعة والبناء، وبسبب التسمم بواسطة مبيدات الآفات، وقد تأكد العلماء من السبب الأخير بعد أن عُثر على ثلاثة طيور نافقة من هذا النوع في الصحراء الأردنية كانت تهاجر جنوبًا من تركيا. لا تزال هناك جمهرتان صغيرتان من هذه الطيور تقطن جنوب تركيا وشمال سوريا، والأولى تهاجر عبر سوريا الداخلية نحو شبه الجزيرة العربية والقرن الإفريقي، لكنها مهددة بشكل كبيرة، وتكاد تكون في عداد المنقرضة. |
| أبو منجل اللَّمَّاع Plegadis falcinellus       | -                     | غير مُحدد                               |      | شائع         | من المُخوِّضات واسعة الانتشار. تُفرخ في مُستعمراتٍ ضخمة جدًا بالاشتراك دائمًا تقريبًا مع البلاشين والبلاشين البيضاء. |
| أبو ملعقة الأبيض Platalea leucorodia       | أبو ملعقة             | النمطيَّة Platalea leucorodia leucorodia |      | شائع         | مألوفٌ في الأراضي الرَّطبة الضحلة بالمياه المالحة وتلك قليلة المُلوحة والعذبة. تدهورت جُمهراته في عدَّة مناطق جرَّاء تجفيف مواقع سُكناه في الأراضي المُستنقعيَّة وتعرُّضها للتلوُّث. |

## النُحام
الرُّتبة: النُحاميَّات   الفصيلة: النُحاميَّة
النُحام هي طُيُورٌ مُخوِّضة اجتماعيَّة، يتراوح طولها عادةً بين 0.9 و1.5 أمتار، تستوطنُ نصفيّ الكُرة الأرضيَّة الشرقي والغربي. مناقيرها غريبة الشكل مُتأقلمة بشكلٍ يُمكنها من ترشيح الطين عندما تلتقطُ طرائدها من الأربيان والعوالق المدفونة تحت أرضيَّة السبخات، وهي كذلك تستخدمه رأسًا على عقب عكس جميع أنواع الطُيور. منها 6 أنواع حول العالم، ونوعٌ واحدٌ في الشَّام.
| التسمية الشائعة التسمية العلميَّة     | الاسم المحلّي             | النُويعة \ النُويعات التسمية العلميَّة | صورة | الوضع المحلّي | معلومات |
| ----------------------------------- | ------------------------ | ---------------------------------- | ---- | ------------ | --- |
| النُحام الأكبر Phoenicopterus roseus | النُحام البشروش الفلامنگو | -                                  |      | شائع         | من القواطع المألوفة في الشَّام. مألوفة في مصبَّات الأنهر والبُحيرات المالحة خُصوصًا. بعض الجُمهرات مُقيمة دائمة ولا تُهاجر بل تنزح من منطقة إلى أُخرى بحال نضب مخزون غذائها أو تغيَّرت الظروف المُناخيَّة. |

## البط والإوز والتم
الرُّتبة: الإوزيَّات   الفصيلة: البطيَّة
تُضمُّ الفصيلة البطيَّة مجموعةٌ من الطُيور المائيَّة من قدٍّ مُتوسِّطٍ إلى كبير، يُعرف أغلبها باسم البط ويُضاف إليها مجموعة واسعة من أنسبائها، هي الإوز والتَّم. هذه الطُيُور مُتأقلمة مع العيش في بيئةٍ مائيَّة، فأقدامها وتراء، ومناقيرُها مُسطَّحة، وريشُها مكسوٌّ بطبقةٍ من الزيت كي لا ينفذ الماء إلى داخله. منها 131 نوعًا حول العالم و39 نوعًا في الشَّام.
| التسمية الشائعة التسمية العلميَّة            | الاسم المحلّي               | النُويعة \ النُويعات التسمية العلميَّة       | صورة | الوضع المحلّي | معلومات |
| ------------------------------------------ | -------------------------- | ---------------------------------------- | ---- | ------------ | --- |
| البطَّة الصافرة الصغيرة Dendrocygna javanica | -                          | غير مُحدد                                 |      | ن            | من القواطع شديدة النُدرة. موطنها الرئيسي آسيا الجنوبيَّة والجنوبيَّة الشرقيَّة. بعضُ الأفراد تقطع إلى الشَّام في حالاتٍ نادرة جدًا.                                                                                            |
| التَّمّ الأبكم Cygnus olor                    | التِّم الوز العراقي          | غير مُحدد                                 |      | شائع         | من الأوابد. أكبر أعضاء رُتبة الإوزيَّات في الشَّام. من المألوف رؤيتها في البُحيرات والمُستنقعات، ومما زاد في شُيوعها هو استخدامها في بعض المُنتزهات والحدائق العامَّة كطائرٍ من طُيور الزينة.                                   |
| التَّمّ الناعق Cygnus cygnus                  | -                          | غير مُحدد                                 |      | ن            | من القواطع شديدة النُدرة. موطنها الرئيسي التندرة الشماليَّة المُطلَّة على القطب الشمالي. يقطع جنوبًا للإشتاء وبعض جُمهراته تصل إلى الشَّام.                                                                                  |
| تمّ التندرة Cygnus columbianus              | -                          | غير مُحدد                                 |      | شائع         | من القواطع المألوفة. تصلُ أسرابه إلى البُحيرات والمُستنقعات الشَّاميَّة للإشتاء هربًا من الصقيع والجليد في موطنها الشمالي.                                                                                                 |
| التَّمّ الأسود Cygnus atratus                 | -                          | غير مُحدد                                 |      | د            | نوعٌ دخيل. موطنه الأصلي أستراليا وتاسمانيا. أُدخل إلى عدَّة مُنتزهات وحدائق عامَّة في إسرائيل، وبعضُ الأفراد منه عادت للوحشيَّة.                                                                                             |
| الإوزَّة الغرَّاء الكبيرة Anser albifrons      | -                          | غير مُحدد                                 |      | شائع         | من القواطع المألوفة. تشتو في الشَّام وحوض البحر المُتوسِّط هربًا من صقيع موطنها الشمالي. |
| الإوزَّة الغرَّاء الصغيرة Anser erythropus     | -                          | غير مُحدد                                 |      | ن            | من القواطع النادرة. موطنها الرئيسي التندرة الشماليَّة المُطلَّة على القطب الشمالي. تقطع جنوبًا للإشتاء وبعض جُمهراته تصل إلى الشَّام.                                                                                       |
| الإوزَّة الرَّبداء Anser anser                 | الوزَّة البريَّة أبو الرقص     | الإوزيَّة Anser anser anser                |      | شائع         | من القواطع المألوفة. تصلُ أسرابه إلى الشَّام لِتشتو، وهي واسعة الانتشار في جميع البُحيرات والمُسطحات المائيَّة الشاميَّة الواسعة.                                                                                            |
| إوزَّة الفاصولياء Anser fabalis              | -                          | غير مُحددة                                |      | ن            | من القواطع النادرة. موطنها الرئيسي التندرة الشماليَّة المُطلَّة على القطب الشمالي. تقطع جنوبًا للإشتاء وبعض جُمهراته تصل إلى الشَّام.                                                                                       |
| الإوزَّة حمراء الصدر Branta ruficollis       | -                          | غير مُحددة                                |      | ن            | من القواطع شديدة النُدرة. تُفرخ في المنطقة القُطبيَّة السيبيريَّة؛ تشتو قريبًا من البحار: الأسود، وقزوين، وآرال، والبعضُ القليل منها يُغامرُ جنوبًا ليصل إلى الشَّام.                                                            |
| الإوزَّة المصريَّة Alopochen aegyptiaca        | -                          | غير مُحددة                                |      | د            | نوعٌ دخيل. موطنها الرئيسيّ أفريقيا جنوب الصحراء الكُبرى ووادي النيل. أُدخلت إلى عددٍ من الحدائق العامَّة والمُنتزهات في إسرائيل كطائرٍ من طُيور الزينة، وعادت بعضُ الأفراد منها إلى الوحشيَّة.                                  |
| الشهرمان الأمغر Tadorna ferruginea         | أبو فروة بط الحسن والحُسين  | غير مُحددة                                |      | شائع         | من القواطع الشتويَّة المألوفة. يُطلق عليها اسم «أبو فروة» نظرًا لِريشها اللمَّاع الذي يبدو وكأنه مُخمل للناظر عن بُعد. |
| الشهرمان المألوف Tadorna tadorna           | الشهرمان                   | غير مُحددة                                |      | شائع         | من القواطع الشتويَّة المألوفة. تُشاهد أسرابه في مصبَّات الأنهار بشكلٍ خاص، ويشتهر بندائاته الصَّافرة المُميَّزة. |
| إوزَّة القطن القزمة Nettapus coromandelianus | -                          | غير مُحددة                                |      | ن            | من القواطع النادرة. موطنها الرئيسيّ شبه القارَّة الهنديَّة وجنوب شرق آسيا وشمال أستراليا. بعضُ الأفراد تشرد حتَّى تصل الشَّام.                                                                                               |
| البطَّة الصَّقعاء الأوراسيَّة Anas penelope      | الصَّواي                     | غير مُحددة                                |      | شائع         | من القواطع الشتويَّة المألوفة. موطنها الرئيسيّ أقاصي أوروپَّا وآسيا الشماليَّة. تشتو جنوبًا حتَّى جنوب آسيا وأفريقيا مُرورًا بالشَّام.                                                                                           |
| البطَّة العقفاء Anas falcata                 | -                          | غير مُحددة                                |      | ن            | من القواطع شديدة النُدرة. موطنها الرئيسيّ آسيا الشماليَّة والشرقيَّة. بعضُ الأفراد تشرد حتَّى تصل الشَّام. |
| البطَّة السماريَّة Anas penelope               | السَّماري                    | النمطيَّة Anas strepera strepera           |      | شائع         | من القواطع الشتويَّة المألوفة. بعضُ الأفراد منها مُقيمةٌ دائمة في الشَّام، وبالأخص في البُحيرات والمُستنقعات ذات مخزون الطعام الدائم، وفي المُنتزهات والحدائق العامَّة.                                                        |
| الحذف الأوراسي Anas crecca                 | الحذف الحذف الشتوي         | غير مُحدد                                 |      | شائع         | من القواطع الشتويَّة المألوفة. بعضُ الأفراد منها مُقيمةٌ دائمة في الشَّام، وبالأخص في البُحيرات والمُستنقعات ذات مخزون الطعام الدائم، وفي المُنتزهات والحدائق العامَّة.                                                        |
| حذف رأس الرجاء الصالح Anas capensis        | -                          | غير مُحدد                                 |      | ن            | من القواطع شديدة النُدرة. موطنه الرئيسي أفريقيا جنوب الصحراء الكُبرى، وهي عادةً من الأوابد، قلَّما تُهاجر. بعضُ الأفراد والجمهرات تُلاحقُ الأمطار بحثًا على الأراضي والمُستنقعات الخصبة، وقلَّةً منها ينتهي بها المطاف في الشَّام. |
| البُركة Anas platyrhynchos                  | البط البرّي الخُضاري الخُضيري | النمطيَّة Anas platyrhynchos platyrhynchos |      | شائع         | من القواطع المألوفة جدًا. بعضُ جُمهراته مُستوطنة في الشَّام. يُمكن رؤيتها حول جميع المُسطحات المائيَّة الطبيعيَّة وبشريَّة الصُنع. يُحتفظُ بها كطائرٍ للزينة في الكثير من المُنتزهات والحدائق العامَّة.                                 |
| البُلبُول الشَّماليّ Anas acuta                 | البُلبُول أبو زلَّة            | غير مُحددة                                |      | شائع         | من القواطع المألوفة جدًا. تشتو في الشَّام هربًا من برد موطنها الشماليّ. |
| البطَّة حمراء المنقار Anas erythrorhyncha    | -                          | غير مُحدد                                 |      | ن            | من القواطع النادرة. موطنها الرئيسي أفريقيا جنوب الصحراء الكُبرى. بعضُ الأفراد تُهاجرُ شمالًا حتَّى تصل الشَّام. |
| الشرشير الصيفي Anas querquedula            | -                          | غير مُحدد                                 |      | شائع         | من القواطع الشائعة. تشتو في الشَّام. |
| أبو مجرفة الشِّماليّ Anas clypeata            | الكيش أبو جاروف            | غير مُحدد                                 |      | شائع         | من القواطع المألوفة جدًا. تشتو في الشَّام هربًا من صقيع موطنها الشِّمالي. يسهل تمييزها عن سائر أنواع البط بفضل منقارها الشبيه بالمِجرفة. أكثر ما تُشاهد في المُستنقعات والبُرك العذبة ومصبَّات الأنهار.                        |
| الحذف المُعرَّق Marmaronetta angustirostris   | -                          | غير مُحدد                                 |      | شائع         | من القواطع الشائعة. بعضُ جُمهراته آبدة لا تُهاجر. عُثر في سنة 2011م على حوالي 40,000 طائرٍ منها في أهوار العراق. |
| الونس Netta rufina                         | -                          | غير مُحدد                                 |      | شائع         | من القواطع الشائعة. بعضُ جُمهراته آبدة لا تُهاجر. يُسهل تمييزها عن سائر أنواع البط عبر رأس الذكر البُرتُقالي المُحمر. |
| البوشار الجنوبي Netta erythrophthalma      | -                          | البرونيَّة Netta erythrophthalma brunnea   |      | ن            | من القواطع النادرة. موطنها الرئيسي أفريقيا جنوب الصحراء الكُبرى. بعض الجُمهرات تقطع شمالًا وُصولًا إلى الشَّام. |
| البوشار المألوف Aythya ferina              | الحمراوي                   | غير مُحدد                                 |      | شائع         | من القواطع الشائعة. تُهاجرُ جنوبًا إلى الشَّام هربًا من برد موطنها الشمالي. |
| البطَّة المُحمرَّة Aythya nyroca                | -                          | غير مُحدد                                 |      | شائع         | من القواطع الشائعة. تُهاجرُ جنوبًا إلى الشَّام وبعضُ الجمهرات آبدة لا تُهاجر. |
| البطَّة المُقنزعة Aythya fuligula             | الزرقاي                    | غير مُحدد                                 |      | شائع         | من القواطع الشائعة. تُهاجرُ جنوبًا إلى الشَّام وبعضُ الجمهرات آبدة لا تُهاجر. يُمكن رؤيتها في البُحيرات والبُرك، كما أُدخلت إلى عددٍ من الحدائق والمُنتزهات العامَّة كطُيور زينة.                                                  |
| البطَّة النيروقيَّة الكبيرة Aythya marila      | -                          | النمطيَّة Aythya marila marila             |      | ن            | من القواطع النادرة. موطنها أقاصي أوراسيا، وتشتو جنوبًا حتَّى سواحل البحر الأسود، وبعض الأفراد تصلُ الشَّام. |
| العيدر المألوف Somateria mollissima        | -                          | غير مُحدد                                 |      | ن            | من القواطع شديدة النُدرة. موطنها الأصلي هو السواحل القُطبيَّة الشماليَّة. بعضُ الأفراد تصلُ في أحيانٍ نادرة جدًا إلى الشَّام.                                                                                                  |
| البطَّة طويلة الذيل Clangula hyemalis        | -                          | غير مُحدد                                 |      | ن            | من القواطع النادرة. تُفرخُ على السواحل البحريَّة. |
| الأسقطور أبيض الجناح Melanitta deglandi    | -                          | الآسيويَّة Melanitta deglandi stejnegeri   |      | ن            | من القواطع النادرة. موطنها الرئيسي الأصقاع القطبيَّة الشماليَّة، والقليل منها يصلُ الشَّام شاردًا |
| ذهبيَّة العين المألوفة Bucephala clangula    | -                          | النمطيَّة Bucephala clangula clangula      |      | ن            | من القواطع النادرة. موطنها الرئيسي الأصقاع القطبيَّة الشماليَّة، والقليل منها يصلُ الشَّام شاردًا |
| البلقشة البيضاء Mergellus albellus         | -                          | غير مُحددة                                |      | ن            | من القواطع النادرة. موطنها الرئيسي الأصقاع القطبيَّة الشماليَّة. تشتو جنوبًا حتَّى سواحل البحر الأسود، وبعضها يصلُ الشَّام.                                                                                                  |
| البلقشة حمراء الصدر Mergus serrator        | -                          | غير مُحددة                                |      | شائعة        | من القواطع الشائعة. يُمكنُ رؤيتها في البُحيرات والأنهار والمصبَّات السَّاحليَّة. بعضُ الجُمهرات آبدة. |
| البلقشة المألوفة Mergus merganser          | -                          | البلقشيَّة Mergus merganser merganser      |      | ن            | من القواطع النادرة. موطنها الرئيسي الأصقاع القطبيَّة الشماليَّة. تشتو جنوبًا حتَّى سواحل البحر الأسود، وبعضها يصلُ الشَّام.                                                                                                  |
| البطَّة بيضاء الرأس Oxyura leucocephala      | -                          | غير مُحددة                                |      | شائعة        | من القواطع المألوفة. يُمكنُ رؤيتها في البُحيرات والأنهار والمصبَّات السَّاحليَّة. بعضُ الجُمهرات آبدة. |

## العُقاب النساريَّة
الرُّتبة: الجوارح   الفصيلة: الپانديونيَّة
تضُمُّ الفصيلة الپانديونيَّة نوعًا واحدًا فقط، هو العُقاب النساريَّة. وهذه العُقبان طيورٌ جارحة تتخصص في صيد الأسماك وتستوطنُ كافَّة أنحاء العالم تقريبًا.
| التسمية الشائعة التسمية العلميَّة   | الاسم المحلّي | النُويعة \ النُويعات التسمية العلميَّة  | صورة | الوضع المحلّي | معلومات |
| --------------------------------- | ------------ | ----------------------------------- | ---- | ------------ | --- |
| العُقاب النساريَّة Pandion haliaetus | -            | النمطيَّة Pandion haliaetus haliaetus |      | شائع         | من القواطع المألوفة. يُمكن مُشاهدة أزواجه على ضفاف البُحيرات والأنهار والسبخات والسواحل الصخريَّة. يقتصر طعامها على الأسماك تقريبًا. |

## البيزان، والحدآت، والعُقبان
الرُتبة: الجوارح   الفصيلة: البازيَّة
فصيلةُ البيزان هي إحدى فصائل الجوارح، وهي تضمُّ الطُيور المشهورة بلُغة العامَّة باسم: البيزان، والعُقبان، والحدآت (الشوحة)، والمُرزات ونُسور العالم القديم. تتمتَّع هذه الطُيور بِمناقير معقوفة قويَّة تستخدمها في تمزيق لحم طرائدها، وقوائم قويَّة متينة، ومخالبٌ حادَّة، ونظرٌ ثاقب. منها 233 نوعًا حول العالم و34 نوعًا في الشَّام.
| التسمية الشائعة التسمية العلميَّة             | الاسم المحلّي                        | النُويعة \ النُويعات التسمية العلميَّة     | صورة | الوضع المحلّي | معلومات |
| ------------------------------------------- | ----------------------------------- | -------------------------------------- | ---- | ------------ | --- |
| حوَّام النحل الغربي Pernis apivorus           | الحوَّام صقر النحل                    | غير مُحددة                              |      | شائع         | من القواطع الشتويَّة المألوفة. تصلُ الشَّام هربًا من بُرودة موطنها الأوروپيّ. بعضُها يُمضي الشتاء كُلَّه وبعضها يقطع نحو أفريقيا. |
| حوَّام النحل الشرقي Pernis ptilorhyncus       | الحوَّام صقر النحل                    | غير مُحددة                              |      | شائع         | من الأوابد. يُفرخُ في الشَّام. ويُمكن تمييزه عن نظيره الغربي عبر حجمه الأكبر وجسده الأطول. |
| الحدأة سوداء الكتفين Elanus axillaris       | -                                   | غير مُحددة                              |      | ن            | من القواطع شديدة النُدرة. موطنها الرئيسيّ أستراليا. عُثر في أحيانٍ قليلة على بضعة أفرادٍ منها في إسرائيل. |
| الحدأة الحمراء Milvus milvus                | -                                   | غير مُحددة                              |      | ن            | من القواطع النادرة. تشتو عادةً في الأناضول هربًا من برد موطنها الشمالي. بعضُ الأفراد ينتهي بها المطاف في الشَّام. |
| الحدأة السوداء Milvus migrans               | الشوحة الحدأة الحديَّة                | النمطيَّة Milvus migrans migrans         |      | شائع         | من القواطع المألوفة. تُهاجرُ بأسرابٍ كبيرة إلى الشَّام وأفريقيا جنوب الصحراء الكُبرى. بعضُ الجُمهرات تشتو في الشَّام نظرًا لِتوافر طرائدها من الثدييات الصغيرة والطُيور. |
| عُقاب البحر بيضاء الذيل Haliaeetus albicilla | -                                   | غير مُحددة                              |      | شائع         | من القواطع المألوفة. ولو أنها تصل بأعدادٍ ضئيلة. أطلقت السُلطات البيئيَّة الإسرائيليَّة سراح 16 زوجًا منها في مُستنقعات الحولة، لكن لم ينجو منها سوى زوجٌ وحيد، وقد فشلا في التفريخ.                                                                                                |
| كاسر العظام Gypaetus barbatus               | -                                   | غير مُحدد                               |      | ن            | من القواطع المألوفة، ولو أنها تصل بأعدادٍ ضئيلة. موئلها الرئيسيّ هو الجبال العالية المُتوسطيَّة والصحراويَّة على حدٍ سواء. |
| الرخمة Neophron percnopterus                | الرخمة النسر المصري الدجاج الفرعوني | غير مُحدد                               |      | شائع         | من القواطع المألوفة، بعض جُمهراتها آبدة لا تُهاجر. تُعتبر إحدى أكثر الجوارح شُيوعًا في الشَّام. |
| النسر الغرفوني Gyps fulvus                  | النسر القشعام                       | غير مُحدد                               |      | شائع         | إحدى أعظم الجوارح الشاميَّة قدًّا وشُهرةً. عانت بعض الجُمهرات جرَّاء القنص غير المضبوط، والحُروب المُتكررة بالمنطقة، مثل الحرب الأهليَّة اللُبنانيَّة وحرب النكسة بين العرب وإسرائيل، جرَّاء التسمم بالرصاص. عملت السُلطات الإسرائيليَّة على إعادة إدخال هذه النُسور إلى الجولان والكرمل والنقب. |
| النسر الأسود الأوراسي Aegypius monachus     | -                                   | غير مُحدد                               |      | شائع         | أكبر الجوارح الشاميَّة بلا مُنازع. قادرٌ في العادة على أن يُهيمن على سائر أنواع النُسور المُجتمعة على إحدى الجيف. عانت جُمهراته جرَّاء التلوّث الذي أصاب موائله الطبيعيَّة بسبب الحُروب والنزاعات المُتكررة في المنطقة.                                                                   |
| النسر الأجعد Torgos tracheliotos            | -                                   | النقبيَّة Torgos tracheliotos negevensis |      | شائع         | ثاني أكبر الجوارح الشاميَّة بعد النسر الأسود الأوراسي. مقصورٌ في تواجده على القسم الجنوبي من الشَّام في صحاري فلسطين والأُردُن. |
| الصَّرَّارة Circaetus gallicus                  | عُقاب الحيَّات                         | غير مُحدد                               |      | شائع         | من القواطع المألوفة. تصلُ الشَّام من أوروپَّا. بعضُ الجُمهرات تُمضي الشتاء في الشَّام وبعضُها يقطع جنوبًا نحو أفريقيا. |
| البهلوان Terathopius ecaudatus              | -                                   | غير مُحدد                               |      | ن            | من القواطع النادرة. موطنها الرئيسيّ أفريقيا جنوب الصحراء الكُبرى. بعضُ الأفراد تصلُ شمالًّا إلى الشَّام. |
| مرزة البطائح الغربيَّة Circus aeruginosus     | المرزة العُقيب                       | غير مُحدد                               |      | شائع         | من الجوارح الآبدة. من الشائع رؤيتها في البساتين والحُقول والمُستنقعات الشَّاميَّة حيثُ تعيش على افتراس القوارض والطُيور الصغيرة. |
| مرزة الدجاج Circus cyaneus                  | المرزة العُقيب                       | غير مُحدد                               |      | شائع         | من القواطع الشتويَّة المألوفة. يُفرخ في الغابات والمُستنقعات والسُهول. |
| المرزة الشاحبة Circus macrourus             | -                                   | غير مُحدد                               |      | شائع         | من القواطع الشتويَّة المألوفة. يُفرخ في الموائل المكشوفة من شاكلة البطائح والسُهول وأراضي الأشجار القمئيَّة. |
| مرزة مونتاگو Circus pygargus                | أبو شودة                            | غير مُحدد                               |      | شائع         | من القواطع الشتويَّة المألوفة. يُفرخ في الموائل المكشوفة من شاكلة البطائح والسُهول وأراضي الأشجار القمئيَّة. |
| الباز المُنشد الدَّاكن Melierax metabates      | -                                   | غير مُحدد                               |      | ن            | من القواطع النادرة. موطنهُ الرئيسي أفريقيا جنوب الصحراء الكُبرى، ومنها جُمهرة معزولة في جنوب غرب شبه الجزيرة العربيَّة. |
| باشق الشكرا Accipiter badius                | الشكرا                              | غير مُحدد                               |      | ن            | من القواطع النادرة. موطنهُ الرئيسي آسيا الجنوبيَّة. بعضُ الجُمهرات تصل الشَّام شاردة بين الحين والآخر. |
| البيدق Accipiter brevipes                   | البيدق                              | غير مُحدد                               |      | شائع         | أحد أكثر الجوارح شُيوعًا في الشَّام وأصغرها قدًا. تُعشش في الأحراج وتقتات على السحالي والقوارض والطُيور الصغيرة. |
| الباشق الأوراسي Accipiter nisus             | الباشق                              | النمطيَّة Accipiter nisus nisus          |      | شائع         | أحد أكثر الجوارح شُيوعًا في الشَّام وأصغرها قدًا. بعض الجُمهرات آبدة وبعضُها من القواطع التي تشتو في الشَّام فحسب. |
| الباز الشمالي Accipiter gentilis            | الباز                               | الأجنبيَّة Accipiter gentilis gentilis   |      | شائع         | من الجوارح الشائعة. موئلها الطبيعي يشتمل على الغابات النفضيَّة والصنوبريَّة والجبليَّة. |
| السَّقَّاوة الأوراسيَّة Buteo buteo               | الباز                               | السَّقَّاويَّة Buteo buteo buteo             |      | شائع         | من القواطع الشتويَّة المألوفة. بعضُ الجُمهرات مُقيمة دائمة. |
| السَّقَّاوة طويلة الرجلين Buteo rufinus         | الصَّقر الجرَّاح                        | غير مُحدد                               |      | شائع         | من الجوارح الآبدة المُفرخة. بعضُ جمهراتها أخذت بالنُزوح جنوبًا نحو صحراء النقب بسبب قيام السُلطات البيئيَّة الإسرائيليَّة بتشجير المنطقة، حيثُ أصبحت تُنافسُ الصرَّارات على الموئل والمأكل.                                                                                              |
| الحُميمق المُسرول Buteo lagopus               | -                                   | القوَّاعيَّة Buteo lagopus lagopus         |      | ن            | من القواطع النادرة. موطنها الطبيعي أوراسيا الشماليَّة. تقطع جنوبًا حتَّى أوروپا الوُسطى والجنوبيَّة، وبعض الجمهرات تصل الشَّام. |
| العُقاب المُرقطة الصُغرى Clanga pomarina       | -                                   | غير مُحددة                              |      | شائع         | من القواطع المألوفة. تصلُ الشَّام شتاءً بأعدادٍ كبيرة مُلاحقةً طرائدها من الطُيور المُهاجرة الأُخرى. |
| العُقاب المُرقطة الكُبرى Clanga clanga         | -                                   | غير مُحددة                              |      | شائع         | من القواطع المألوفة. تصلُ الشَّام شتاءً بأعدادٍ كبيرة مُلاحقةً طرائدها من الطُيور المُهاجرة الأُخرى. |
| العُقاب السمراء Aquila rapax                 | -                                   | غير مُحددة                              |      | ن            | من القواطع النادرة. موطنها الأساسي أفريقيا جنوب الصحراء الكُبرى. بعض الأفراد تشرد شمالًا حتَّى تصل الشَّام. |
| عُقاب السُهوب Aquila nipalensis               | -                                   | غير مُحددة                              |      | شائع         | من القواطع الشتويَّة المألوفة. أكثر ما تُشاهد وهي مُجتمعة حول الجيف إلى جانب النُسور والغربان. |
| ملك العُقبان الشرقي Aquila heliaca           | -                                   | غير مُحددة                              |      | شائع         | من الجوارح الآبدة. موئلها الطبيعيّ المُفضَّل هو السُهول المكشوفة ذات الأحراج المُتناثرة، وقلَّما يُعثر عليها في الجبال أو الغابات. |
| العُقاب الذهبيَّة Aquila chrysaetos            | العُقاب النسر                        | غير مُحددة                              |      | شائع         | من الجوارح الآبدة. أكثر ما تُشاهد في الجبال الشاهقة والصحاري. اتُخذت شعارًا للسُلطة الوطنيَّة الفلسطينيَّة. |
| العُقاب الخدَّاريَّة Aquila verreauxii           | -                                   | غير مُحددة                              |      | ن            | من القواطع النادرة. موطنها الرئيسي هو أفريقيا جنوب الصحراء الكُبرى، وبعض الأفراد تقطع شمالًا إلى الشَّام. |
| عُقاب بونلّي Aquila fasciata                  | -                                   | غير مُحددة                              |      | شائع         | من الأوابد. يُمكن تمييزها عن سائر العُقبان عبر بطنها الأبيض المُخطط. |
| العُقاب المُسرولة Hieraaetus pennatus         | -                                   | غير مُحددة                              |      | شائع         | من المُفرخات المُهاجرة. تقطع جنوبًا إلى أفريقيا خلال الشتاء. مسكنها الرئيسي هو الغابات والأحراج والأراضي المكشوفة المُلاصقة، ولا سيَّما ما كان منها في التلال والمناطق المُرتفعة.                                                                                                 |

## الصُقور
الرُّتبة: الجوارح   الفصيلة: الصَّقريَّة
الصُّقور هي مجموعةٌ من الجوارح نهاريَّة النشاط. تختلفُ عن البيزان والحدآت والعُقبان من حيثُ أنَّها تفتكُ بطرائدها بواسطة مناقيرها عوض مخالبها. منها 62 نوعًا حول العالم و11 نوعًا في الشَّام.
| التسمية الشائعة التسمية العلميَّة      | الاسم المحلّي       | النُويعة \ النُويعات التسمية العلميَّة          | صورة | الوضع المحلّي | معلومات |
| ------------------------------------ | ------------------ | ------------------------------------------- | ---- | ------------ | --- |
| العُويسق Falco naumanni               | -                  | غير مُحددة                                   |      | شائع         | أحد أكثر الجوارح الشَّاميَّة شُيوعًا. مُفرخٌ صيفيّ، يقطعُ شتاءً إلى أفريقيا جنوب الصحراء الكُبرى. |
| العوسق المألوف Falco tinnunculus     | العاسوق صقر الجراد | النمطيَّة Falco tinnunculus tinnunculus       |      | شائع         | أكثر الجوارح الشَّاميَّة انتشارًا وأغزرها عددًا. ويعود ذلك إلى قابليَّة هذه الطُيور إلى أن تتكيَّف مع مُختلف البيئات والموائل بما فيها تلك بشريَّة الصُنع، كالبلدات والقُرى والمُدن، طالما كان فيها مجاثم مُلائمة، ولِافتراسها أنواعًا صغيرة من الطرائد يُمكن العُثور عليها قُرب المُستوطنات البشريَّة، كالحشرات والقوارض الصغيرة. |
| الصقر أحمر الساقين Falco vespertinus | اللزّيق             | غير مُحددة                                   |      | شائع         | أكثر ما تُشاهد في المناطق السهليَّة المكشوفة والسُهوب المُعتدلة والصحراويَّة وشبه الصحراويَّة. |
| صقر إليونورا Falco eleonorae         | -                  | غير مُحددة                                   |      | شائع         | من القواطع المألوفة. تُشاهد أثناء عُبورها جنوبًا نحو أفريقيا. تُفرخ على الجُروف الصخريَّة البحريَّة بشكلٍ رئيسيّ. |
| الصقر الدَّاكن Falco concolor          | -                  | غير مُحددة                                   |      | شائع         | من الجوارح المُفرخة. أكثر ما تُشاهد على الجُروف الصخريَّة الساحليَّة وفي الصحاري. تقطع شتاءً إلى مدغشقر. |
| اليؤيؤ Falco columbarius             | اليؤيؤ صقر الحمام  | الأوراسيَّة النمطيَّة Falco columbarius aesalon |      | شائع         | من القواطع المألوفة. تشتو في الشَّام. |
| الصُقير الأوراسي Falco subbuteo       | الشُويهين           | النمطيَّة Falco subbuteo subbuteo             |      | شائع         | جارحٌ مألوف. أكثر ما يُشاهد في المناطق المكشوفة كالسُهول والمزارع والسُهوب، حيثُ يعيش على قنص الحشرات والقوارض والطُيور الصغيرة. |
| الوكري Falco biarmicus               | الوكري             | غير مُحددة                                   |      | شائع         | من أعظم الصُقور الشَّاميَّة قدًا. أغلب الجُمهرات مُقيمةٌ مُفرخة. كثيرًا ما يستخدمها الصقَّارون وهواة تربية الصُقور في الصيد البرّي. |
| الصقر الحُر Falco cherrug             | الحُر               | غير مُحددة                                   |      | شائع         | أحد أشهر الجوارح الشَّاميَّة وأوسعها انتشارًا. يشمل موطنه جميع أنحاء الشَّام تقريبًا، وهو مشهورٌ بين الصقَّارين ومُحبي الصيد التقليدي. |
| الصقر البربري Falco pelegrinoides    | -                  | غير مُحددة                                   |      | شائع         | من الصُقور الشَّاميَّة المألوفة. شديد الشبه بالشاهين إلَّا أنه أصغر حجمًا ولونه يميلُ إلى البُني عوض الرماديّ المُزرق. |
| الشَّاهين Falco pelegrinoides          | الشَّاهين            | الشَّاهينيَّة Falco peregrinus peregrinus       |      | شائع         | أشهر الصُقور الشَّاميَّة على الإطلاق. عانت في السَّابق جرَّاء استخدام المُبيدات الزراعيَّة، قبل أن تعود جمهرتها العالميَّة للانتعاش مُجددًا. من الصُقور المُفضَّلة عند الصقَّارين، وإحدى أكثر الأنواع المكروهة عند مُربي الدواجن نظرًا لعادتها الفتك بالحمام المُستأنس.                                                           |

## الدجاج الرومي
الرُّتبة: الدجاجيَّات   الفصيلة: الروميَّة
طُيورٌ كبيرة أرضيَّة بأرجُلٍ قويَّة وجلدٍ عارٍ على الرأس والعُنق. الريشُ غامق مع بُقعٍ لها بريقُ المعدن؛ الذُكورُ أكثر بهاءً من الإناث وأكبر قدًّا في المُعتاد. منها نوعان، وقد أُدخل نوعٌ واحدٌ إلى بضعة أنحاء في لُبنان لِتشجيع رياضة الصيد.
| التسمية الشائعة التسمية العلميَّة         | الاسم المحلّي                       | النُويعة \ النُويعات التسمية العلميَّة | صورة | الوضع المحلّي | معلومات |
| --------------------------------------- | ---------------------------------- | ---------------------------------- | ---- | ------------ | --- |
| الدجاج الرومي البرّي Meleagris gallopavo | الدجاج الرومي الدجاج الحبشي الحبشة | غير مُحددة                          |      | د            | نوعٌ دخيل. موطنه الأساسي أمريكا الشماليَّة، في الولايات المُتحدة والمكسيك. أدخل المجلس الوطني للصيد البرّي في لُبنان عدَّة طُيورٍ منها خِلال عقديّ السبعينات والثمانينيَّات من القرن العشرين لِتشجيع رياضة الصيد، لكن يظهر أنَّ انتشارها بقي محدودًا جدًا في بضعة مناطق نتيجة ضغط الصيد. |

## سُمَّان العالم الجديد
الرُّتبة: الدجاجيَّات   الفصيلة: سُمانى العالم الجديد
طُيورٌ مُدوَّرة من قدٍّ صغيرٍ إلى مُتوسِّط بِمناقير مِنشاريَّة قويَّة. تتميَّز عن سُمانيَّات العالم القديم بريشها الأكثر زهوًا. منها 31 نوعًا في العالم الجديد، وأُدخل نوعان إلى لُبنان بغرض تشجيع رياضة الصيد ولِتخفيف الضغط على الأنواع البلديَّة.
| التسمية الشائعة التسمية العلميَّة        | الاسم المحلّي | النُويعة \ النُويعات التسمية العلميَّة | صورة | الوضع المحلّي | معلومات |
| -------------------------------------- | ------------ | ---------------------------------- | ---- | ------------ | --- |
| سُمانى گمبل Callipepla gambelii         | -            | -                                  |      | د            | نوعٌ دخيل. موطنه الأساسي أمريكا الشماليَّة، في الولايات المُتحدة والمكسيك. أدخل المجلس الوطني للصيد البرّي في لُبنان عدَّة طُيورٍ منها خِلال عقديّ السبعينات والثمانينيَّات من القرن العشرين لِتشجيع رياضة الصيد. |
| البُوبويطة الشِّماليَّة Colinus virginianus | -            | -                                  |      | د            | نوعٌ دخيل. موطنه الأساسي أمريكا الشماليَّة، في الولايات المُتحدة والمكسيك. أدخل المجلس الوطني للصيد البرّي في لُبنان عدَّة طُيورٍ منها خِلال عقديّ السبعينات والثمانينيَّات من القرن العشرين لِتشجيع رياضة الصيد. |

## التدرُّج والحجلان
الرُّتبة: الدَّجاجيَّات   الفصيلة: التَّدرُجيَّة
الفصيلة التَّدرُجيَّة هي مجموعةٌ من الطُيور الأرضيَّة تشتملُ على السُمَّان، والحجلان، ودجاج الثلج، والدُّرَّاجات، والحجلان المُهمَّزة، والتَّدرُجات، والطواويس والدجاج البرّي. إجمالًا ما تكون هذه الطُيور لحيمة مُمتلئة الجسم (مع العلم أنها تختلفُ في القُدود) ولها أجنحة عريضة قصيرة في الغالب. منها 156 نوعًا حول العالم و10 أنواع في الشَّام.
| التسمية الشائعة التسمية العلميَّة       | الاسم المحلّي              | النُويعة \ النُويعات التسمية العلميَّة               | صورة | الوضع المحلّي | معلومات |
| ------------------------------------- | ------------------------- | ------------------------------------------------ | ---- | ------------ | --- |
| الحجل الشقَّار Alectoris chukar         | الحجل                     | القبرصيَّة A. c. cypriotes السينائيَّة A. c. sinaica |      | شائع         | أحد أكثر أنواع الطرائد البريَّة شُيوعًا وإلفةً في الشَّام. تنتشرُ في جميع الموائل الطبيعيَّة تقريبًا، وعلى مقربة من القُرى. |
| الحجل أحمر الساقين Alectoris rufa     | الحجل                     | -                                                |      | د            | نوعٌ دخيل. موطنه الأساسي أوروپَّا الجنوبيَّة الغربيَّة. أدخل المجلس الوطني للصيد البرّي في لُبنان عدَّة طُيورٍ منها خِلال عقديّ السبعينات والثمانينيَّات من القرن العشرين لِتشجيع رياضة الصيد. يسهل الخلط بينه وبين الحجل الشقَّار، وقيل بأنَّه يُشكِّلُ خطرًا على الجُمهرة اللُبنانيَّة منه، نظرًا لِسُهولة تهجّن النوعين في البريَّة. |
| الحجل الرَّمادي Perdix perdix           | -                         | -                                                |      | د            | نوعٌ دخيل. موطنه الأساسي أوروپَّا. أدخل المجلس الوطني للصيد البرّي في لُبنان عدَّة طُيورٍ منها خِلال عقديّ السبعينات والثمانينيَّات من القرن العشرين لِتشجيع رياضة الصيد. |
| حجل السي سي Ammoperdix griseogularis  | -                         | -                                                |      | ن            | تندرُ رؤية هذه الطُيور إلَّا في الجُزء الشرقي الجاف من سوريا، وغالبًا ما تُشاهد في أسرابٍ من 20 طائرًا بين الصُخور والنباتات خِلال موسم التفريخ. |
| حجل الرِّمال Ammoperdix heyi            | -                         | -                                                |      | شائع         | من الطرائد الشَّائعة في مُختلف أنحاء الشَّام، وبالأخص في المناطق الأكثر جفافًا. يسهل الخلط بينها وبين حجل السي سي نظرًا للصلة الوثيقة بينهما. |
| الدُّرَّاج الأسود Francolinus francolinus | الحجل الأسود              | -                                                |      | شائع         | من الطرائد الشَّائعة في مُختلف أنحاء الشَّام، ومن أكثرها سُهولةً التعرّف عليها. |
| السُمانى المألوفة Coturnix coturnix    | السُّمُّن السُّمَّان السلوى الفرِّي | -                                                |      | شائع         | من القواطع الشائعة والطرائد شديدة الأُلفة بالشَّام. تُشكَّلُ أسرابها المُهاجرة صيدًا مُغريًا لدى مُحبي القنص. يُربيها البعض لِغرض الحُصول على لحمها وبيضها، الذي يُشاع أنَّهُ مُفيدٌ لِعلاج الربو. |
| التَّدرُج المألوف Phasianus colchicus    | الديك البرّي               | -                                                |      | د            | نوعٌ دخيل. موطنه الأساسي آسيا الشرقيَّة، وأُدخل إلى أوروپَّا وأمريكا الشماليَّة وأستراليا ونيوزيلندة. أُدخل إلى أنحاءٍ مُختلفة من الشَّام لِغرض تشجيع رياضة الصيد فأصبح من الطُيور المألوفة بسُرعةٍ كبيرة، وانتشرت بضعة جُمهراتٍ منه في مناطق كثيرة.                                                                  |
| تدرُج ريڤ Syrmaticus reevesii          | -                         | -                                                |      | د            | نوعٌ دخيل. موطنه الأساسي أوروپَّا الجنوبيَّة الغربيَّة. أدخل المجلس الوطني للصيد البرّي في لُبنان عدَّة طُيورٍ منها خِلال عقديّ السبعينات والثمانينيَّات من القرن العشرين لِتشجيع رياضة الصيد. |
| الطاووس المألوف Pavo cristatus        | الطاووس                   | -                                                |      | د            | نوعٌ دخيل. موطنه الأساسي الهند. أُدخل إلى جميع أنحاء الشَّام مُنذ زمنٍ بعيد كطائرٍ من طُيور الزينة، وقد هربت منه عدَّة طُيور مع مُرور الزمن وعاشت حياةً شبه وحشيَّة، فهي تُفرخ في البريَّة ولكنَّها تعتمدُ على إطعام البشر لها، خُصوصًا في فصل الشتاء.                                                                    |

## الكراكي
الرُتبة: الكُركيَّات   الفصيلة: الكُركيَّة
طُيورٌ كبيرة، طويلة الأعناق والسِّاقين. تتشابه والبلاشين على الرُغم من عدم ارتباطها بها من الجانب الأحيائي، ولكنَّها على عكسها تطيرُ وأعناقها ممدودةٌ نحو الأمام، عوض أن تكون مطويَّة إلى الخلف. مُعظم الأنواع تؤدي عُروضًا راقصة صاخبة عندما تتودد إلى الجنس الآخر. منها 15 نوعًا حول العالم ونوعين في الشَّام.
| التسمية الشائعة التسمية العلميَّة | الاسم المحلّي   | النُويعة \ النُويعات التسمية العلميَّة | صورة | الوضع المحلّي | معلومات |
| ------------------------------- | -------------- | ---------------------------------- | ---- | ------------ | --- |
| الكُركيّ السِّنجابيّ Grus virgo      | الرَّهو          | -                                  |      | شائع         | من القواطع المألوفة. تعبُرُ أعدادٌ كبيرة من هذه الطُيور بانتظامٍ فوق الشَّام أثناء هجرتها من جنوب شرق أوروپَّا إلى شمالي شرق أفريقيا للإشتاء.                     |
| الكُركيّ المألوف Grus grus        | الكُركي الغرنوق | -                                  |      | شائع         | من القواطع شديدة الشُيوع. تُشاهد أسرابه وهي تحوي الآلاف أثناء هجرتها نحو أفريقيا للإشتاء. تُمضي قسطًا من هجرتها في المُستنقعات الشاميَّة، وأبرزها سبخات الحولة. |

## التفالق والمرعات ودجاج الماء والغرَّات
الرُتبة: الكُركيَّات   الفصيلة: التِّفلِقيَّة
التِّفلِقيَّة هي فصيلةٌ من الطُيور الصغيرة والمُتوسطة الحجم تشتملُ على التِّفالق، والمرعات، والغُرَّات، ودجاج الماء. عادةً ما تستوطن المناطق ذات الدَّق النباتي الكثيف في البيئات الرطبة على مقربة من البُحيرات، والمُستنقعات أو الأنهار. طُيورٌ هيَّابة ومُستترة إجمالًا، يصعب على هُواة مُراقبة الطُيور رصدها. مُعظم الأنواع تتمتَّع بقوائم قويَّة وأصابع طويلة مُتأقلمة تمامًا مع السير على الأسطح الطريئة غير الثابتة. أجنحتها قصيرةٌ مُدوَّرة، وطيرانُها ضعيف. منها 143 نوعًا حول العالم و8 أنواع في الشَّام.
| التسمية الشائعة التسمية العلميَّة          | الاسم المحلّي             | النُويعة \ النُويعات التسمية العلميَّة     | صورة | الوضع المحلّي | معلومات |
| ---------------------------------------- | ------------------------ | -------------------------------------- | ---- | ------------ | --- |
| تِفلِق الماء Rallus aquaticus              | المرعة                   | المائيَّة Rallus aquaticus aquaticus     |      | شائع         | من الطُيور المألوفة خاصَّةً في فصل الشتاء عندما تتجمَّد المُستنقعات، فتظهر الطُيور في الأراضي المُنبسطة للبحث عن طعامها. تندر رؤيتها خِلال الصيف وموسم التفريخ.                                                                                              |
| الصِّفرد Crex crex                         | -                        | -                                      |      | شائع         | من القواطع الصيفيَّة الشائعة. تُفرخُ في الشَّام وتقطع شتاءً إلى أفريقيا. |
| التِفلِق الصغير Porzana parva              | -                        | -                                      |      | شائع         | من المُفرخات الشائعة صيفًا. تقطعُ شتاءً إلى أفريقيا. |
| تِفلِق بايلون Porzana pusilla              | -                        | -                                      |      | شائع         | من المُفرخات الشائعة صيفًا. تقطعُ شتاءً إلى أفريقيا. |
| التِفلِق المُرقَّط Porzana porzana            | -                        | -                                      |      | شائع         | من المُفرخات الشائعة صيفًا. تقطعُ شتاءً إلى أفريقيا. |
| الفُرفُر Porphyrio porphyrio               | الفرفور دجاجة المُستنقعات | الفُرفُريَّة Porphyrio porphyrio porphyrio |      | ن            | أُصيبت هذه الطُيور بأضرارٍ فادحة في الشَّام نتيجة تجفيف الكثير من موائلها الطبيعيَّة بِغرض استصلاحها للزراعة. كما أنها اكتسبت سُمعة سيئة لِنفسها في الكثير من المناطق بسبب عادتها في أكل الغُصينات الغضَّة للمزروعات، مما دفع بعض المُزارعين إلى تسميمها وصيدها. |
| دجاجة الماء المألوفة Gallinula chloropus | دجاجة الماء              | النمطيَّة Gallinula chloropus chloropus  |      | شائع         | أكثرُ التفالق غزارةً في الشَّام والعالم بصورةٍ عامَّة. فُفرخةٌ آبدة، كثيرًا ما تُشاهد في المُستنقعات والسبخات. |
| الغُرَّة الأوراسيَّة Fulica atra              | الغُرَّة                    | -                                      |      | شائع         | من القواطع المألوفة. تشتو في الشَّام هربًا من برد موطنها الشمالي، ويُمكنُ رؤيتها في أسرابٍ من مئاتٍ أو آلافٍ على البُحيرات والبُرك والأنهار الغنيَّة بالطعام، ومن أبرز أماكن رؤيتها: مُستنقع عمِّيق في لُبنان وسبخات الحولة في إسرائيل.                            |

## الحباري
الرُّتبة: الكُركيَّات   الفصيلة: الأذناء
الحباري هي طُيورٌ أرضيَّةٌ ضخمة تقطنُ الأراضي الجافَّة المكشوفة والسُهوب غالبًا في العالم القديم. طُيورٌ قارتة (آكلة كُل شيء) تُعشش على الأرض. تسيرُ بِثباتٍ على ساقيها القويَّة وأصابعها الكبيرة، وتلتقطُ طعامها أثناء سيرها. أجنحتها طويلةٌ عريضة وأطرافها أصبعيَّة الشكل تظهرُ أنماطها المُخططة أثناء طيرانها. كثيرٌ من الأنواع تؤدي عُروض توددٍ مُبهرة خلال موسم التفريخ. منها 26 نوعًا حول العالم و3 أنواع في الشَّام.
| التسمية الشائعة التسمية العلميَّة    | الاسم المحلّي | النُويعة \ النُويعات التسمية العلميَّة | صورة | الوضع المحلّي | معلومات |
| ---------------------------------- | ------------ | ---------------------------------- | ---- | ------------ | --- |
| الحُبارى الكبيرة Otis tarda         | الحُبارى      | -                                  |      | شائع         | طُيورٌ مُقيمة مُفرخة في سوريا فقط، وقاطعةٌ نادرة في سائر أنحاء الشَّام. تشتهرُ بكونها أثقل طائرٍ قادرٍ على الطيران في العالم. موئلها الطبيعي هو النوادي والسُهول العشباء الفسيحة. |
| حُبارى مكوين Chlamydotis macqueenii | الحُبارى      | -                                  |      | شائع         | من الحباري المألوفة والطرائد المُحببة عند الصيَّادين. أكثر ما تُشاهد في المناطق الصحراويَّة القاحلة حيثُ تُفرخ.                                                                |
| الحُبارى الصغيرة Tetrax tetrax      | الحُبارى      | -                                  |      | شائع         | طُيورُ مُقيمةٌ مُفرخة. بعضُ الجُمهرات الشماليَّة تقطعُ للإشتاء في الشَّام أيضًا. تُعتبرُ من ذات الوزن الخفيف في فصيلة الحُبارى، رُغم أنها تصلُ حجم التَّدرُج.                               |

## الشَّناقب المُزوَّقة
الرُّتبة: الإفجيجيَّات   الفصيلة: مُصفَّحات المنقار
طُيورٌ قصيرة الساقين، وطويلة المنقار تتشابه بشكلٍ كبيرٍ مع الشَّناقب الحقيقيَّة، غير أنها أبهى منها لونًا. منها نوعان حول العالم ونوعٌ واحدٌ يقطع نادرًا إلى الشَّام.
| التسمية الشائعة التسمية العلميَّة              | الاسم المحلّي | النُويعة \ النُويعات التسمية العلميَّة | صورة | الوضع المحلّي | معلومات |
| -------------------------------------------- | ------------ | ---------------------------------- | ---- | ------------ | --- |
| الشُّنقب المُزوَّق الأكبر Rostratula benghalensis | -            | -                                  |      | ن            | من القواطع النادرة. موطنها الأساسيّ هو آسيا الجنوبيَّة وبعض أنحاء أفريقيا، وبعضُ الأفراد منها تقطع إلى الشَّام حيثُ تُعشش في أراضي المياه العذبة. |

## أكَّال السرطان
الرُّتبة: الإفجيجيَّات   الفصيلة: السَّرطانيَّة
أكَّال السرطان أو الحُنكُور وثيقُ الصِّلة بالمُخوضات. وهو يُشبهُ رُسُل الغيث غير أنَّهُ يتمتَّع بِساقين طويلتين رماديتين ومنقارٌ ثخينٌ أسود أشبه بِمنقار الخرشنة. الرِّيش أسود وأبيض، والعُنق طويل، والقوائم وتريَّة بشكلٍ جُزئيّ. أُطلقت عليها هذه التسمية نظرًا لِكون منقارها مُهيَّأ ومُخصص لِأكل السَّرطانات.
| التسمية الشائعة التسمية العلميَّة | الاسم المحلّي | النُويعة \ النُويعات التسمية العلميَّة | صورة | الوضع المحلّي | معلومات |
| ------------------------------- | ------------ | ---------------------------------- | ---- | ------------ | --- |
| أكَّال السرطان Dromas ardeola     | الحُنكُور      | -                                  |      | ن            | من القواطع النادرة. يُفرخُ على سواحل المُحيط الهندي وفي خليج عُمان، وخليج عدن، والبحر الأحمر. عادةً ما يُفرخُ في مُستعمراتٍ غزيرة، وبعضُ الأفراد تصلُ جنوبًا إلى سواحل البحر الأحمر الجنوبيَّة. |

## صيَّادة المحار
الرُّتبة: الإفجيجيَّات   الفصيلة: دمويَّة القدم
صائدة المحار هي طُيورٌ ضخمةٌ صاخبة شبيهة برُسُل الغيث، ذات مناقير قويَّة تستخدمها في تكسيرأو فتح قوقعة بعض الرخويَّات. منها 11 نوعًا حول العالم ونوعٌ واحدٌ في الشَّام.
| التسمية الشائعة التسمية العلميَّة            | الاسم المحلّي | النُويعة \ النُويعات التسمية العلميَّة       | صورة | الوضع المحلّي | معلومات |
| ------------------------------------------ | ------------ | ---------------------------------------- | ---- | ------------ | --- |
| صائد المحار الأوراسي Haematopus ostralegus | صيَّاد المحار  | النمطيَّة Haematopus ostralegus ostralegus |      | شائع         | من القواطع المألوفة. تعبُر سماء الشَّام أثناء هجرتها جنوبًا نحو مناطق تفريخها في أفريقيا وسواحل المُحيط الهندي. |

## النكَّاتات والطول
الرُّتبة: الإفجيجيَّات   الفصيلة: المُنكفئة المنقار
تضُمُّ فصبلة مُنكفئة المنقار مجموعةً من الطُيور المُخوضة الكبيرة، من شاكلة النكَّاتات والطُّوَّل. تتمتَّعُ النكَّاتات بِسيقانٍ طويلة ومناقير مُتطاولة معقوفة للأعلى. للطُّوَّل سيقان طويلةٌ جدًاومناقير طويلةٌ رفيعة ومُستقيمة. منها 9 أنواع حول العالم ونوعين في الشَّام.
| التسمية الشائعة التسمية العلميَّة         | الاسم المحلّي        | النُويعة \ النُويعات التسمية العلميَّة             | صورة | الوضع المحلّي | معلومات |
| --------------------------------------- | ------------------- | ---------------------------------------------- | ---- | ------------ | --- |
| الطُّوَّل أسود الجناح Himantopus himantopus | أبو المغازل الكرسوع | طويلة الرِّجلين Himantopus himantopus himantopus |      | شائع         | من المُخوضات المألوفة. تسمحُ له رجليه الطويلتين بشكلٍ استثنائيّ أن يبحث عن طعامه في مياهٍ أكثر عُمقًا بكثير من مياه المُخوضات الأُخرى.                                                                                |
| النكَّات الأخرج Recurvirostra avosetta    | النكَّات              | -                                              |      | شائع         | أحد أبرز المُخوضات الشَّاميَّة. تُعششُ في مُستعمراتٍ كثيفة إلى جانب المُستنقعات والبُحيرات، وكثيرًا ما تُشاهد وهي تبحث عن طعامها في المياه، حيثُ تكنسُ أرض البُحيرة الضحلة بِمنقارها حتَّى تُعكِّر المياه وتُخرج القشريَّات والحشرات. |

## كروانات الصُخور
الرُّتبة: الإفجيجيَّات   الفصيلة: الكروانيَّة
كروانات الصُخور هي مجموعةٌ من الطُيور المُخوِّضة المداريَّة في الغالب، التي تنتمي إلى الفصيلة الكروانيَّة. يُمكنُ العُثور عليها حول العالم في المناطق الاستوائيَّة والمداريَّة، ومنها بضعة أنواع تُفرخُ في أوروپَّا المُعتدلة وأستراليا. مُخوِّضاتٌ يتراوح قدَّها بين المُتوسِّط والضخم، مناقيرها سميكة سوداء أو سوداء صفراء، وعيناها كبيرة صفراء اللون وريشُها مُزركش. رُغم تصنيفها على أنها مُخوضة، فإنَّ أغلب الأحيان تميلُ إلى تفضيل الموائل الطبيعيَّة القاحلة أو شبه الجافَّة. منها 9 أنواع حول ونوعٌ واحدٌ في الشَّام.
| التسمية الشائعة التسمية العلميَّة          | الاسم المحلّي | النُويعة \ النُويعات التسمية العلميَّة | صورة | الوضع المحلّي | معلومات |
| ---------------------------------------- | ------------ | ---------------------------------- | ---- | ------------ | --- |
| كروان الجبل الأوراسي Burhinus oedicnemus | كروان الجبل  | -                                  |      | شائع         | يعيشُ الكروان الجبليّ بِصُورةٍ رئيسيَّةٍ في الأرض المكشوفة الجافَّة، ويتّسِمُ بِعاداتٍ ليليَّةٍ في الغالب. يُشاعُ رؤية الأزواج في فصل الربيع وهي مُنغمسةٌ في طيراناتٍ استعراضيَّة. |

## العدَّاء وآباء اليُسر
الرُّتبة: الإفجيجيَّات   الفصيلة: الحصباويَّة
الفصيلة الحصباويَّة هي مجموعةٌ من الطُيور المُخوِّضة تضم آباء اليُسر، وهي طُيورٌ طويلة الأجنحة وقصيرة الرجلين ذات أذيالٍ طويلة مُتفرِّعة إلى فرعين، والعدَّاءات، وهذه طُيورٌ طويلة الرجلين قصيرة الجناحين، ذات مناقير مُستدقَّة معقوفةٌ نحو الأسفل. منها 17 نوعًا حول العالم و4 أنواع في الشَّام.
| التسمية الشائعة التسمية العلميَّة            | الاسم المحلّي | النُويعة \ النُويعات التسمية العلميَّة      | صورة | الوضع المحلّي | معلومات |
| ------------------------------------------ | ------------ | --------------------------------------- | ---- | ------------ | --- |
| العدَّاء القشدي Cursorius cursor             | -            | العدَّائيَّة Cursorius cursor cursor        |      | شائع         | طيُورٌ شائعة في الموائل المكشوفة الجافَّة إلى جانب تلك الرطبة حيثُ تخوّض في المياه الضحلة. أغلب الجُمهرات مُقيمة، ومنها قلَّة تشتو شمال شبه الجزيرة العربيَّة.                    |
| أبو اليُسر المألوف Glareola pratincola      | المَطوق       | المطوقيَّة Glareola pratincola pratincola |      | شائع         | أحد أكثر طُيور الطرائد شُيوعًا وتفضيلًا عند الصيَّادين، يشتهر ملحيًّا باسم «المَطوق» نظرًا للطوق المُميَّز الذي يُزيِّن عُنقه.                                                         |
| أبو اليُسر المشرقي Glareola maldivarum      | -            | -                                       |      | ن            | من القواطع نادرة العُبور. موطنها الرئيسي آسيا الجنوبيَّة من شمال پاكستان وكشمير والصين. قلَّةٌ من الجمهرات تعبر غربًا عبر الشَّام وُصولًا إلى أوروپَّا الغربيَّة في بضع حالات نادرة. |
| أبو اليُسر أسود الجناحين Glareola nordmanni | -            | -                                       |      | شائع         | شديد الشبه بآباء اليُسر المألوفة والمشرقيَّة، بحيثُ يحتاج الناظر إلى التمعن للتفرقة بين تلك الأنواع. من القواطع، تُهاجرُ شتاءً إلى أفريقيا الاستوائيَّة.                       |

## رُسل الغيث وأبو طيط
الرُتبة: الإفجيجيَّات   الفصيلة: الشاطئيَّة
تضمُّ الفصيلة الشاطئيَّة رُسُل الغيث، ورسول الغيث الأوراسيّ والطيطاوات. مُخوِّضاتٌ صغيرة إلى مُتوسطة القد ذات أجسادٍ أُسطوانيَّة الشكل تقريبًا، وأعناقٍ قصيرة غليظة، وأجنحة طويلة غالبًا مُستدقة. توجد في الموائل الطبيعيَّة المكشوفة عبر جميع أنحاء العالم، وغالبًا على مقربةٍ من المياه. منها 66 نوعًا حول العالم و17 نوعًا في الشَّام.
| التسمية الشائعة التسمية العلميَّة                   | الاسم المحلّي | النُويعة \ النُويعات التسمية العلميَّة                | صورة | الوضع المحلّي | معلومات |
| ------------------------------------------------- | ------------ | ------------------------------------------------- | ---- | ------------ | --- |
| أبو طيط الشمالي Vanellus vanellus                 | الزقزاق      | -                                                 |      | شائع         | أحد أكثر طُيور الطرائد شُيوعًا. يُعرف محليًّا بالزقزاق لِشُيوع سماع زقزاته خلال موسم الهجرة. من القواطع، يأتي الشَّام زائرًا للإشتاء هربًا من بُرودة موطنه الأوروپي. |
| أبو طيط مهمازيّ الجناح Vanellus spinosus           | القطقاط      | -                                                 |      | شائع         | من المُفرخات الشائعة. تشتهر في أفريقيا خُصوصًا بسبب عادتها في نقر أسنان التماسيح المُتشمسة على ضفاف الأنهر. |
| أبو طيط أسود الرأس Vanellus tectus                | القطقاط      | -                                                 |      | ن            | من القواطع النادرة. موطنهُ الرئيسي أفريقيا جنوب الصحراء الكُبرى من السنغال إلى إثيوپيا، وبعض الجمهرات تشرد شمالًا في حالاتٍ نادرة فتصل فلسطين أو أطراف بلاد الشَّام. |
| أبو طيط أحمر الغبب Vanellus indicus               | القطقاط      | -                                                 |      | ن            | من القواطع النادرة. موطنهُ الرئيسي آسيا الجنوبيَّة وإيران والعراق، وبعض الجُمهرات قد تشرد عبر البادية الشَّاميَّة وُصولًا إلى الدَّاخل الشَّامي. |
| أبو طيط الاجتماعي Vanellus gregarius              | القطقاط      | -                                                 |      | شائع         | أحد أندر المُخوضات الشَّاميَّة. شهدت أعداده تراجُعًا حادًا لِأسبابٍ غير معلومة على وجه التحديد. اكتُشفت مُستعمرات تعشيشيَّة لِهذه الطُيور في سوريا قُرابة سنة 2006م وقُدِّرت أعداد الأفراد فيها بحوالي 1500 طائر من جميع الأعمار والأجناس، الأمر الذي أنعش الجُمهرة العالميَّة بعض الشيء. |
| أبو طيط أبيض الذيل Vanellus leucurus              | القطقاط      | -                                                 |      | شائع         | جُزءٌ صغير من الجُمهرة آبد، وهو غالبًا الجُزء المُقيم في الجزيرة الفُراتيَّة، أمَّا سائر الجُمهرات فتُهاجر من آسيا الشماليَّة إلى الشَّام للإشتاء. |
| رسول الغيث الذهبي الپاسيفيكي Pluvialis fulva      | -            | -                                                 |      | ن            | من القواطع شديدة النُدرة. موطنه الأساسي السواحل الشماليَّة للمُحيط الهادئ، وقلَّة قليلة منه تشرد غربًا وُصولًا إلى الشَّام وأوروپَّا. |
| رسول الغيث الذهبي الأوروپي Pluvialis apricaria    | -            | -                                                 |      | شائع         | من المُخوضات المألوفة في المُستنقعات والسبخات الشاميَّة. |
| رسول الغيث الرمادي Pluvialis squatarola           | -            | -                                                 |      | شائع         | من القواطع. تصل أسرابه الشَّام شتاءً من الدائرة القُطبيَّة الشماليَّة هربًا من الصقيع والثُلوج حيثُ تُفرخ في المُستنقعات والسبخات والبُحيرات العذبة المُعتدلة. |
| رسول الغيث المُطوَّق المألوف Charadrius hiaticula    | -            | التندريَّة Charadrius hiaticula tundrae             |      | شائع         | من القواطع. تصل أسرابه الشَّام شتاءً من الدائرة القُطبيَّة الشماليَّة وأوروپَّا الشماليَّة هربًا من الصقيع والثُلوج وتُفرخ على الشواطئ والمُسطحات المالحة الأُخرى كالمصبَّات النهريَّة.                                                                                                 |
| رسول الغيث المُطوَّق الصغير Charadrius dubius        | -            | -                                                 |      | شائع         | من المُفرخات بجوار المُسطحات المائيَّة على شواطئ بحصيَّة. تقطع جنوبًا إلى أفريقيا في الشتاء. |
| رسول الغيث الكيتليتزي Charadrius pecuarius        | -            | -                                                 |      | ن            | من القواطع النادرة. موطنه الأساسي وادي النيل وأفريقيا جنوب الصحراء الكُبرى، وبعض الجمهرات تشرد شمالًا حتَّى الشَّام في حالاتٍ نادرة. |
| رسول الغيث الكنتي Charadrius alexandrinus         | -            | الإسكندرانيَّة Charadrius alexandrinus alexandrinus |      | شائع         | من المُفرخات الشائعة. تشتو في الشَّام هربًا من بُرودة موطنها الشمالي. |
| رسول الغيث الرملي الأصغر Charadrius mongolus      | -            | -                                                 |      | ن            | من القواطع النادرة. تشتو في الشَّام وأفريقيا الشرقيَّة هربًا من صقيع موطنها الشمالي. |
| رسول الغيث الرملي الأكبر Charadrius leschenaultii | -            | -                                                 |      | شائع         | تُفرخ في المناطق شبه الصحراويَّة في الشَّام وما جاورها من الأراضي التُركيَّة والعراقيَّة. تتشابه الطُيور المُفرحة في الشَّام بشكلٍ كبير مع رُسل الغيث الرمليَّة الصُغرى. |
| رسول الغيث القزويني Charadrius asiaticus          | -            | -                                                 |      | شائع         | تُفرخ في المناطق شبه الصحراويَّة وفي بعض السُهول الفيضيَّة. تشتو شتاءً حتَّى أفريقيا الشرقيَّة. شديدة الشبه برُسل الغيث الرمليَّة الكبيرة والصغيرة إلَّا أنها أنحف وأطول سيقانًا.                                                                                                   |
| رسول الغيث الأوراسي Charadrius morinellus         | -            | -                                                 |      | شائع         | من القواطع. غالبًا ما تعبر أسرابه الشَّام أثناء توجهها نحو مواطن إشتائها في شبه الجزيرة العربيَّة وشمال أفريقيا، وبعض الجُمهرات تبقى وتعود إلى شمال أوروپَّا في الربيع. |

## دجاج الأرض وأنسباؤه
الرُّتبة: الإفجيجيَّات   الفصيلة: الشُّنقبيَّة
الشُّنقُبيَّة هي فصيلة كبيرة مُتنوعة من الطُيور الشاطئيَّة صغيرة القد إلى كبيرة تضم الطيطوى، والكروانات، والبقويقات، والهرَّاجات، ودجاج الأرض، والشناقب، والدَّواشر والفلروبات. الغالبيَّة العُظمى من هذه الطُيور تقتات على اللافقاريَّات الصغيرة التي تنبشها من الطين أو التُراب. اختلاف طول سيقان ومناقير هذه الطُيور باختلاف الأنواع يسمح لِعدَّة أنواع أن تقتات جنبًا إلى جنب في ذات الموئل الطبيعي، خُصوصًا على الساحل، دون أن تضطر إلى مُنافسة بعضها البعض. منها 89 نوعًا حول العالم و38 نوعًا في الشَّام.
| التسمية الشائعة التسمية العلميَّة                 | الاسم المحلّي                         | النُويعة \ النُويعات التسمية العلميَّة  | صورة | الوضع المحلّي | معلومات |
| ----------------------------------------------- | ------------------------------------ | ----------------------------------- | ---- | ------------ | --- |
| دجاجة الأرض الأوراسيَّة Scolopax rusticola        | دجاجة الأرض ديك الغابة دجاج القرنبيط | -                                   |      | شائع         | أحد أكثر أنواع الطرائد شُيوعًا وتفضيلًا عند الصيَّادين. تُسمَّى في بعض أنحاء الشَّام بدجاج القرنبيط، وذلك بحسب قول مؤرِّخ حلب الشيخ كامل الغزي لأنها تقدم على بساتين حلب في أواخر الخريف وتبقى ما دام القرنبيط باقيًا. تُفرخُ في الغابات النفضيَّة وفي أحواض القصب حيثُ تتخفى عن الأنظار. |
| الشُّنقب الصغير Lymnocryptes minimus              | -                                    | -                                   |      | شائع         | مُخوِّضٌ شديد الشبه بدجاج الأرض الأوراسي، ويُمكن تمييزه عنها بواسطة حجمه الأصغر وهيئته العبوسة. تُفرخُ على السواحل وفي السبخات والمُستقعات الداخليَّة. |
| الشُّنقب رفيع الذيل Gallinago stenura             | -                                    | -                                   |      | ن            | من القواطع النادرة. موطنها الرئيسي آسيا الشماليَّة، وتُهاجر جنوبًا نحو الهند وپاكستان وإندونيسيا وما جاورها من الدُول والأقاليم، وقلَّة منها تشرد غربًا وُصولًا إلى الشَّام. |
| الشُّنقب الكبير Gallinago media                   | -                                    | -                                   |      | شائع         | من القواطع. تعبر سماء البلاد الشاميَّة أثناء توجهها جنوبًا من موطنها الأوروپي للإشتاء في أفريقيا. |
| الشُّنقب المألوف Gallinago gallinago              | الشُّنقب الشكب                         | -                                   |      | شائع         | من المُخوضات المألوفة. قسمٌ من الجُمهرات يُهاجر إلى أفريقيا شتاءً وقسمٌ آخر يشتو في شبه الجزيرة العربيَّة هربًا من تصقع المياه. |
| الدَّوشر طويل المنقار Limnodromus scolopaceus     | -                                    | -                                   |      | ن            | من القواطع النادرة. موطنها الرئيسي هو التندرة السيبيريَّة الشرقيَّة والأمريكيَّة الشماليَّة. بعضُ الطُيور تشرد غربًا وُصولًا إلى آسيا الغربيَّة بما فيها الشَّام، وبعضها الآخر قد يصل أوروپَّا الغربيَّة.                                                                                    |
| البُقويقة السُلطانيَّة سوداء الذيل Limosa limosa    | البُقويقة السُلطانيَّة                   | البُقويَّانيَّة Limosa limosa limosa     |      | شائع         | من المُخوضات الشاطئيَّة المألوفة. غالبًا ما تُشاهد على أفواه الأنهار وفي المصبَّات وعلى الشواطئ. كما يُمكن العُثور عليها في المُسطحات المائيَّة الداخليَّة كالمُستنقعات والسبخات والبُحيرات العذبة.                                                                                     |
| البُقويقة السُلطانيَّة مُقضَّبة الذيل Limosa lapponica | -                                    | المُقضَّبة Limosa lapponica lapponica  |      | شائع         | من المُخوضات المألوفة. يُمكن تمييزها عن نسيبتها سوداء الذيل عبر ذُيولها المُقضَّبة (المُخططة) وعبر انعدام الشرائط البيضاء على أجنحتها. تشتو في الشَّام وسائر الشرق الأوسط هربًا من بُرودة موطنها الأوروپي الشمالي.                                                                 |
| الفيُّوب Numenius phaeopus                        | -                                    | الفيُّوبيَّة Numenius phaeopus phaeopus |      | شائع         | من القواطع. تعبر سماء الشَّام أثناء توجهها للإشتاء في أفريقيا جنوب الصحراء الكُبرى. |
| الكروان نحيل المنقار Numenius tenuirostris      | الكروان                              | -                                   |      | شائع         | كروانٌ صغير الحجم، يُقارع الفيُّوب. تُعاني جمهراته في الشَّام وسائر حوض البحر المُتوسِّط من الصيد الجائر العشوائي. هذا، إلى جانب أسباب أُخرى، جعل الجُمهرة العالميَّة مُهددة بدرجةٍ قُصوى.                                                                                               |
| الكروان الأوراسي Numenius arquata               | الكروان                              | الكروانيَّة Numenius arquata arquata  |      | شائع         | من الطُيور المعروفة والمُحببة عند أهالي القُرى والأرياف لصفيرها العذب الذي يُسمع في جوف الليل. من القواطع، يصل الشَّام شتاءً هربًا من بُرودة الطقس في أوروپَّا الشماليَّة. |
| الطيطوى أحمر الساق الأرقط Tringa erythropus     | الطيطوى                              | -                                   |      | شائع         | من القواطع الشتويَّة. يصلُ الشَّام مُهاجرًا من موطنه القُطبي في شمالي آسيا. |
| الطيطوى أحمر الساق المألوف Tringa totanus       | الطيطوى                              | -                                   |      | شائع         | من القواطع الشتويَّة المألوفة. كثيرًا ما تُشاهد أسرابه وهي ترتع الشواطئ ذهابًا وأيابًا بحثًا على اللافقاريَّات. |
| طيطوى السبخات Tringa stagnatilis                | الطيطوى                              | -                                   |      | شائع         | من القواطع الشتويَّة. تصلُ الشَّام وُصولًا من أوروپَّا. |
| الطيطوى أخضر الساق Tringa nebularia             | الطيطوى                              | -                                   |      | شائع         | من القواطع. تعبر سماء الشَّام أثناء هجرتها جنوبًا نحو أفريقيا، وبعض الأفراد منها تُمضي كافَّة الشتاء في الشَّام. |
| الهرَّاج الأصغر Tringa nebularia                  | الطيطوى                              | -                                   |      | ن            | من القواطع شديدة النُدرة. موطنها الرئيسي هو سواحل المُحيط الهادئ في أمريكا الشماليَّة. قلَّة قليلة جدًا منها تشرد غربًا وُصولًا إلى أوروپَّا والشَّام. |
| الطيطوى الأخضر Tringa ochropus                  | الطيطوى                              | -                                   |      | شائع         | من القواطع الزائرة شتاءً. |
| طيطوى الغياض Tringa ochropus                    | الطيطوى                              | -                                   |      | شائع         | من القواطع الزائرة شتاءً. |
| الطيطوى النكَّات Xenus cinereus                   | الطيطوى                              | -                                   |      | شائع         | من القواطع الشتويَّة. موطنها الرئيسي آسيا الشماليَّة، وتعبر سماء الشَّام أثناء هجرتها إلى مواطن إشتائها في أفريقيا الشرقيَّة. |
| الطيطوى المألوف Actitis hypoleucos              | الطيطوى                              | -                                   |      | شائع         | أحد أكثر المُخوضات شُيوعًا. تُشاهد أسرابه بكثرة على الشواطئ وضفاف البُحيرات والسبخات. |
| قُبَّرة الماء الحمراء Arenaria interpres           | -                                    | -                                   |      | شائع         | زائرة شتويَّة. تقطع جنوبًا إلى الشَّام وسائر أرجاء آسيا الغربيَّة والجنوبيَّة الغربيَّة هربًا من الصقيع في موطنها الشمالي. |
| الدُّرَّيجة الكبيرة Calidris tenuirostris           | -                                    | -                                   |      | ن            | من القواطع شديدة النُدرة. موطنه الطبيعي الأصقاع القُطبيَّة الشماليَّة في سيبيريا. تشتو جنوبًا حتَّى آسيا الجنوبيَّة وأُستراليا، وقلَّةٌ منها تشرد غربًا وُصولًا إلى الشَّام وأوروپَّا. |
| الدُّرَّيجة الحمراء Calidris canutus                | -                                    | -                                   |      | شائع         | من القواطع الشتويَّة المألوفة. يُمكن رؤية أسرابها الكثيفة مُتجمهرة حول المُسطحات المائيَّة مع بعض المُخوضات الأُخرى. |
| المدروان Calidris alba                          | -                                    | -                                   |      | شائع         | من القواطع الشتويَّة. موطنه الأساسي الدائرة القُطبيَّة الشماليَّة. تُهاجر أسرابه مسافةً طويلة حتَّى تبلغ أوروپَّا الجنوبيَّة والشَّام. |
| الطيطوى شبه الراحي Calidris alba                | -                                    | -                                   |      | ن            | من القواطع شديدة النُدرة. موطنه الأساسي التندرة القُطبيَّة في ألاسكا وكندا، وموطن إشتاءه سواحل أمريكا الجنوبيَّة. قلَّة قليلة من الأفرد تشرد وصولًا إلى الشَّام. |
| الدُّرَّيجة حمراء الرقبة Calidris ruficollis        | -                                    | -                                   |      | ن            | من القواطع شديدة النُدرة. موطنه الأساسي التندرة القُطبيَّة في ألاسكا وكندا، وموطن إشتاءه سواحل أسترالاسيا. قلَّة قليلة من الأفرد تشرد وصولًا إلى الشَّام. |
| الدُّرَّيجة الصغيرة Calidris minuta                 | -                                    | -                                   |      | شائع         | من القواطع الشتويَّة. تصل الشَّام هربًا من برودة الطقس في موطنها القطبي الشمالي. |
| الدُّرَّيجة التمنكيَّة Calidris temminckii            | -                                    | -                                   |      | شائع         | من القواطع الشتويَّة. تصل الشَّام هربًا من برودة الطقس في موطنها القطبي الشمالي. |
| الدُّرَّيجة طويلة الأصابع Calidris subminuta        | -                                    | -                                   |      | ن            | من القواطع الشتويَّة شديدة النُدرة. موطنها الأساسي آسيا الشماليَّة، وقلَّما تشرد جنوبًا حتَّى تصل الشَّام. |
| الطيطوى أبيض الكفل Calidris subminuta           | -                                    | -                                   |      | ن            | من القواطع الشتويَّة شديدة النُدرة. موطنها الأساسي التندرة القطبيَّة الشماليَّة. تعبر في حالاتٍ نادرة جدًا إلى الشَّام. |
| طيطوى بيرد Calidris bairdii                     | -                                    | -                                   |      | ن            | من القواطع الشتويَّة شديدة النُدرة. موطنها الأساسي شيبيريا. تعبر في حالاتٍ نادرة إلى الشَّام. |
| الطيطوى بارز الصدر Calidris melanotos           | -                                    | -                                   |      | ن            | من القواطع الشتويَّة شديدة النُدرة. موطنها الأساسي التندرة الآسيويَّة الشماليَّة. تعبر في حالاتٍ نادرة إلى الشَّام. |
| الطيطوى الكرواني Calidris ferruginea            | -                                    | -                                   |      | شائع         | من القواطع الشتويَّة. تصل الشَّام من موطنها الشمالي في أصقاع سيبيريا. |
| الطيطوى الأدكن Calidris alpina                  | -                                    | -                                   |      | شائع         | من القواطع الشتويَّة. تصل الشَّام من موطنها في أصقاع أوروپَّا الشماليَّة. |
| الطيطوى عريض المنقار Limicola falcinellus       | -                                    | -                                   |      | شائع         | من القواطع الشتويَّة. تصل الشَّام من موطنها في أصقاع أوراسيا الشماليَّة. |
| النَّفَّاش المُشاكس Philomachus pugnax               | -                                    | -                                   |      | شائع         | من القواطع الشتويَّة. تصل الشَّام من موطنها في أصقاع أوراسيا الشماليَّة. في موسم التفريخ يتنامى لِلذكور منها ريشٌ رائع مُتغيِّرٌ في لونه وفي طرازه، حول الرأس والعنق. |
| الفلروب أحمر العنق Phalaropus lobatus           | قدم الغُرَّة                            | -                                   |      | شائع         | من القواطع الشتويَّة. تصل الشَّام من موطنها في أصقاع أوراسيا الشماليَّة حيثُ تُفرخ على شواطئ البحر الأحمر الدافئة. |
| الفلروب الأحمر Phalaropus fulicarius            | -                                    | -                                   |      | ن            | من القواطع الشتويَّة النادرو. موطنها الأساسي التندرة القطبيَّة الشماليَّة. تعبر في حالاتٍ نادرة إلى الشَّام. |

## الكركر
الرُّتبة: الإفجيجيَّات   الفصيلة: الذرقيَّة
تضمُّ الفصيلة الذرقيَّة مجموعة من الطُيور البحريَّة مُتوسِّطة إلى ضخمة القد في الإجمال، وغالبًا ما تكون رماديَّة أو بُنيَّة الكِسوة، مع علاماتٍ بيضاء على الأجنحة. تُعشش على الأرض في المناطق القُطبيَّة المُعتدلة وتُهاجرُ إلى مسافاتٍ بعيدة. منها 7 حول العالم و5 أنواع في الشَّام.
| التسمية الشائعة التسمية العلميَّة                          | الاسم المحلّي | النُويعة \ النُويعات التسمية العلميَّة               | صورة | الوضع المحلّي | معلومات |
| -------------------------------------------------------- | ------------ | ------------------------------------------------ | ---- | ------------ | --- |
| الكركر أبو شرَّابة القُطبي الجنوبي Stercorarius maccormicki | -            | -                                                |      | ن            | من القواطع شديد النُدرة. تُفرخُ على سواحل القارَّة القُطبيَّة الجنوبيَّة، وتُهاجر شمالًا حتَّى سواحل المُحيطات الهندي والأطلسي والهادئ، وبعضُها يشرد عبر البحر الأحمر وُصولًا إلى الشَّام. |
| الكركر أبو شرَّابة الكبير Stercorarius skua                | -            | -                                                |      | ن            | من القواطع النادرة. يُفرخ على سواحل المُحيط الأطلسي الشمالي الغربي، ويشتو في عرض البحر، وقلَّما تبلغ بضعة أفراد شاردة منه البُلدان المُتوسطيَّة، بما فيها البلاد الشَّاميَّة.      |
| الكركر أبو شرَّابة الپوماريني Stercorarius pomarinus       | -            | -                                                |      | شائع         | من القواطع الشتويَّة. تصل أسرابه الشَّام للإشتاء هربًا من صقيع مواطن تفريخها في التندرة القطبيَّة الآسيويَّة والأوروپيَّة.                                                        |
| الكركر أبو شرَّابة القُطبي الشمالي Stercorarius parasiticus | -            | -                                                |      | شائع         | من القواطع الشتويَّة. تصل أسرابه الشَّام للإشتاء هربًا من صقيع مواطن تفريخها في التندرة القطبيَّة الآسيويَّة والأوروپيَّة.                                                        |
| الكركر أبو شرَّابة طويل الذيل Stercorarius longicaudus     | -            | طويلة الذيل Stercorarius longicaudus longicaudus |      | شائع         | من القواطع الشتويَّة. تصل أسرابه الشَّام للإشتاء هربًا من صقيع مواطن تفريخها في التندرة القطبيَّة الآسيويَّة والأوروپيَّة.                                                        |

## النوارس والخرشنات
الرُّتبة: الإفجيجيَّات   الفصيلة: النَّورسيَّة
تضُمُّ الفصيلة النورسيَّة طُيورٌ بحريَّة مُتوسطة إلى كبيرة القد، هي النَّوارس والقطواقات والخرشنات. أغلب الأنواع رماديَّة أو بيضاء، وكثيرًا ما تتمتع بِعلاماتٍ سوداء على الرأس أو الجانحين. مناقيرها طويلةٌ مُكتنزة، وقوائمها ذات وترات. منها 89 نوعًا حول العالم و36 نوعًا في الشَّام.
| التسمية الشائعة التسمية العلميَّة                     | الاسم المحلّي | النُويعة \ النُويعات التسمية العلميَّة              | صورة | الوضع المحلّي | معلومات |
| --------------------------------------------------- | ------------ | ----------------------------------------------- | ---- | ------------ | --- |
| النَّورس أبيض العينين Ichthyaetus leucophthalmus      | -            | -                                               |      | شائع         | من النَّوارس التي تتفرَّد بها السواحل الجنوبيَّة للشَّام وسواحل البحر الأحمر للدُول المُجاورة. فهي آبدةٌ مُفرخة في تلك المناطق، وتُعتبرُ من أندر النَّوارس في العالم، إذ يتراوح عدد الجُمهرة العالميَّة بين 4,000 و6,500 طائر فقط.                                                 |
| النَّورس الداكن Ichthyaetus hemprichii                | -            | -                                               |      | ن            | من النَّوارس الآبدة على طول سواحل البحر الأحمر والخليج العربي، إلَّا أنها قلَّما تتردد على السواحل الشَّاميَّة الجنوبيَّة أو تُغامر شمالًا على طول السواحل المُتوسِّطيَّة. |
| النَّورس المألوف Larus canus                          | النورس الزمج | النمطيَّة Larus canus canus                       |      | شائع         | أحد أكثر أنواع الطُيور البحريَّة شُيوعًا. مألوفٌ على طول سواحل البحر المُتوسَّط وكثيرًا ما يُشاهد في بعض المُدن الساحليَّة. |
| نورس أُدوين Ichthyaetus audouinii                    | -            | -                                               |      | ن            | مقصورٌ في وُجوده على سواحل البحر المُتوسِّط، وقلَّما يُغامر إلى البحر الأحمر. تتشابه ونورس الرنكة بشكلٍ ملحوظ، إلَّا أنها أصغر قدًا. |
| النَّورس أسود الظهر الكبير Larus marinus              | -            | -                                               |      | ن            | أحد أضخم أنواع الفصيلة النورسيَّة. من الزُوَّار النادرين للسَّواحل الشَّاميَّة. موطنها الأصلي هو سواحل شمالي شرق أمريكا الشماليَّة وجوبي غرب غرينلاند وشمالي غرب أوروپَّا حيثُ يعيش على افتراس صغار الكائنات بما فيها فراخ الطُيور البحريَّة وحتَّى الأرانب.                         |
| النَّورس الرَّمادي المُزرق Larus hyperboreus             | -            | -                                               |      | ن            | من القواطع النادرة. موطنه الأساسي الأصقاع القُطبيَّة الشماليَّة في أوراسيا وأمريكا الشماليَّة. قلَّة قليلة من الطُيور تشرد جنوبًا حتَّى تصل السواحل الشَّاميَّة. |
| نورس الرَّنكة الأوروپي Larus argentatus               | -            | -                                               |      | ن            | أحد أشهر أنواع النَّوارس في موطنه الأصلي وأكثرها تكيُفًا بفعل استعداده للعيش فقط على بقايا الطعام والنفايات التي يرميها البشر، الأمر الذي جعل منه أحد أكثر الطُيور البحريَّة شُيوعًا في المُدن السَّاحليَّة الأوروپيَّة. قلَّة من الأفراد تصلُ السواحل الشَّاميَّة بين الفينة والفينة. |
| النَّورس أسود الظهر الصغير Larus fuscus               | -            | -                                               |      | شائع         | من القواطع الشتويَّة. تصلُ أسرابه الشَّام مُهاجرةً خلال الشتاء من موطنها الأصلي في شمال المحيط الأطلسي. |
| نورس هیولین Larus fuscus                            | -            | -                                               |      | شائع         | من القواطع الشتويَّة. تصلُ أسرابه الشَّام مُهاجرةً خلال الشتاء من موطنها الأصلي في شمال آسيا القطبيَّة. |
| النَّورس القزويني Larus cachinnans                    | -            | -                                               |      | شائع         | من القواطع. موطنها الأصلي سواحل البحرين الأسود وقزوين. كثيرًا ما تقطع جنوبًا حتَّى تصل السواحل الشَّاميَّة. |
| النَّورس الأرمني Larus armenicus                      | -            | -                                               |      | شائع         | من القواطع الشتويَّة المألوفة. تُهاجر إلى السواحل الشَّاميَّة من موطنها الرئيسي، وهو البُحيرات الجبليَّة في جورجيا وتُركيَّا وأرمينيا وإيران الغربيَّة. |
| النَّورس أصفر السَّاقين Larus michahellis               | -            | الميخائيليَّة Larus michahellis michahellis       |      | شائع         | من الأوابد المُقيمة. تُفرخ على طُول السواحل المُتوسِّطيَّة في مُستعمراتٍ مُشتركةٍ مع أنواعٍ أُخرى من شاكلة النورس الأرمني. |
| النَّورس أسود الرأس الكبير Ichthyaetus ichthyaetus    | -            | -                                               |      | شائع         | من القواطع. تصلُ أسرابه الشَّام شتاءً من موطنها الأساسي في جنوب روسيا ومنغوليا. |
| النَّورس بُني الرأس Chroicocephalus brunnicephalus     | -            | -                                               |      | ن            | من القواطع النادرة. موطنها الأساسي آسيا الوُسطى في المنطقة المُمتدَّة من طاجيكستان إلى منغوليا الداخليَّة. بعض الأفراد تشرد غربًا حتَّى تصل الشَّام. |
| النَّورس رمادي الرأس Chroicocephalus cirrocephalus    | -            | -                                               |      | ن            | من القواطع شديدة النُدرة. موطنها الأساسي هو أفريقيا جنوب الصحراء الكُبرى وبعض نواحي أمريكا الجنوبيَّة. وهي ليست مُهاجرة حقيقيَّة، بل تنزح داخليًّا من منطقة لأُخرى، لكن لُوحظ بعضُها في أحيانٍ نادرة على بعض السواحل الشَّاميَّة، ويُحتمل أنه شارد.                               |
| النَّورس أسود الرأس الصغير Chroicocephalus ridibundus | -            | -                                               |      | شائع         | من القواطع الشتويَّة المألوفة. تُهاجرُ من مواطنها في أوروپَّا هربًا من بُرودة الطقس، ويُمكن رؤيتها في أسرابٍ مُختلطة على السواحل الشَّاميَّة. |
| النَّورس نحيل المنقار Chroicocephalus genei           | -            | -                                               |      | شائع         | أغلب الجُمهرة آبدةٌ مُفرخة، يُمكن رؤيتها على طول السواحل طيلة أيَّام السنة، وكذلك في البُحيرات المالحة والمصبَّات. وهُناك قسمٌ صغيرٌ منها يُهاجر إلى شمال أفريقيا وجنوب الصحراء الكُبرى.                                                                                      |
| النَّورس المُتوسطي Ichthyaetus melanocephalus          | -            | -                                               |      | شائع         | من الأوابد الشائعة على طول السَّاحل الشرقي للبحر المُتوسط بما فيه السواحل الشَّاميَّة والتُركيَّة. وسَّعت هذه الطُيور نطاق موطنها مؤخرًا حتَّى أصبح يشتمل على أغلب أنحاء أوروپَّا تقريبًا، وبعض الجُمهرات الأوروپيَّة تشتو في الشَّام مع الجُمهرة الأصليَّة.                               |
| نورس فرانكلين Leucophaeus pipixcan                  | -            | -                                               |      | ن            | من القواطع شديدة النُدرة. موطنها الأساسي هو النُجود الأمريكيَّة الشماليَّة، وتشتو على سواحل أمريكا الوُسطى والجنوبيَّة. بعضُ الأفراد تشرد بعيدًا حتَّى تصل أوروپَّا الغربيَّة، وقد عُثر سنة 2002م على فردٍ منها في مدينة إيلات جنوب النقب على ساحل البحر الأحمر.                   |
| النَّورس الصغير Hydrocoloeus minutus                  | -            | -                                               |      | شائع         | من القواطع الشتويَّة. تأتي أسرابٌ قليلة العدد منها لتشتو على السواحل الشَّاميَّة وغيرها من سواحل بُلدان حوض البحر المُتوسِّط. |
| نورس سابين Xema sabini                              | -            | -                                               |      | ن            | من القواطع الشتويَّة النادرة. موطنها الرئيسيّ هو الدائرة القُطبيَّة الشماليَّة، وهي تشتو جنوبًا وتُغامرُ في بعض الأحيان إلى السواحل الشَّاميَّة والتُركيَّة. |
| القطواق أسود الرِّجلين Rissa tridactyla               | -            | -                                               |      | ن            | من القواطع الشتويَّة. موطنها الرئيسيّ هو المُحيط الأطلسي الشمالي، وهي تشتو في بعض أنحاء أوروپَّا وقد تُغامر بالهُبوط حتَّى السواحل الشَّاميَّة. |
| الخرشنة نورسيَّة المنقار Gelochelidon nilotica        | -            | النيليَّة Gelochelidon nilotica nilotica          |      | شائع         | إحدى الخرشنات الكبيرة المُميزة. قسمٌ من الجُمهرة الشَّاميَّة من هذه الطُيور مُقيمٌ مُفرخ، وبعضُها يصلُ مُهاجرًا من أوروپَّا الشماليَّة للإشتاء. |
| الخرشنة القزوينيَّة Hydroprogne caspia                | -            | -                                               |      | شائع         | من القواطع الشتويَّة. تصلُ أسرابها أثناء هجرتها نحو السواحل المداريَّة من المناطق المُحيطة ببحر قزوين والبحر الأسود. |
| الخرشنة المُتوَّجة الصُغرى Thalasseus bengalensis       | -            | المُهاجرة Thalasseus bengalensis emigrata        |      | شائع         | من المُفرخات الأوابد في منطقة البحر الأحمر وبعض سواحل البحر المُتوسِّط الأكثر دفئًا، يُشاع رؤيتها في أسرابٍ مُختلطة مع خرشنات أُخرى وبعض أنواع الطُيور البحريَّة الأُخرى. |
| الخرشنة السندوچيَّة Thalasseus bengalensis            | -            | -                                               |      | شائع         | من القواطع الشتويَّة. تصلُ السواحل المُتوسطيَّة الشاميَّة هربًا من بُرودة مواطن تفريخها في أوروپَّا. |
| الخرشنة المُتوَّجة الكُبرى Thalasseus bergii            | -            | السريعة Thalasseus bergii velox                 |      | ن            | من القواطع النادرة. بعضُ الأسرتب تزور السواحل الشَّاميَّة الجنوبيَّة في البحر الأحمر انطلاقًا من مُستعمرات تفريخها في بعض الجُزر السُعوديَّة وفي عُمان. |
| الخرشنة الورديَّة Sterna dougallii                    | -            | -                                               |      | ن            | من القواطع النادرة. تصلُ الشَّام في أحيانٍ قليلة انطلاقًا من مواطن تفريخها الأوروپيَّة، وهي سواحل المُحيط الأطلسي. |
| الخرشنة المألوفة Sterna hirundo                     | -            | السُنونويَّة Sterna hirundo hirundo                |      | شائع         | من القواطع الشتويَّة المألوفة، تصلُ الشَّام من أوراسيا الشماليَّة. الجمهرة القُصوى في أقصى شمال الشَّام مُفرخة. |
| الخرشنة القُطبيَّة Sterna paradisaea                   | -            | -                                               |      | ن            | من القواطع النادرة. تعبرُ سماء الشَّام في أحيانٍ نادرة أثناء هجرتها الطويلة من القُطب الشمالي إلى القُطب الجنوبي. |
| الخرشنة الصغيرة Sternula albifrons                  | -            | -                                               |      | شائع         | من المُفرخات الصيفيَّة. يُمكن رؤية مُستعمراتها على شواطئ البحار المُعتدلة والدافئة مع طُيورٍ أُخرى. تقطعُ شتاءً إلى المناطق المداريَّة. |
| الخرشنة بيضاء الوجنتين Sterna repressa              | -            | -                                               |      | شائع         | تُفرخُ على سواحل البحر الأحمر، وتقطعُ شتاءً إلى المناطق المداريَّة في أفريقيا. |
| الخرشنة المُلجمة Onychoprion anaethetus              | -            | الأنتاركتكيَّة Onychoprion anaethetus antarcticus |      | شائع         | تُفرخُ على سواحل البحر الأحمر، وتقطعُ شتاءً إلى المناطق المداريَّة في أفريقيا. |
| الخرشنة الدَّبساء Onychoprion fuscatus                | -            | الصوماليَّة Onychoprion fuscatus somaliensis      |      | ن            | من القواطع النادرة. موطنها الرئيسي البحار والسواحل المداريَّة حول العالم. النُويعة الصوماليَّة قاطنة خليج عدن قد تشرد في بعض الأحيان شمالًا حتَّى تصل سواحل البحر الأحمر الشَّاميَّة.                                                                                       |
| الخرشنة المُشوربة Chlidonias hybrida                 | -            | الهجينة Chlidonias hybrida hybrida              |      | شائع         | بعض الجُمهرات قاطنة سواحل البحر الأحمر الدافئة مُقيمةٌ مُفرخة، أمَّا سائر الجمهرات فمن القواطع التي تُمضي شتائها في أفريقيا. |
| الخرشنة بيضاء الجناح Chlidonias leucopterus         | -            | -                                               |      | شائع         | من المُفرخات الصيفيَّة، تقطع شتاءً إلى أفريقيا المداريَّة. |
| الخرشنة السوداء Chlidonias leucopterus              | -            | السوداء Chlidonias niger niger                  |      | شائع         | من المُفرخات الصيفيَّة، يُشاع رؤيتها على ضفاف المُسطحات المائيَّة العذبة خُصوصًا، وتُهاجر شتاءً إلى أفريقيا. كثيرًا ما تتهجَّن بشكلٍ طبيعي مع الخرشنة بيضاء الجناح. |

## آباء مقص
الرُّتبة: الإفجيجيَّات   الفصيلة: المِقصيَّة
آباء مِقص هو إسمٌ يُطلق على مجموعة من الطُيور الاستوائيَّة الصغيرة الشبيهة بالخرشنات. تتميَّز أعضاء هذه الفصيلة بِفكٍّ سُفليِّ طويلٍ بشكلٍ مُلفت تستخدمه لالتقاط طعامها من على سطح المياه أثناء طيرانها على عُلوٍّ مُنخفض، فتُغرفه بالمياه وتلتقط الأسماك الصغيرة الأمر الذي يجعلها تبدو وكأنها «تقص» الماء. منها 3 أنواع حول العالم ونوعًا واحدًا نادر العُبور إلى الشَّام.
| التسمية الشائعة التسمية العلميَّة        | الاسم المحلّي | النُويعة \ النُويعات التسمية العلميَّة | صورة | الوضع المحلّي | معلومات |
| -------------------------------------- | ------------ | ---------------------------------- | ---- | ------------ | --- |
| أبو مقص الأفريقي Rynchops flavirostris | -            | -                                  |      | ن            | من القواطع النادرة. موطنه الرئيسي أفريقيا جنوب الصحراء الكُبرى وجنوب وادي النيل. بعض الطُيور تشرد شمالًا في بعض الأحيان وتصل الشَّام. |

## القطا
الرُّتبة: القطويَّات   الفصيلة: القطويَّة
طُيورٌ صغيرة شبيهة بالحمام، خُصوصًا رؤوسها وأعناقها، إلَّا أنها أقصر جسدًا وأكثر اكتنازًا. الأجنحة طويلة مُستدقَّة وفي بعض الأنواع يظهر الذيل مُستدقًا أيضًا، وطيرانها مُستقيم سريع. تطيرُ الأسراب إلى برك المياه لتروي ظمأها فجرًا وغسقًا. قوائمها مكسوَّة بالريش حتَّى الأصابع. منها 16 نوعًا حول العالم و6 أنواع في الشَّام.
| التسمية الشائعة التسمية العلميَّة          | الاسم المحلّي   | النُويعة \ النُويعات التسمية العلميَّة    | صورة | الوضع المحلّي | معلومات |
| ---------------------------------------- | -------------- | ------------------------------------- | ---- | ------------ | --- |
| القطاة مُستدقة الذيل Pterocles alchata    | الكدريَّة        | الإبريَّة Pterocles alchata caudacutus  |      | شائع         | تنتشر بشكلٍ رئيسيّ في أراضي الأشجار القمئيَّة والبوادي ذات النبات الخفيض والخفيف.                                                            |
| القطاة كستنائيَّة البطن Pterocles exustus  | -              | -                                     |      | شائع         | إحدى أكثر طُيور الطرائد شُيوعًا في البادية السوريَّة بشكلٍ خاص. تُفرخُ في البوادي، وقليلٌ منها يُهاجر داخليًّا من المناطق الأقحل إلى المناطق الأرطب. |
| القطاة المُرقطة Pterocles senegallus      | الغطاطة        | -                                     |      | شائع         | من طُيور الطرائد المألوفة. تقطن الصحاري والبوادي القاحلة بالمقام الأوَّل، وما جاورها من مناطق جافَّة، كأراضي الأشجار القمئيَّة.                 |
| الغضفة Pterocles orientalis              | الغضفة الجونيه | -                                     |      | شائع         | من طُيور الطرائد المألوفة. يُمكن تمييزها بسُهولة عن سائر أنواع القطا عبر بطنها الأسود.                                                      |
| القطاة المُتوَّجة Pterocles coronatus       | -              | القفاريَّة Pterocles coronatus vastitas |      | شائع         | تقطنُ الصحاري الشَّاميَّة الجنوبيَّة في النقب ووادي عربة والأُردُن.                                                                               |
| قطاة ليختنشتاين Pterocles lichtensteinii | -              | -                                     |      | شائع         | تقطنُ الصحاري الشَّاميَّة الجنوبيَّة في النقب ووادي عربة والأُردُن.                                                                               |

## الحمام واليمام
الرُّّتبة: الحماميَّات   الفصيلة: الحماميَّة
الحمام واليمام هي طُيورٌ صغيرة مُكتنزة ومُتطاولة الجسم ذات أعناقٍ قصيرة ومناقير قصيرة نحيلة ذات قير (القسم المُنتفخ الذي يُشكِّل أصل المنقار) بارز مُنتفخ. منها 308 نوعًا حول العالم و9 أنواع في الشَّام.
| التسمية الشائعة التسمية العلميَّة                    | الاسم المحلّي             | النُويعة \ النُويعات التسمية العلميَّة         | صورة | الوضع المحلّي | معلومات |
| -------------------------------------------------- | ------------------------ | ------------------------------------------ | ---- | ------------ | --- |
| الحمامة الطُّورانيَّة Columba livia                    | الطرآني                  | الفلسطينيَّة Columba livia palaestinae       |      | شائع         | إحدى أكثر الطُيور شُيوعًا في الشَّام. من الأوابد. تعيشُ في جميع الموائل الطبيعيَّة تقريبًا بما فيها تلك بشريَّة الصُنع كالمُدن والقُرى، وذلك لاستعدادها وقُدرتها على التفريخ في الأبنية والحدائق، والاقتيات على ما يرميه البشر لها. من العادات الشَّاميَّة القديمة التبرُّك بهذه الطُيور عبر إطعامها، وهي سلفُ الحمام الداجن. |
| الورقاء Columba oenas                              | الحمام البري             | -                                          |      | شائع         | أكثر ما تُصادف في الحراج والبساتين وأحيانًا في الخرائب والمباني القديمة، وتؤم الحُقول للتغذي، وغالبًا ما تُشاهد خلال فصل الشتاء. كثيرة الضرر بِحُقول الحنطة المزروعة حديثًا وحُقول القطاني. |
| الورشان المألوف Columba palumbus                   | الورشان الحيذوان الدلم   | الحماميَّة Columba palumbus palumbus         |      | شائع         | من القواطع. أكبر الحمائم الشاميَّة بلا مُنازع. تكثر في البساتين والأحراج وكثيرًا ما تسطوا على براعم أشجار الفاكهة وحُقول الحُبوب، الأمر الذي يُدخلها في مشاكل جمَّة مع المُزارعين. |
| القُمريَّة الأوروپيَّة Streptopelia turtur              | الترغل                   | -                                          |      | شائع         | من القواطع. إحدى الطرائد المُحببة عند الصيَّادين وعند هُواة تربية الطُيور على حدٍ سواء. يُربَّى في بعض المنازل لِلاستئناس بِصوته الرخيم العذب. |
| القُمريَّة المشرقيَّة Streptopelia orientalis           | الترغل                   | -                                          |      | ن            | من القواطع النادرة. موطنها الرئيسي آسيا الشرقيَّة، وفي بعض الأحيان يُعثر على أسرابٍ صغيرةٍ منها في أنحاءٍ مُتفرِّقة من الشَّام. |
| اليمامة المُطوَّقة الأوراسيَّة Streptopelia decaocto    | الكريم الفاختة           | -                                          |      | شائع         | من الأوابد. تكثرُ هذه الحمائم في داخل المُدن وضواحيها ولا سيَّما في البساتين. تتغذى من الحُبوب والثمار، الأمر الذي يُدخلها في مشاكل جمَّة مع المُزارعين. يحتفظ بها البعض في الأقفاص للاستئناس بهديلها الرخيم في الصباح الباكر.                                                                                  |
| اليمامة المُطوَّقة الأفريقيَّة Streptopelia roseogrisea | الكريم الفاختة           | -                                          |      | ن            | من القواطع النادرة. موطنها الرئيسي أفريقيا جنوب الصحراء الكُبرى، وفي بعض الأحيان يُعثر على أسرابٍ صغيرةٍ منها في أنحاءٍ مُتفرِّقة من الشَّام. |
| اليمامة الضَّاحكة Spilopelia senegalensis            | الدبسيَّة الستيتيَّة الرقطيَّة | المصريَّة Spilopelia senegalensis aegyptiaca |      | شائع         | من الأوابد. تكثُرُ في المُدن خُصوصًا حيثُ تُشاهد غالبًا وهي تقتات على جانب الطُرق في أسرابٍ مُشتركة مع العصافير الدوريَّة. كثيرًا ما تُربَّى في الأقفاص لسُهولة اسئناسها وصغر حجمها. |
| يمامة ناماكُوا Oena capensis                        | البالوم                  | -                                          |      | شائع         | من الأوابد. شائعة خُصوصًا في الصحاري الشَّاميَّة الجنوبيَّة بفلسطين والأُردُن، على أنهُ يُحتمل أن تُشاهد في المناطق الجافَّة أو شبه الصحراويَّة في سائر المناطق الشَّاميَّة وُصولًا إلى جنوب الأناضول. |

## الببغاوات
الرُّتبة: الببَّغاويَّات   الفصيلة: الببغائيَّة
الببغاوات طُيورٌ صغيرة إلى كبيرة القد، تتميَّز بمناقيرها المعقوفة الحادَّة. أفكاكها العُلويَّة بالكاد قابلة للتحريك بسبب الطريقة التي تتصل بها المفاصل بالجُمجُمة. أغلب الأنواع تجثُمُ مُنتصبة. جميعُ الببغاوات زوجيَّة البراثن، أي تتمتع بأربع أصابع على اليد الواحدة، يقع اثنان منهما في الأمام واثنان في الخلف. منها 335 نوعًا حول العالم و3 أنواع دخيلة في الشَّام.
| التسمية الشائعة التسمية العلميَّة         | الاسم المحلّي | النُويعة \ النُويعات التسمية العلميَّة         | صورة | الوضع المحلّي | معلومات |
| --------------------------------------- | ------------ | ------------------------------------------ | ---- | ------------ | --- |
| الپاراكيت وردي الطوق Psittacula krameri | -            | المانيلَّاويَّة Psittacula krameri manillensis |      | د            | إحدى أشهر الأنواع الدخيلة على الشَّام. أُدخلت بدايةً كطُيور زينة، وهرب الكثير منها من الأسر حيث تأقلم مع المُناخ المُتوسطي بسُرعة وعاش وحشيًّا في عدَّة مناطق أبرزها المُدن الساحليَّة الإسرائيليَّة وفي حرم الجامعة الأمريكيَّة في بيروت. |
| الپاراكيت الرَّاهب Myiopsitta monachus    | -            | -                                          |      | د            | أُدخلت كإحدى طُيور الزينة، وهربت عدَّة آلاف منها ونجحت في التناسل والتكاثر في عددٍ من المناطق في إسرائيل. |
| ببغاء السنغال Poicephalus senegalus     | -            | -                                          |      | د            | أُدخلت كإحدى طُيور الزينة، وهربت عدَّة آلاف منها ونجحت في التناسل والتكاثر في عددٍ من المناطق في إسرائيل. |

## الوقواقات
الرُّتبة: الوقواقيَّات   الفصيلة: الوقواقيَّة
تضُمُّ الفصيلة الوقواقيَّة الطُيور الشهيرة باسم الوقواقات، والجوَّابات (عدَّاءات البر) والآني. تتفاوت أحجام هذه الطُيور بشكلٍ واضح، إلَّا أنَّ النحافة تغلب على مُعظم الأنواع، وكذلك الأذيال الطويلة والقوائم القويَّة. منها 138 نوعًا حول العالم و4 أنواع في الشَّام.
| التسمية الشائعة التسمية العلميَّة           | الاسم المحلّي                  | النُويعة \ النُويعات التسمية العلميَّة | صورة | الوضع المحلّي | معلومات |
| ----------------------------------------- | ----------------------------- | ---------------------------------- | ---- | ------------ | --- |
| الوقواق المُرقَّط الكبير Clamator glandarius | أبو مساس                      | -                                  |      | شائع         | من القواطع المألوفة. كثيرًا ما يُشاهد في البساتين والحُقول وعلى مقربة من المساكن البشريَّة حيثُ يقتات على الحشرات الضخمة بالأخص.                                                                                |
| الوقواق المألوف Cuculus canorus           | الوقوق القبقوبة الحمام القوَّال | الناشدة Cuculus canorus canorus    |      | شائع         | من القواطع المألوفة، ومن الأنواع المُحببة عند القرويين والمُزارعين نظرًا لفتكه بالكثير من الحشرات الضارَّة بالزرع. أكثر ما يُشاهد في الربيع والخريف.                                                            |
| الوقواق المشرقي Cuculus optatus           | -                             | -                                  |      | ن            | من القواطع النادرة. موطنه الرئيسي آسيا الشرقيَّة، وقد عُثر على بضعة أفرادٍ منه شاردة في إسرائيل. |
| وقواق ديدريك Chrysococcyx caprius         | -                             | -                                  |      | ن            | من القواطع النادرة. موطنه الرئيسي أفريقيا جنوب الصحراء الكُبرى، وهي تُهاجرُ لِمسافاتٍ قصيرة داخل حدود موطنها الطبيعي عندما يشتد الجفاف، وقد عُثر في بضعة حالات نادرة على بعض الطُيور منها في الشَّام وحتَّى في قبرص. |

## البومات الطيطونيَّة
الرُّتبة: البُوميَّات   الفصيلة: الطِّيطُونيَّة
البومات الطيطونيَّة طُيورٌ مُتوسِّطة إلى كبيرة القد ذات رؤوس ضخمة ووُجوه مُميَّزة قلبيَّة الشكل. قوائمها طويلة ومتينة تنتهي بِمخالب حادَّة قوية. منها 16 نوعًا حول العالم ونوعٌ واحدٌ فقط في الشَّام.
| التسمية الشائعة التسمية العلميَّة | الاسم المحلّي         | النُويعة \ النُويعات التسمية العلميَّة | صورة | الوضع المحلّي | معلومات |
| ------------------------------- | -------------------- | ---------------------------------- | ---- | ------------ | --- |
| الهامة Tyto alba                | المصاصة التوب الشهبط | الإرلنگريَّة Tyto alba erlangeri     |      | شائع         | أحد أكثر الجوارح الليليَّة شُيوعًا. كثيرًا ما يُشاهد في الأماكن الخربة المُظلمة. يُسمَّى «توب» في بعض المناطق، وخُصوصًا في حلب، كون نعيبه يبدو للسامع وكأنه كلمة «توب». مُحبب إلى أهالي القُرى والمُزارعين لفتكه بالكثير من الفئران والجُرذان. |

## البومات النمطيَّة
الرُّتبة: البُوميَّات   الفصيلة: البُوميَّة
البُومات النمطيَّة طُيورٌ جارحة ليليَّة صغيرة إلى ضخمة القد تعيشُ حياتها مُنفردة في الغالب. عيناها كبيرة مُوجهة إلى الأمام، وكذلك آذانها، أمَّا المنقار فمعقوفٌ كمناقير الصُقور، ولها دائرةٌ بارزة من الريش حول كُل عين تُعرف بالقرص الوجهي. منها 195 نوعًا حول العالم و12 نوعًا في الشَّام.
| التسمية الشائعة التسمية العلميَّة              | الاسم المحلّي  | النُويعة \ النُويعات التسمية العلميَّة  | صورة | الوضع المحلّي | معلومات |
| -------------------------------------------- | ------------- | ----------------------------------- | ---- | ------------ | --- |
| البُومة المُتوارية الشاحبة Otus brucei         | الثبيج        | -                                   |      | شائع         | من البومات الشائعة في المناطق الجافَّة المكشوفة خُصوصًا. بعض الجُمهرات المحليَّة الشماليَّة تقطع شتاءً نحو شبه الجزيرة العربيَّة أو الأقسام الجنوبيَّة من الشَّام وفي مٌدمتها صحاري فلسطين والأُردُن. |
| البُومة المُتوارية الأفريقيَّة Otus senegalensis | الثبيج        | -                                   |      | شائع         | يُمكن تمييزها عن النوع السَّابق عبر لونها الرمادي، كما أنها أكثر انجذابًا للمناطق الأرطب، كالأحراج المُختلطة بجوار الأنهار والمُستنقعات. |
| البُومة المُتوارية الأوراسيَّة Otus scops        | الثبيج        | -                                   |      | شائع         | من المُفرخات الآبدة. بعضُ الجُمهرات الأوروپيَّة تشتو في الشَّام كذلك. أكثر شُهرة من الونعين السابقين كونها أكثر انتشارًا في طائفةٍ واسعة من الموائل الطبيعيَّة الشَّاميَّة. تشتهر عند القرويين بسبب استعدادها سكن مشاع القُرى والبساتين حيثُ يصدح نعيبها طوال الليل.                                              |
| البُومة المُتوارية المشرقيَّة Otus sunia         | الثبيج        | -                                   |      | شائع         | من الأوابد. غالبًا ما يُمكن العُثور عليها في الغابات النفضيَّة. قليلة العدد مُقارنةً بالأنواع السابقة، وقد تندر مُشاهدتها. |
| البُوهة الأوراسيَّة Bubo bubo                   | البوهة البعقة | الموسطيَّة Bubo bubo interpositus     |      | شائع         | من المُفرخات الآبدة. أعظم البومات الشَّاميَّة قدًا بلا مُنازع. يُمكن العُثور عليها في مُختلف الموائل الطبيعيَّة وفي بعض الموائل بشريَّة الصنع كالخرائب والآثار القديمة. يفتك بالكثير من القوارض الضارَّة بالزرع. تُفيدُ بعض الدراسات بِحُصول تهجين طبيعي بين هذا النوع والبوهة الفرعونيَّة في غرب سوريا وجنوب فلسطين. |
| البُوهة الفرعونيَّة Bubo ascalaphus             | البوهة البعقة | -                                   |      | شائع         | من المُفرخات الآبدة. أصغر قدًا وأبهت لونًا من البوهة الأوراسيَّة. موئلها الطبيعي الرئيسي هو المناطق المكشوفة القاحلة الصخريَّة. |
| بُومة السَّمك البُنيَّة Bubo zeylonensis           | -             | السمينويَّة Bubo zeylonensis semenowi |      | ن            | أندر أنواع البُوم الشَّامي على الأطلاق، حتَّى أنهُ يُحتمل انقراضُها في الشَّام. |
| البُومة السَّمراء الأوراسيَّة Strix aluco         | الخبل         | الويلسكونيَّة Strix aluco willkonskii |      | شائع         | أحد أشهر الأنواع الشَّاميَّة ومن أجملها شكلًا. مُحببٌ لدى أهل القُرى والمُزارعين لِفتكه بالكثير من الفئران والجُرذان. يُسمَّى «الخبل» لأنَّ بعض القرويين كان يعتقد بأنَّ نعيبه أشبه بعبارة «ماتت خبل». |
| بُومة هيوم Strix butleri                      | -             | -                                   |      | شائع         | أكثر شُيوعًا في المناطق الصحراويَّة في النقب ووادي عربة والبادية السوريَّة، حيثُ تقطن المناطق الصخريَّة وواحات النخيل. |
| الصَّدى Athene noctua                          | أُم قويق       | الغولة Athene noctua lilith         |      | شائع         | من الأنواع شديدة الشُيوع. أصغر أنواع البوم الشَّامي وأكثرها يُسرةً للرُؤية كونها على درجةٍ كبيرةٍ من النشاط أثناء النهار. تفتك بالكثير من الحشرات والقوارض الصغيرة مما يجعلها من الطُيور المُحببة عند المُزارعين.                                                                                          |
| البُومة الأذناء Asio otus                     | البومة        | الأذناء Asio otus otus              |      | شائع         | من المُفرخات الآبدة. قسمٌ من الجمهرات الأوروپيَّة يشتو أيضًا في الشَّام. من بين أكبر الأنواع الشَّاميَّة. |
| البُومة الصَّمعاء Asio flammeus                 | الصمعاء       | المخصبة Asio flammeus flammeus      |      | شائع         | من المُفرخات الآبدة. قسمٌ من الجمهرات الأوروپيَّة يشتو أيضًا في الشَّام. من المعروف أنَّ تواجدها في أي منطقة دليلٌ على كثافة القوارض فيها، ونُزوحها عنها يُفيد بتراجع أعداد تلك الحيوانات منها. |

## السُبد
الرُّتبة: السُّبديَّات   الفصيلة: السُّبديَّة
السُّبدان طُيورٌ ليليَّةٌ مُتوسِّطة الحجم أرضيَّة التعشيش في الغالب. أجنحتها طويلة، وقوائمها قصيرة، أمَّا مناقيرها ففائقة القصر. أغلب الأنواع تتمتع بِأقدامٍ صغيرةٍ قلَّما تستخدمها للسير، وأجنحةٍ طويلةٍ مُستدقَّة. ريشها ناعمٌ يُموهها فيخفيها عن أنظار الضواري وسط لحاء الأشجار والأووراق الجافَّة المُتساقطة. منها 86 نوعًا حول العالم و3 أنواع في الشَّام.
| التسمية الشائعة التسمية العلميَّة      | الاسم المحلّي            | النُويعة \ النُويعات التسمية العلميَّة          | صورة | الوضع المحلّي | معلومات |
| ------------------------------------ | ----------------------- | ------------------------------------------- | ---- | ------------ | --- |
| السُّبد الأوروپي Caprimulgus europaeus | الضوع أبو عمي أبو النوم | الجنوبيَّة Caprimulgus europaeus meridionalis |      | شائع         | من القواطع المألوفة. تأوي جُمهراته إلى الأحراج النفضيَّة آتيةً من أوروپَّا. أكثر شُيوعًا من النوعين الآخرين.              |
| السُّبد المصري Caprimulgus aegyptius   | الضوع أبو عمي أبو النوم | -                                           |      | شائع         | أكثرُ بُهتانًا من السُّبد الأوروپي بكثير، وهو مُقيمٌ مُفرخ في الفُصول المُعتدلة والحارَّة، ويقطع شتاءً إلى أفريقيا الاستوائيَّة. |
| السُّبد النُوبي Caprimulgus nubicus     | الضوع أبو عمي أبو النوم | -                                           |      | شائع         | شائعٌ أكثر في الصحاري الشَّاميَّة الجنوبيَّة في النقب والأُردُن ووادي عربة.                                                |

## السُمامات
الرُّتبة: عديمات الأقدام   الفصيلة: السَّماميَّة
السَّمائم هي طُيورٌ صغيرة تُمضي القسم الأعظم من حياتها وهي تُحلِّق. قوائمها بالغة القِصر لا تُساعدها على السير، وقلَّما تهبط على الأرض من تلقاء نفسها، بل تجثم على الأسطح العموديَّة عوض ذلك، وأقدامها قويَّة تسمح لها بهذا. كثيرٌ من الأنواع تتمتع بِأجنحة طويلة معقوفة نحو الخلف بعض الشيء ذات شكلٍ هلاليّ، أو أشبه بالبومرانگ. منها 98 نوعًا حول العالم و4 أنواع في الشَّام.
| التسمية الشائعة التسمية العلميَّة    | الاسم المحلّي | النُويعة \ النُويعات التسمية العلميَّة | صورة | الوضع المحلّي | معلومات |
| ---------------------------------- | ------------ | ---------------------------------- | ---- | ------------ | --- |
| السَّمامة الجبليَّة Tachymarptis melba | السَّمامة      | -                                  |      | شائع         | من السَّمائم الأكبر قدًا. تُحاكي في صُورتها الظليَّة صقرًا صغيرًا. تُشاهد في العادة وهي تصيد الحشرات على ارتفاعٍ شاهقٍ فوق الأراضي الصخريَّة. تُعشش وتجثم غالبًا في المباني العالية، وهذا ما أتاح لها الانتشار في المناطق الأقل وُعورةً. من القواطع، تُمضي شتائها في أفريقيا جنوب الصحراء الكُبرى. |
| السَّمامة المألوفة Apus apus         | السَّمامة      | -                                  |      | شائع         | من القواطع شديدة الشُيوع في المناطق الصخريَّة في مُختلف أنحاء الشَّام. أكثر طُيور البر طيرانيَّة، فهي تأكل وتشرب وتنام وتتزاوج أثناء الطيران، ولا تعود إلى الأرض إلَّا لِتتزاوج ولإطعام الفراخ.                                                                                            |
| السَّمامة الشاحبة Apus pallidus      | السَّمامة      | -                                  |      | شائع         | شديدة الشبه بالسَّمامة المألوفة من حيثُ مواقع التفريخ والتعشيش والموائل الطبيعيَّة، وكثيرًا ما تختلط أسرابها ببعضها البعض. |
| السَّمامة الصغيرة Apus affinis       | السَّمامة      | -                                  |      | شائع         | النَّوعُ الوحيد من السَّمائم الشَّاميَّة التي تقطنُ بعض أنحاء البلاد طيلة أيَّام السنة. كثيرًا ما تُشاهد وقد أفرخت في ثُقوب جُدران البُيوت القرويَّة، أو خلف صُحون القش التي تُزيَّن بها الجُدران. بعضُ جمهراتها من القواطع، تشتو في أفريقيا جنوب الصحراء الكُبرى.                                       |

## القرليَّات
الرُّتبة: الشِّقراقيَّات   الفصيلة: القرلِّيَّة
القرلَّات طُيورٌ مُتوسِّطة الحجم ضخمة الرأس، ذات مناقير طويلة مُستدقَّة، وقوائم قصيرة وذيُولٌ مُكتنزة. منها 93 نوعًا حول العالم و3 أنواع في الشَّام.
| التسمية الشائعة التسمية العلميَّة      | الاسم المحلّي    | النُويعة \ النُويعات التسمية العلميَّة       | صورة | الوضع المحلّي | معلومات |
| ------------------------------------ | --------------- | ---------------------------------------- | ---- | ------------ | --- |
| القرلّى المألوف Alcedo atthis         | الرفراف القاوند | الهلبيَّة Alcedo atthis atthis             |      | شائع         | أحد طُيور الجُدران والغُدران الأكثر شُيوعًا خُصوصًا في المناطق الجبليَّة والساحليَّة المُعتدلة. آبدةٌ مُفرخة في بعض المناطق، عدا القسم الجنوبي من الشَّام، إذ أنَّ الجُمهرة الأفريقيَّة من هذه الطُيور تقطع إليه شتاءً. |
| القرلّى أبيض الحلق Halcyon smyrnensis | الرفراف القاوند | السَّامرَّائيَّة Halcyon smyrnensis smyrnensis |      | شائع         | أكثر شُيوعًا في المناطق الدَّاخليَّة والساحليَّة، وكثيرًا ما يُرى على ضفاف البُرك بدل الجداول كما نظيره المألوف. |
| مُلاعب ظلِّه الأصغر Ceryle rudis        | الرفراف القاوند | السوريَّة Ceryle rudis syriacus            |      | شائع         | أوسع القرلَّات الشَّاميَّة انتشارًا، لِقدرته على التكيُّف مع العيش في مناطق مُعتدلة وجافَّة على حدٍ سواء. أكثر ما يُشاهد على الأنهار العريضة والبُحيرات والمصبَّات، حيثُ يصطاد بالتحويم فوق المياه عوض الغوص وراء طريدته كما هو حال النوعين السابقين، ومن هُنا جاء اسمه، إذ يبدو للناظر وكأنَّهُ يُراقب ظلَّه فوق سطح المياه. |

## الوروارات
الرُّتبة: الشِّقراقيَّات   الفصيلة: الورواريَّة
الوراوير طُيورٌ صغيرة جميلة كبيرة الرأس. أغلب الأنواع تعيش في أفريقيا وبعضُها الآخر يعيش في أوروپَّا الجنوبيَّة، ومدغشقر، وأستراليا وغينيا الجديدة. تتميَّز بريشها البهيّ المُزوَّق، وأجسادها النحيلة، وريشات ذيلها المُتوسطة الطويلة. مناقيرها طويلة معقوفةٌ نحو الأسفل، وأجنحتها مُستدقة، الأمر الذي يُعطيها مظهرًا أشبه بالسُنونو بالنسبة للناظر إليها من على بُعد. منها 26 نوعًا حول العالم و3 أنواع في الشَّام.
| التسمية الشائعة التسمية العلميَّة       | الاسم المحلّي    | النُويعة \ النُويعات التسمية العلميَّة     | صورة | الوضع المحلّي | معلومات |
| ------------------------------------- | --------------- | -------------------------------------- | ---- | ------------ | --- |
| الوروار الأخضر Merops orientalis      | الخضَّار          | الخضراويَّة Merops orientalis cyanophrys |      | شائع         | من القواطع المألوفة. تطلُّ من الجنوب خلال فصل الربيع وتُفرخ في شتَّى أنحاء الشَّام خُصوصًا على ضفاف الأنهار، إلَّا أنَّ أكثر مواطنها شُيوعًا تبقى المناطق المكشوفة القاحلة ذات الشُجيرات. |
| الوروار أزرق الوجنتين Merops persicus | الخضَّار          | الفارسيَّة Merops persicus persicus      |      | شائع         | من القواطع المألوفة. تختلف عن النوعين السابقين من ناحية أنها تُعشش في مُستعمرات فضافضة لا تضم أكثر من 10 أفراد في العادة، وكثيرًا ما تختلط أسرابها بأسراب الوراوير الأوروپيَّة. |
| الوروار الأوروپي Merops apiaster      | الصقرقع الوروار | -                                      |      | شائع         | من القواطع المألوفة. أزهى الطُيور الشَّاميَّة لونًا. كثير الشُيوع حول ضفاف الأنهار العريضة حيثُ تحفر الأسراب جُحورها في الرمال لِتُفرخ. من الطُيور المُحببة لدى مُزارعي الفاكهة نظرًا لِفتكها بالكثير من الزراقط والزنابير التي تقتات على الثمار، بينما هو مكروه من قِبل مُربي النحل، لِعادتها افتراس نحل العسل. |

## الشقراقات النمطية
الرُّتبة: الشِّقراقيَّات   الفصيلة: الشِّقراقيَّة
الشِّقراقات طُيورٌ تُماثلُ الغربان في الحجم والبُنية، لكنَّها أوثق صلةً بالقرلَّات والوراوير. وهي تتشاطر الهيئة المُزوَّقة البهيَّة مع المجموعتين سالِفتا الذِكر، ويُهيمن على ريشها اللونين الأزرق والبُني. الإصبعان الداخليَّان الأماميَّان مُتصلان، عكس الإصبع الثالث. منها 12 نوعًا حول العالم ونوعان في الشَّام.
| التسمية الشائعة التسمية العلميَّة      | الاسم المحلّي           | النُويعة \ النُويعات التسمية العلميَّة           | صورة | الوضع المحلّي | معلومات |
| ------------------------------------ | ---------------------- | -------------------------------------------- | ---- | ------------ | --- |
| الشِّقراق الأوروپي Coracias garrulus   | الشِّقراق الآخيل الشرقرق | الوقحة Coracias garrulus garrulus            |      | شائع         | من القواطع. يرد إلى الشَّام في أوائل الربيع ويُقيم إلى آخر الصيف، ومسكنه نُقور الأشجار والحيطان. يُسمَّى بالآخيل نظرًا لأنَّ في جناحيه لمعة تُخالف لونه تذهب به إلى الخيلان، وفق ما ذكره داود الأنطاكي. |
| الشِّقراق الهندي Coracias benghalensis | الشِّقراق الآخيل الشرقرق | البنغاليَّة Coracias benghalensis benghalensis |      | شائع         | شديد الشبه بالشِّقراق الأوروپي، إلَّا أنه أدكن وأبهى لونًا في عدَّة مواضع من جسده. يُمكنُ العُثور عليه في البادية السوريَّة فقط التي تُتعبرُ امتدادً لِموطنه العراقي.                                        |

## الهُدهُد
الرُّتبة: الشِّقراقيَّات   الفصيلة: الهُدهُديَّة
الهُدهُد طائرٌ جميل الشكل يغلب عليه اللون الوردي الضارب إلى البُرتُقالي إلى جانب بعض اللطخات البيضاء، ولهُ عرفٌ كبيرٌ قابل للانتصاب على رأسه. منه نوعٌ واحدٌ فقط في العالم، وهو يتواجد في الشَّام.
| التسمية الشائعة التسمية العلميَّة | الاسم المحلّي | النُويعة \ النُويعات التسمية العلميَّة | صورة | الوضع المحلّي | معلومات |
| ------------------------------- | ------------ | ---------------------------------- | ---- | ------------ | --- |
| الهُدهُد Upupa epops              | الهُدهُد       | الهُدهُديَّة Upupa epops epops         |      | شائع         | أحد الطُيور المُحببة لدى المُزارعين في الشَّام نظرًا لِفتكه بالديدان والحشرات المُضرَّة بالزرع ولِمنظره البهيّ الجذَّاب. مُعظم الجُمهرات مُقيمة مُفرخة، إلَّا أنَّ تلك قاطنة الجبال والمناطق الأكثر بُرودة تقطع إلى الأقسام الجنوبيَّة من الشَّام أو إلى أفريقيا وشبه الجزيرة العربيَّة. يجلّه الكثيرون نظرًا لِذكره في القُرآن. |

## النقَّارات وأنسباؤها
الرُّتبة: النقَّاريَّات   الفصيلة: النقَّاريَّة
النَّقَّارات أو نقَّارات الخشب هي طُيورٌ يتراوح حجمها بين الصغير والمُتوسِّط ذات مناقير إزميليَّة، وقوائم قصيرة، وذُيولٌ متينة، وألسنةٌ طويلة تستخدمها للإمساك بالحشرات واليرقات الكامنة داخل شُقوق الأشجار. بعض الأنواع تتمتع بقوائم ذات أصبعين تتوجهان نحو الأمام وأخرتان تتوجهان تحو الخلف، بينما تتمتع أنواعٌ أُخرى بثلاث أصابع. أغلب الأنواع لديها خصلة نقر جُذوع الأشجار بشكلٍ ضوضائيّ. منها 218 نوعًا حول العالم و4 أنواع في الشَّام.
| التسمية الشائعة التسمية العلميَّة       | الاسم المحلّي      | النُويعة \ النُويعات التسمية العلميَّة | صورة | الوضع المحلّي | معلومات |
| ------------------------------------- | ----------------- | ---------------------------------- | ---- | ------------ | --- |
| اللَّوَّاء الأوراسي Jynx torquilla        | أبو لوي           | النمطيَّة Jynx torquilla torquilla   |      | شائع         | من القواطع. تُهاجرُ شتاءً إلى أفريقيا حول خط الاستواء، فهي بهذا النقَّار الشَّامي الوحيد الذي يُهاجر. يُعرف باسم «أبو لوي» في الشَّام نظرًا لِعاده في لوي رأسه إلى كُل جهة كالحيَّة. |
| النقَّار المُرقط الأوسط Leiopicus medius | نقَّار الخشب        | -                                  |      | شائع         | من النقَّارات الشَّائعة في سوريا خُصوصًا. شديد الشبه بالنقَّار السُوري ويسهل الخلط بينهما كثيرًا، وبالأخص اليوافع. والطريقة الوحيدة للتفرقة بين النوعين هي عبر المنقار، فمنقار النقَّار المُرقط أقصر من نظيره السوري، كما أنَّ قلنسوته الحمراء لا يحُدَّها السواد من الأمام.                         |
| النقَّار السُوري Dendrocopos syriacus    | نقَّار الخشب        | -                                  |      | شائع         | من النقَّارات الشَّائعة في جميع المناطق الحُرجيَّة الشَّاميَّة. شديد الشبه بالنقَّار المُرقط الأوسط ويسهل الخلط بينهما كثيرًا، وبالأخص اليوافع. والطريقة الوحيدة للتفرقة بين النوعين هي عبر المنقار، فمنقار النقَّار المُرقط أقصر من نظيره السوري، كما أنَّ قلنسوته الحمراء لا يحُدَّها السواد من الأمام. |
| النقَّار الأخضر الأوروپي Picus viridis  | نقَّار الخشب الأخضر | الكاريلينيَّة Picus viridis karelini |      | شائع         | أضخم النقَّارات الشَّاميَّة بلا مُنازع. أكثر ما يُشاهد في الحراج وبساتين القُرى الجبليَّة في لُبنان والسَّاحل السوري وفي الجبال الفاصلة بين الشَّام والأناضول، ومناطق الجزيرة الفُراتيَّة. وهو كذلك أكثر النقَّارات إمضائًا للوقت على الأرض، حيثُ يسعى وراء الديدان.                                      |

## القُنبرات
الرُّتبة: الجواثم   الفصيلة: القُبَّريَّة
القُنبَّرات أو القُبَّرات هي طُيورُ أرضيَّة صغيرة تشتهرُ بتغريداتها العذبة الجميلة وعُروض طيرانها المُبهرة. أغلب القُبَّرات كامدة المظهر. وطعامها يتكوَّن من البُزور والحشرات بشكلٍ رئيسيّ. منها 91 نوعًا حول العالم و17 نوعًا في الشَّام.
| التسمية الشائعة التسمية العلميَّة                       | الاسم المحلّي   | النُويعة \ النُويعات التسمية العلميَّة            | صورة | الوضع المحلّي | معلومات |
| ----------------------------------------------------- | -------------- | --------------------------------------------- | ---- | ------------ | --- |
| القُبيبِرة سوداء التاج Eremopterix nigriceps            | -              | -                                             |      | ن            | إحدى طُيور الصحاري والسُهوب والسڤناء. تنتشرُ في جنوب فلسطين والأُردُن والبادية السوريَّة والبقاع الشمالي في لُبنان. |
| القُبيبِرة كستنائيَّة التاج Eremopterix signatus          | -              | -                                             |      | ن            | من القواطع النادرة. موطنها الرئيسي أفريقيا الشرقيَّة والقرن الأفريقي. بعضُ الطُيور تشرد شمالًا حتَّى النقب والصحراء الأُردُنيَّة. |
| القُبَّرة شريطيَّة الذيل Ammomanes cinctura                | -              | -                                             |      | شائع         | تنتشرُ في كافَّة أنحاء الشام دون استثناء، إلَّا أنَّ موئلها المُفضَّل يبقى المناطق الأكثر جفافًا بما فيها الصحاري القاحلة. |
| القُبَّرة الصحراويَّة Ammomanes deserti                    | -              | -                                             |      | شائع         | من طُيور البوادي الآبدة الأكثر شًيوعًا وانتشارًا. موئلها الطبيعي الأكثر تفضيلًا هو الصحاري والمناطق شبه الصحراويَّة. تغريدها هو صفيرٍ بسيط، ويغلب عليها الهُدوء مُعظم الأحيان.                                                                                |
| القُبَّرة الهُدهُديَّة الكُبرى Alaemon alaudipes              | -              | -                                             |      | شائع         | تنتشرُ في جميع أنحاء الشام دون استثناء، لكنَّ موئلها الطبيعي المُفضَّل يبقى الصحراء. وهي طُيورٌ على درجةٍ كبيرةٍ من التمويه على الأرض، ولكنها ما أن تشرع في الطيران حتَّى تكشف النقاب عن الطراز المُدهش الأسود والأبيض لِجناحيها.                                 |
| القُبَّرة ثخينة المنقار Rhamphocoris clotbey             | -              | -                                             |      | ن            | تنتشرُ في الصحاري وأراضي الأشجار القمئيَّة على حدٍ سواء. تتميَّز عن سائر القُنبَّرات بِمنقارها الثخين كما يوضح اسمها. |
| قُبَّرة كلاندرا Melanocorypha calandra                   | -              | -                                             |      | شائع         | مُعظم الجُمهرات من الأوابد، وبعضها القليل من القواطع التي تصلُ شتاءً هربًا من بُرودة موطنها في روسيا. تُفرخُ في المناطق المُعتدلة، وكثيرًا ما يُحتفظ بها كطيرٍ من طُيور الأقفاص للاسئناس بتغريدها الجميل.                                                        |
| القُبَّرة السوداء Melanocorypha yeltoniensis             | -              | -                                             |      | ن            | من القواطع النادرة. موطنها الرئيسي آسيا الوُسطى والسواحل الشماليَّة والشرقيَّة للبحر الأسود. بعض الجمهرات تقطع جنوبًا حتَّى تُركيَّا، وبعضها ينتهي به المطاف في سوريا ولُبنان.                                                                                  |
| القُبَّرة قصيرة الأصابع الكُبرى Calandrella brachydactyla | -              | الوالترسيَّة Calandrella brachydactyla woltersi |      | شائع         | من المُغردات الآبدة. تُفرخُ في المناطق المُتوسطيَّة المُعتدلة. |
| قُبَّرة هيوم قصيرة الأصابع Calandrella acutirostris      | -              | -                                             |      | شائع         | من المُغردات الآبدة. تُفرخُ في المناطق المُتوسطيَّة المُعتدلة. |
| القُبَّرة قصيرة الأصابع الصُغرى Calandrella rufescens     | -              | -                                             |      | شائع         | من المُغردات الآبدة. تُفرخُ في المناطق المُتوسطيَّة المُعتدلة. قلَّةٌ من الطُيور تقطعُ شمالًا إلى أوروپَّا الغربيَّة والشماليَّة. |
| القُبَّرة المُتوَّجة Galerida cristata                      | -              | القبرصيَّة Calandrella brachydactyla cypriaca   |      | شائع         | من المُغردات الآبدة. تُفرخُ في الأراضي البور المكشوفة والحُقول الصالحة للزراعة والأراضي العشباء والمناطق شبه الصحراويَّة. وسَّعت مواطن انتشارها مع انشار الأراضي الزراعيَّة المكشوفة وتخليف المُزارعين للكثير من المساحات المكشوفة بعد قطعهم الغابات.          |
| قُبَّرة الغياض Lullula arborea                           | -              | الشاحبة Lullula arborea pallida               |      | شائع         | من المُغردات الآبدة. تُفرخُ في الأقسام المكشوفة من الغابات الصنوبريَّة خصيصًا والأراضي العُشبيَّة مُتناثرة الأشجار. |
| قُبَّرة الحُقول الأوراسيَّة Alauda arvensis                 | القُبَّرة القُنبرة | -                                             |      | شائع         | أكثر أنواع القُبَّرات شُيوعًا وإلفةً بلا مُنازع. تشتهرُ بسبب غنائها الطويل المُتغيِّر، الذي تُطلقهُ دون استثناءٍ تقريبًا أثناء الطيران. تتكيَّف بشكلٍ كبير مع العيش وسط الحُقول الزراعيَّة، وهي من الطُيور المُحببة لدى المُزارعين لِفتكها بالكثير من الحشرات.               |
| قُبَّرة الحُقول المشرقيَّة Alauda gulgula                   | -              | -                                             |      | شائع         | تنتشرُ في الأراضي العُشبيَّة وبالأخص تلك التي يتوافر فيها مصدر للمياه مثل البُحيرات والبرك، حيثُ تعيش على صيد الحشرات التي تجتذبها الرُطوبة. |
| القُبَّرة القرناء Eremophila alpestris                   | -              | -                                             |      | شائع         | إحدى الأنواع المألوفة في الشَّام، والأسهل تمييزًا بين سائر الأنواع نظرًا لتمتعها بِقنزعتين ريشيتين على رأسها تظهر وكأنها قرنان. موطنها شاسع ومُتنوِّع، إذ يشتمل على المُروج والمراعي والحُقول الزراعيَّة والصَّحاري والسُهول الجبليَّة والشواطئ والمُستنقعات الملحيَّة. |
| قُبَّرة تمينك Eremophila bilopha                         | -              | -                                             |      | شائع         | شديدة الشبه بالقُبَّرة القرناء. تتميَّز عنها بكِسوتها الضاربة للاحمرار وانعدام اللطخات الصفراء على وجهها أسفل الشريطين الأسودين. |

## السُنُونُو والخطَّافات
الرُّتبة: الجواثم   الفصيلة: السُّنُونيَّة
الفصيلة السُّنُونيَّة هي مجموعةٌ من الطُيور الغيرة المُتخصصة بالاقتيات أثناء الطيران. جسدها نحيل انسيابي، وأجنحتها طويلة مُستدقة ومناقيرها قصيرة واسعة الفتحة. قوائمها مُخصصة للجثم عوض المشي، وأصابعها الأمايَّة موصولة جُزئيًّا في القاعدة. منها 75 نوعًا حول العالم و8 أنواع في الشَّام.
| التسمية الشائعة التسمية العلميَّة             | الاسم المحلّي       | النُويعة \ النُويعات التسمية العلميَّة       | صورة | الوضع المحلّي | معلومات |
| ------------------------------------------- | ------------------ | ---------------------------------------- | ---- | ------------ | --- |
| خطَّاف الشَّواطئ Riparia riparia                | الخطَّاف سُنونو النهر | -                                        |      | شائع         | من القواطع الربيعيَّة. تُفرخ في مُستعمراتٍ كثيفة على ضفاف الأنهار أو في الأجرف الصخريَّة المُطلَّة على البحار أو البُحيرات.                                                                                              |
| الخطَّاف رمادي الحلق Riparia chinensis        | -                  | -                                        |      | ن            | من القواطع شديدة النُدرة. موطنها الأصلي آسيا الشرقيَّة والوُسطى. عُثر في بعض الحالات النادرة على بضع أفرادٍ أو أزواجٍ منها في إسرائيل.                                                                               |
| خطَّاف الأجرف الأوراسي Ptyonoprogne rupestris | -                  | -                                        |      | ن            | من القواطع المألوفة ربيعًا. كثيرًا ما تُشاهد في مُستعمرات تعشيش إلى جانب خفافيش الپيپسترل. تُشكِّلُ مصدر غذاءٍ مُهم للعديد من الجوارح وفي مُقدمتها العواسق المألوفة.                                                     |
| الخطَّاف شاحب الزور Ptyonoprogne obsoleta     | -                  | الباهتة Ptyonoprogne obsoleta perpallida |      | شائع         | من القواطع الربيعيَّة. أكثر موائلها تفضيلًا هي المناطق الصحراويَّة وشبه الصحراويَّة والواحات. |
| سُنُونُوة الحظائر Hirundo rustica              | السُنُونُو            | الصدئيَّة Hirundo rustica rustica          |      | شائع         | أكثر أنواع الخطَّافات شُيوعًا في الشَّام ومن أكثر القواطع الربيعيَّة إلفةً. كثيرًا ما تُشاهد وهي تُعشش في الخرائب والدُور المهجورة أو الفارغة، أو حتَّى المأهولة، خلف أطباق تزيين الجُدران وفي الشُقوق وزوايا المنازل الريفيَّة. |
| السُنُونُوة الأثيوپيَّة Hirundo aethiopica       | -                  | -                                        |      | ن            | من القواطع النادرة. موطنها الرئيسي أفريقيا جنوب الصحراء الكُبرى، وفي بعض الأحيان يُعثر على أفرادٍ شاردة منها في الأقسام الجنوبيَّة من الشَّام.                                                                       |
| السُنُونُوة حمراء الكفل Cecropis daurica       | السُنُونُو            | -                                        |      | شائع         | من القواطع المألوفة ربيعًا. شبيهة بِسُنُونُوة الحظائر، ويُمكن التفريق بينهما عبر اللون الأحمر لِوجه الأخيرة. |
| خطَّاف المنازل المألوف Delichon urbicum       | الخطَّاف             | -                                        |      | شائع         | قسمٌ من جُمهراتها من المُفرخات، يقطع جنوبًا في الشتاء، وقسمٌ آخر من القواطع المألوفة ربيعًا. تعبر أسرابه السماء الشاميَّة أثناء هجرتها للإشتاء في أفريقيا جنوب الصحراء الكُبرى.                                        |

## الذعرات والجُشنات
الرُّتبة: الجواثم   الفصيلة: الذُعريَّة
الفصيلة الذُعريَّة هي مجموعةٌ من الجواثم الصغيرة تتميَّز بأذيالها الطويلة أو المُتوسطة. تشتملُ على الذُعرات، والجُشنات وطويلة البراثن. طُيورٌ حاشرة (آكلة للحشرات)، تُمضي أغلب وقتها وهي تسعى على الأرض وراء قوتها. منها 54 نوعًا حول العالم و14 نوعًا في الشَّام.
| التسمية الشائعة التسمية العلميَّة      | الاسم المحلّي    | النُويعة \ النُويعات التسمية العلميَّة   | صورة | الوضع المحلّي | معلومات |
| ------------------------------------ | --------------- | ------------------------------------ | ---- | ------------ | --- |
| الذُعرة البيضاء Motacilla alba        | أم سكعكع بيضاء  | البيضاء Motacilla alba alba          |      | شائع         | قسمٌ من جُمهراتها مُقيمٌ مُفرخ، والقسم الآخر من القواطع، يعبر سماء الشَّام أثناء الهجرة إلى بُلدان الشرق الأوسط وأفريقيا للإشتاء.                                                   |
| الذُعرة السترينيَّة Motacilla citreola  | أم سكعكع صفراء  | -                                    |      | شائع         | من الطُيور الجبليَّة بالمقام الأوَّل. تصلُ الشام مُهاجرةً من موطنها القُطبي في شمال أوراسيا.                                                                                         |
| الذُعرة الصفراء Motacilla flava       | أم سكعكع صفراء  | الفلدگيَّة Motacilla flava feldegg     |      | شائع         | من الطُيور الجبليَّة بالمقام الأوَّل والقواطع. أغلب الجمهرات تُمضي شتائها في أفريقيا جنوب الصحراء الكُبرى.                                                                         |
| الذُعرة الرَّماديَّة Motacilla cinerea    | أم سكعكع رماديَّة | الرماديَّة Motacilla cinerea cinerea   |      | شائع         | من الطُيور الجبليَّة بالمقام الأوَّل. تُشاهد أغلب الأحيان وهي تسعى بين الصُخور في مناطق الجداول المُتفجرة حيثُ تلتقط الحشرات وغيرها من اللافقاريَّات.                                  |
| جُشنة ريتشارد Anthus richardi         | الجشنة          | السينائيَّة Anthus richardi sinensis   |      | شائع         | تُشاهد غالبًا في الحُقول والأراضي العُشبيَّة والسُهوب حيثُ تعيش على صيد الحشرات والاقتيات على بعض أنواع البُزور.                                                                     |
| الجُشنة السمراء Anthus campestris     | الجشنة          | -                                    |      | شائع         | شديدة الشبه بِدُنقلة ريتشارد، غير أنها أصغر حجمًا وأجنحةً وذيلًا. كما أنَّ منقارها أسودٌ دقيق.                                                                                      |
| جُشنة بلايث Anthus godlewskii         | الجشنة          | -                                    |      | ن            | من القواطع شديدة النُدرة. موطنها الأساسي منغوليا وما جاورها من مناطق وأقاليم. بعض الأفراد تشرد في أحيانٍ قليلة إلى آسيا الغربيَّة بما فيها الشَّام، وإلى أوروپَّا.                  |
| الجُشنة طويلة المنقار Anthus similis  | الجشنة          | -                                    |      | شائع         | شديدة الشبه بالدُنقلة السمراء، حتَّى أنَّ الناظر إليها وهي تسعى على الأرض لا يُمكنه التمييز بينها بِسُهولة. تطنُ الموائل المكشوفة حيثُ تعيش على قنص الحشرات والاقتيات على بعض البُزور. |
| جُشنة الشجر Anthus trivialis          | الجشنة          | -                                    |      | شائع         | من القواطع الشتويَّة. تعبر سماء الشَّام أثناء هجرتها جنوبًا نحو أفريقيا جنوب الصحراء الكُبرى هربًا من صقيع مواطن تفريخها في الشمال الأوراسي.                                       |
| الجُشنة زيتونيَّة الظهر Anthus hodgsoni | الجشنة          | -                                    |      | ن            | من القواطع النادرة. موطنها الأساسي آسيا الشرقيَّة. بعض الأفراد تشرد في أحيانٍ قليلة إلى آسيا الغربيَّة بما فيها الشَّام، وإلى أوروپَّا.                                              |
| جُشنة المُروج Anthus pratensis         | الجشنة          | -                                    |      | شائع         | من القواطع. تصلُ الشَّام للإشتاء هربًا من صقيع موطنها الشمالي في أوروپَّا. |
| الجُشنة حمراء الحلق Anthus cervinus   | الجشنة          | -                                    |      | شائع         | من القواطع. أكثر ما تُشاهد في الغابات الصنوبريَّة، حيثُ يسهل التمييز بينها وبين سائر أنواع الجُشنات خُصوصًا خلال موسم التزاوج عندما تتحوَّل ريشات صدرها إلى اللون الأحمر.            |
| جُشنة الماء Anthus spinoletta         | الجشنة          | -                                    |      | شائع         | من القواطع. أكثر ما تُشاهد في السبخات والمُستنقعات الجبليَّة. أغلب الجُمهرات مُفرخة، والبعض منها يقطع شمالًا وُصولًا إلى بريطانيا.                                                   |
| الجُشنة مُصفرَّة البطن Anthus rubescens  | الجشنة          | اليابانيَّة Anthus rubescens japonicus |      | ن            | من القواطع شديدة النُدرة. موطنها الأساسي أمريكا الشماليَّة وآسيا الشرقيَّة المُعتدلة وسيبيريا. بعض الأفراد تشرد غربًا وُصولًا إلى الشَّام في أحيانٍ نادرة.                              |

## البلابل
الرُّتبة: الجواثم   الفصيلة: البُلبُليَّة
البلابل هي طُيورٌ غرَّيدة مُتوسطة الحجم. بعضُ الأنواع مُزوَّقة تتمتع بِلطخات أو مساحات من اللون الأصفر، أو الأحمر، أو البُرتُقالي، على جوانبها، أو وجنتيها، أو حلقها، أو كفلها، لكنَّ الغالبيَّة العُظمى منها كامدة، يطغى عليها اللون البُني الضارب إلى الزيتوني أو الأسود. بعض الأنواع تتمتع بأعرافٍ بارزة. منها 130 نوعًا حول العالم و3 أنواع في الشَّام.
| التسمية الشائعة التسمية العلميَّة            | الاسم المحلّي | النُويعة \ النُويعات التسمية العلميَّة | صورة | الوضع المحلّي | معلومات |
| ------------------------------------------ | ------------ | ---------------------------------- | ---- | ------------ | --- |
| البُلبُل أصفر العجز Pycnonotus xanthopygos   | البُلبُل       | -                                  |      | شائع         | أكثر أنواع البلابل شُيوعًا في الشَّام، ومن أبرز الطُيور المُفرخة في البلاد. من الطُيور المُحببة إلى الناس بسبب تغريده الرخيم العذب، الأمر الذي جعله هدفًا لِتُجَّار طُيور الأقفاص. |
| البُلبُل أبيض الوجنتين Pycnonotus leucogenys | البُلبُل       | -                                  |      | ن            | من القواطع النادرة. موطنه الرئيسيّ آسيا الوُسطى والجنوبيَّة وُصولًا إلى بعض أنحاء شرق شبه الجزيرة العربيَّة. بعض الجمهرات تشرد غربًا وُصولًا إلى الشَّام.                         |
| البُلبُل أبيض الأُذن Pycnonotus leucotis      | البُلبُل       | -                                  |      | ن            | من القواطع النادرة. موطنه الرئيسيّ آسيا الوُسطى والجنوبيَّة وُصولًا إلى بعض شرق شبه الجزيرة العربيَّة والعراق. بعض الجمهرات تشرد غربًا وُصولًا إلى سوريا وقلَّما تتخطاها.         |

## المُليكات
الرُّتبة: الجواثم   الفصيلة: المُليكيَّة
المُليكات، أو الصَّعوات، هي مجموعةٌ صغيرة من الطُيور كثيرًا ما تُدمج مع دخاخيل العالم القديم، لكنها مُؤخرًا جُعلت فصيلة مُستقلَّة بذاتها بِسبب وُجود تشابه بينها وبين القراقف. منها 7 أنواع حول العالم ونوعًا واحدًا فقط في الشَّام.
| التسمية الشائعة التسمية العلميَّة | الاسم المحلّي | النُويعة \ النُويعات التسمية العلميَّة | صورة | الوضع المحلّي | معلومات |
| ------------------------------- | ------------ | ---------------------------------- | ---- | ------------ | --- |
| ذهبيَّة التاج Regulus regulus     | -            | البتلريَّة Regulus regulus buturlini |      | شائع         | من الجواثم الصغيرة الجذَّابة الأكثر شُيوعًا في الغابات الصنوبريَّة. يُمكن أن تُشاهد زُمر صغيرة منها تطيرُ من شجرةٍ إلى أُخرى في الغابات وهي تُغرِّد تغيردًا خفيضًا حادًا وعالي الطبقة. |

## شمعيَّات الجناح
الرُّتبة: الجواثم   الفصيلة: الذُعريَّة الحريريَّة
شمعيَّات الجناح هي مجموعة من الطُيور ذات الريش الناعم حريريّ الملمس والأطراف الحمراء المُميَّزة لِبعض ريشات الأجنحة. تظهر هذه الأطراف لدى نوعان، وهُما شمعيّ الجناح البوهيمي وشمعي الجناح الأرزي، وكأنها شُموع الختم ومنها اشتُقَّ اسم هذه الفصيلة. تعيشُ هذه الطُيور في الغابات الصنوبريَّة الشماليَّة. وهي تقتات على الحشرات صيفًا وثمار العُلَّيق شتاءً. منها 3 أنواع حول العالم ونوعًا واحدًا في الشَّام.
| التسمية الشائعة التسمية العلميَّة          | الاسم المحلّي | النُويعة \ النُويعات التسمية العلميَّة    | صورة | الوضع المحلّي | معلومات |
| ---------------------------------------- | ------------ | ------------------------------------- | ---- | ------------ | --- |
| شمعي الجناح البُوهيمي Bombycilla garrulus | -            | المُتهكمة Bombycilla garrulus garrulus |      | ن            | تُفرخُ في شماليّ أوراسيا وأمريكا الشماليَّة. وهي قاطعة غير مُنتظمة في الشتاء إلى المناطق المُعتدلة جنوبًا بما فيها الشَّام. |

## الخنَّاق الرمادي
الرُّتبة: الجواثم   الفصيلة: الخنَّاقيَّة
الخنَّاق الرمادي هو طائرٌ شرق أوسطيّ صغير الحجم يُشبه في شكله ونوعيَّة ريشه شمعي الجناح. يغلبُ عليها اللون الرمادي فحسب، عدا الذُكور منها، إذ تتمتَّع بِقناعٍ أسود مُثلث الشكل حول عينيها.
| التسمية الشائعة التسمية العلميَّة     | الاسم المحلّي | النُويعة \ النُويعات التسمية العلميَّة | صورة | الوضع المحلّي | معلومات |
| ----------------------------------- | ------------ | ---------------------------------- | ---- | ------------ | --- |
| الخنَّاق الرمادي Hypocolius ampelinus | -            | -                                  |      | ن            | من القواطع النادرة إلى جنوب الشَّام، وتحديدًا سواحل البحر الأحمر. تُفرخ في الحُقول وأراضي الأشجار القمئيَّة والحدائق، وكثيرًا ما تخرب الكُروم والمزروعات العنبيَّة. |

## النمنمات
الرُّتبة: الجواثم   الفصيلة: الكهفيَّة
النمنمات هي طُيورٌ صغيرة الحجم كثيرًا ما لا تظهر للعيان ولا تُلاحظ إلَّا بسبب تغريدها العالي. لِهذه الطُيور أجنحةٌ قصيرة ومناقير نحيفة معقوفةٌ نحو الأسفل. كثيرٌ من الأنواع ذُيولها مُنتصبةٌ كذلك. جميع الأنواع حاشرة (آكلةٌ للحشرات). منها 80 نوعًا حول العالم (كُلها عدا نوعٌ واحدٌ فقط تعيش في العالم الجديد) ونوعًا واحدًا في الشَّام.
| التسمية الشائعة التسمية العلميَّة           | الاسم المحلّي | النُويعة \ النُويعات التسمية العلميَّة | صورة | الوضع المحلّي | معلومات |
| ----------------------------------------- | ------------ | ---------------------------------- | ---- | ------------ | --- |
| النمنمة الأوراسيَّة Troglodytes troglodytes | -            | -                                  |      | شائع         | القسم الأكبر من الجُمهرة مُقيمٌ مُفرخ، وقسمٌ صغير قاطعٌ شتويّ غير مُفرخ. تُفرخُ غالبًا في الغابات الصنوبريَّة والجبليَّة. |

## الصعوات
الرُّتبة: الجواثم   الفصيلة: البرقوقيَّة
الصعوات أو المُناغيات هي فصيلةٌ من الطُيور المقصورة في وُجودها على الإقليم القُطبي القديم. أحجامها صغيرة، يُهيمن عليها اللون الرمادي أو الأسمر الفاتح مما يُكسبها شكلًا شبيهًا بِشكل العصافير. منها 13 نوعًا حول العالم و5 أنواع في الشَّام.
| التسمية الشائعة التسمية العلميَّة        | الاسم المحلّي | النُويعة \ النُويعات التسمية العلميَّة | صورة | الوضع المحلّي | معلومات |
| -------------------------------------- | ------------ | ---------------------------------- | ---- | ------------ | --- |
| مُناغي الصُرود Prunella collaris         | عصفور الشوك  | -                                  |      | شائع         | أكبر المُناغيات دوون مُنازع، وهو لا يوجد غالبًا وفي الظُروف العاديَّة إلَّا في المُرتفعات العالية حيثُ تكيَّفت للبقاء في الظُروف القاسية. تغريدها عذب وشبيه بتغريد القُنبرات.                               |
| الصعو السيبيري Prunella montanella     | -            | -                                  |      | ن            | من القواطع النادرة. موطنها الرئيسيّ هو سيبيريا والأصقاع المُجاورة لها، وبعض الأفراد تشرد غربًا وُصولًا إلى آسيا وأوروپَّا الغربيتين.                                                                 |
| صعو رادي Prunella montanella           | عصفور الشوك  | -                                  |      | شائع         | من طُيور السُهول الشائعة في الأصقاع المُعتدلة من الشَّام. |
| الصعو أسود الرقبة Prunella atrogularis | عصفور الشوك  | -                                  |      | ن            | من القواطع النادرة. أغلب الجمهرات تشتو في آسيا الجنوبيَّة، وقلَّة منها تشرد غربًا وُصولًا إلى الشَّام.                                                                                                 |
| الكُميت Prunella modularis              | عصفور الشوك  | -                                  |      | شائع         | أحد أكثر المُناغيات شُيوعًا في الشَّام رُغم أنه قلَّما يُشاهد، إذ يُمضي أغلب وقته مُختبئًا بين الجنبات والأسيجة الشجريَّة. أكثر ما يُشاهد في أراضي الأشجار القمئيَّة والغابات الصنوبريَّة الفتيَّة والأراضي البُور. |

## السُّمَّان وأنسباؤها
الرُّتبة: الجواثم   الفصيلة: السُّمنويَّة
السُّمان هي فصيلةٌ من الطيور تتواجد بشكلٍ رئيسيٍّ في العالم القديم. أجسامها مُمتلئة، وريشها ناعم، وحجمها صغيرٌ إلى مُتوسِّط، وأغلبها حاشر (يقتات على الحشرات) وبعضها قارت (آكل لِكُل شيء)، تقتاتُ على الأرض أغلب الأحيان. كثيرٌ من أنواعها يتمتع بِصوتٍ شجيٍّ عذب مُمتع للسامعين. منها 335 نوعًا حول العالم و11 نوعًا في الشَّام.
| التسمية الشائعة التسمية العلميَّة          | الاسم المحلّي | النُويعة \ النُويعات التسمية العلميَّة   | صورة | الوضع المحلّي | معلومات |
| ---------------------------------------- | ------------ | ------------------------------------ | ---- | ------------ | --- |
| سُمنة الصُخور المألوفة Monticola saxatilis | -            | -                                    |      | شائع         | طائرٌ مهده الأراضي الصخريَّة، وهو بِصورةٍ رئيسيَّةٍ طائرٌ أرضيّ، ولو أنه يجثم أيضًا على الأبنية والأشجار والأسلاك المُعلَّقة. للذكر تغريدٌ خازج أو مزماريّ رخيم يُسمع من مسافاتٍ بعيدة.                                |
| سُمنة الصُخور الزرقاء Monticola solitarius | -            | -                                    |      | شائع         | من الطُيور المُفرخة في المناطق الجبليَّة، وفي العادة بالمناطق الأعلى من تلك التي تقطنها سُمنة الصُخور المألوفة.                                                                                            |
| الدُّج المُطوَّق Turdus torquatus             | -            | -                                    |      | شائع         | من القواطع الشتويَّة. تصلُ الشَّام آتيةً من مواطن تفريخها في أوروپَّا والقوقاز والجبال الاسكندناڤيَّة. |
| الشُّحرور المألوف Turdus merula            | الشحرور      | -                                    |      | شائع         | من أكثر أنواع السُّمَّان والجواثم شُيوعًا في الشَّام. يتردد غناؤها الرخيم المزماري بشكلٍ شائعٍ فوق مناطق شاسعة من بيئتها. وهي من أكثير الطُيور انتشارًا في الأحراج والحدائق العامَّة وغيرها.                       |
| السُّمنة أُم حاجب Turdus obscurus           | -            | -                                    |      | ن            | من القواطع شديدة النُدرة. موطنها الرئيسي هو الغابات الشماليَّة في سيبيريا، وفي سنة 1996م شوهد فردٌ منها في مدينة إيلات بإسرائيل، وفي سنة 2007م، أعلن مركز مُراقبة طُيور القُدس عن ضبط طائرٍ منها في المدينة. |
| السُّمنة قاتمة الحلق Turdus ruficollis     | -            | -                                    |      | ن            | من السُّمَّان الضخمة، وهي من القواطع النادرة إلى الشَّام. موطنها الرئيسي هو آسيا الشماليَّة، وتشتي في شبه القارَّة الهنديَّة وجوارها، وبضعة أفراد منها تشرد غربًا وُصولًا إلى الشَّام وأوروپَّا.                        |
| السُّمنة الداكنة Turdus eunomus            | -            | -                                    |      | ن            | من القواطع النادرة إلى الشَّام. موطنها الرئيسي هو سيبيريا، وتشتي في شبه القارَّة الهنديَّة وجوارها، وبضعة أفراد منها تشرد غربًا وُصولًا إلى الشَّام وأوروپَّا.                                                    |
| سُمنة الحُقول Turdus pilaris               | الدُج         | -                                    |      | شائع         | من أكثر الأنواع شُيوعًا في الشَّام، ولو أنه من القواطع الشتويَّة غالبًا. تقتات على ضُروبٍ كثيرةٍ من اللافقاريَّات فضلًا عن الأطعمة النباتيَّة من شاكلة البُزور والثمار.                                              |
| السُّمنة حمراء الجناح Turdus iliacus       | -            | الحُرقفيَّة Turdus iliacus iliacus      |      | شائع         | من القواطع الشتويَّة. تصلُ الشَّام خلال أوائل الشتاء هربًا من صقيع موطنها الأوروپيّ. |
| السُّمنة المُغرِّدة Turdus philomelos         | السُّمُّن        | النمطيَّة Turdus philomelos philomelos |      | شائع         | من القواطع الشتويَّة. تصلُ الشَّام خلال أوائل الشتاء هربًا من صقيع موطنها الأوروپيّ. |
| سُمنة الدبق Turdus viscivorus             | السُّمُّن        | النمطيَّة Turdus viscivorus viscivorus |      | شائع         | من القواطع الشتويَّة. تصلُ الشَّام خلال أوائل الشتاء هربًا من صقيع موطنها الأوروپيّ. |

## دخاخيل الجنبات
الرُّتبة: الجواثم   الفصيلة: الفصيَّة
دخاخيل الجنبات هي دخاخيل توجد بشكلٍ رئيسيٍّ في المناطق الدافئة من العالم القديم. وهي غالبًا طُيورٌ صغيرة الحجم ذات ريشٍ أسمر ضارب للبُنيّ أو الرمادي، ويُمكن العُثور عليها في المناطق المكشوفة مثل الأراضي العُشبيَّة وبلاد الأشجار القمئيَّة. منها 111 نوعًا حول العالم و3 توجد في الشَّام.
| التسمية الشائعة التسمية العلميَّة          | الاسم المحلّي | النُويعة \ النُويعات التسمية العلميَّة        | صورة | الوضع المحلّي | معلومات |
| ---------------------------------------- | ------------ | ----------------------------------------- | ---- | ------------ | --- |
| الفُصيَّة Cisticola juncidis                | -            | -                                         |      | شائع         | طُيورٌ خجولة مُتململة مشهورة بِتغريدها. من طُيور الأراضي الواطئة في الأساس، إلَّا أنها قد تتواجد على ارتفاعاتٍ تصل إلى 1,330 مترًا عن سطح البحر.                            |
| الدَّبساء الذيل القلقة Scotocerca inquieta | -            | -                                         |      | شائع         | تُوجد على ارتفاعاتٍ شاهقة كما قد توجد على السُفوح الجبليَّة الأكثر انخفاضًا. تتغذى بالحشرات والحلزونات الصغيرة والبُزور، وتميل إلى البقاء مُختفية في الغطاء الشجري الكثيف. |
| البرنية الرشيقة Prinia gracilis          | -            | النجميَّة البيضاء Prinia gracilis akyildizi |      | شائع         | النُويعة قاطنة الشَّام وجنوب الأناضول هي الأكثر تقليمًا وقتامةً من حيثُ اللون، وهي كثيرًا ما تُشاهد في المناطق الواطئة.                                                    |

## دخاخيل العالم القديم
الرُّتبة: الجواثم   الفصيلة: الدُّخليَّة
الفصيلة الدُّخليَّة هي مجموعة من الجواثم صغيرة الحجم الحاشرة. أغلب الأنواع مُقيمةٌ مُفرخة، وكما يوحي اسمها، فإنها تنتشر عبر أوروپَّا وآسيا وأفريقيا. أغلب الأنواع غير مُميزة من حيثُ الشكل، وريشها غير مُبهرج، لكنَّ تغريدها عذب يُطرب السامعين. منها 291 نوعًا حول العالم و42 نوعًا في الشَّام.
| التسمية الشائعة التسمية العلميَّة                  | الاسم المحلّي  | النُويعة \ النُويعات التسمية العلميَّة          | صورة | الوضع المحلّي | معلومات |
| ------------------------------------------------ | ------------- | ------------------------------------------- | ---- | ------------ | --- |
| هازجة سيتي Cettia cetti                          | -             | -                                           |      | شائع         | طُيورٌ صغيرة مُمتلئة الجسم إلى حدٍ ما بذيلٍ قصيرٍ مُتدرِّج. تقطنُ السبخات وقِصار الشجر على طول أحواض القصب إلى جانب الجنبات الكثيفة وأطراف الحُقول الزراعيَّة. |
| هازجة الجنادب المألوفة Locustella naevia         | -             | -                                           |      | ن            | هازجة الجنادب طائرٌ لا يُمكنُ تمييزه بالنظر، غير أنَّ تغريدها اللاعادي مشهورٌ جدًا، إذ أنَّ الطائر قادرٌ على جعله يبدو وكأنهُ صادرٌ من مكانٍ غير موقع جثومه، تمامًا كما يفعل المُتكلمين من بطنهم. تشتو في الشَّام في أحيانٍ قليلةٍ فقط.                                       |
| هازجة الأوراق الپالاسيَّة Phylloscopus proregulus  | -             | -                                           |      | ن            | من القواطع النادرة. موطنها الرئيسي آسيا الشرقيَّة، لكن كثيرًا ما يتم التبليغ عن مُشاهدتها في الأجزاء الغربيَّة من آسيا وحتَّى في أوروپَّا. |
| هازجة الأنهار Locustella fluviatilis             | -             | -                                           |      | شائع         | من المُفرخات الصيفيَّة. تشتو في أفريقيا الشرقيَّة. |
| هازجة ساڤي Locustella luscinioides               | -             | -                                           |      | شائع         | من المُفرخات الصيفيَّة. تشتو في أفريقيا جنوب الصحراء الكُبرى بما فيها أفريقيا الشرقيَّة. |
| الهازجة أم شارب Acrocephalus melanopogon         | -             | -                                           |      | شائع         | نوعٌ متينُ البُنية يبدو أشبه ببُلبُل منه بِهازجة. يتحلَّى الذكر وحده بخطٍ أسود على الوجنة، هو الذي أكسب النوع اسمه. تغريد الذُكور منها عذب يُشبه تغريد السُّمَّان. |
| هازجة السُّعد Acrocephalus schoenobaenus           | -             | -                                           |      | شائع         | من المُفرخات الصيفيَّة، تشتو في أفريقيا جنوب الصحراء الكُبرى. الذكر منها يظهر للعيان خِلال بواكير موسم التفريخ. تقطن أحراج الصفصاف وحُفر المُستنقعات وضفاف البُحيرات ومزارع الصنوبريَّات.                                                                            |
| هازجة حقل الأرز Acrocephalus agricola            | -             | -                                           |      | ن            | من القواطع النادرة. موطنها الرئيسيّ آسيا الجنوبيَّة في الهند وپاكستان. يُعثرُ في بعض الأحيان على بضعة أفراد شاردة منها. |
| هازجة القصب الأوراسيَّة Acrocephalus scirpaceus    | -             | -                                           |      | شائع         | من المُفرخات الصيفيَّة، تشتو في أفريقيا جنوب الصحراء الكُبرى، وهي من الأنواع التي تسطوا الوقواقات على أعشاشها بصورةٍ دوريَّة للتطفل على أعشاشها. |
| هازجة قصب بلايث Acrocephalus dumetorum           | -             | -                                           |      | ن            | من القواطع النادرة. موطنها الرئيسيّ آسيا الجنوبيَّة في الهند وپاكستان. يُعثرُ في بعض الأحيان على بضعة أفراد شاردة منها. |
| هازجة البطائح Acrocephalus palustris             | -             | -                                           |      | شائع         | من المُفرخات الصيفيَّة، تشتو في أفريقيا جنوب الصحراء الكُبرى. |
| هازجة القصب الكبيرة Acrocephalus arundinaceus    | -             | -                                           |      | شائع         | أكبر الهوازج الشاميَّة قدًا بلا مُنازع. تُفرخ في الشَّام خلال الصيف وتقطع جنوبًا إلى أفريقيا للإشتاء. مسكنها الرئيسي هو غابات القصب إلى جانب السبخات والمُستنقعات.                                                                                                  |
| هازجة القصب المشرقيَّة Acrocephalus orientalis     | -             | -                                           |      | ن            | من القواطع النادرة. موطنها الرئيسي هو آسيا الشماليَّة، وتشتو في جنوب شرق آسيا والهند. بعض الأفراد تشرد غربًا وُصولًا إلى الكُويت والعراق والبلاد الشاميَّة. |
| هازجة القصب الصاخبة Acrocephalus stentoreus      | -             | -                                           |      | شائع         | من المُفرخات المُقيمة طيلة السنة. شديدة الشبه بِهازجة القصب الكبيرة، إلَّا أنَّ الأخيرة أكثر تلونًا على القسم السُفلي من جسدها. |
| الهازجة المُنتعلة Iduna caligata                  | -             | -                                           |      | ن            | من القواطع النادرة. موطنها الرئيسي هو آسيا الشرقيَّة وشبه القارَّة الهنديَّة. بعض الأفراد تشرد غربًا وُصولًا إلى الشَّام. |
| الهازجة الزيتونيَّة الشرقيَّة Iduna pallida          | الخنشع المطرق | -                                           |      | شائع         | من المُفرخات الشائعة. كثيرًا ما تُشاهد في الأحراج والبساتين وبعض الأراضي المكشوفة من شاكلة الحُقول المحروثة. |
| هازجة الزيتون Hippolais olivetorum               | الخنشع المطرق | -                                           |      | شائع         | من المُفرخات الشائعة. تقطع شتاءً إلى أفريقيا الشرقيَّة والجنوبيَّة. |
| الهازجة الليمونيَّة Hippolais icterina             | خنشع الليمون  | -                                           |      | شائع         | من المُفرخات الشائعة. تقطع شتاءً إلى أفريقيا الشرقيَّة والجنوبيَّة. |
| النقشارة Phylloscopus trochilus                  | النقشارة      | النمطيَّة Phylloscopus trochilus trochilus    |      | شائع         | من القواطع الشائعة. تغريدها مألوفٌ في أواخر الخريف وأوائل الربيع في الأحراج والجنبات والبساتين. |
| الشفشافة المألوفة Phylloscopus collybita         | الشفشافة      | النمطيَّة Phylloscopus collybita collybita    |      | شائع         | من القواطع الشائعة. تصلُ الشَّام من أوروپَّا الشرقيَّة غالبًا خلال الشتاء. بعضُ الأزواج تُفرخ وتُعشش في الشَّام قبل عودتها إلى موطنها الشمالي. |
| شفشافة الجبال Phylloscopus sindianus             | الشفشافة      | -                                           |      | شائع         | من الأوابد. تُفرخُ على المُرتفعات الجبليَّة العالية، وفي الشتاء تنتقل إلى ارتفاعاتٍ أقل هربًا من صقيع الأعالي. |
| هازجة الغياض Phylloscopus sibilatrix             | -             | -                                           |      | شائع         | من القواطع الشتويَّة. تعبر سماء البلاد الشَّاميَّة أثناء هجرتها نحو مواطن إشتائها في أفريقيا الاستوائيَّة. |
| الهازجة القاتمة Phylloscopus fuscatus            | -             | -                                           |      | ن            | من القواطع النادرة. موطنها الرئيسي هو آسيا الشرقيَّة. بعض الأفراد تشرد غربًا وُصولًا إلى الشَّام. |
| هازجة رادي Phylloscopus schwarzi                 | -             | -                                           |      | ن            | من القواطع النادرة. موطنها الرئيسي هو سيبيريا وبعضٌ من نواحي آسيا الشماليَّة. تشتو في جنوب شرق آسيا، وبعض الأفراد تشرد غربًا وُصولًا إلى الشَّام. |
| الهازجة ليمونيَّة الكفل Phylloscopus chloronotus   | -             | -                                           |      | ن            | من القواطع النادرة. موطنها الرئيسي هو سيبيريا وبعضٌ من نواحي آسيا الشماليَّة. تشتو في جنوب شرق آسيا، وبعض الأفراد تشرد غربًا وُصولًا إلى الشَّام. |
| الهازجة صفراء الحاجب Phylloscopus inornatus      | -             | -                                           |      | شائع         | من المُفرخات الصيفيَّة. شائعة في الغابات الجبليَّة والواطئة على حدٍ سواء. |
| هازجة هيوم الورقيَّة Phylloscopus humei            | -             | -                                           |      | شائع         | من المُفرخات الآبدة. تُعشش على ارتفاعاتٍ شاهقة في الجبال الصخريَّة غالبًا، وكذلك في الغابات الصنوبريَّة المُرتفعة. |
| الهازجة المُخضرَّة Phylloscopus trochiloides        | -             | الخضراء Phylloscopus trochiloides viridanus |      | ن            | من القواطع النادرة. موطنها الرئيسي آسيا الشماليَّة، على أنها تُرى بشكلٍ سنويٍّ نمطيّ في أوروپَّا وآسيا الغربيَّة بما فيها الشَّام. |
| أبو قلنسوة Sylvia atricapilla                    | -             | الدمهولزيَّة Sylvia atricapilla dammholzi     |      | شائع         | من القواطع الشتويَّة المألوفة. من السهل في الغالب مُلاحظة هذا الطائر الصغير النشيط المُفعم بالحياة وهو يُمشط الورق في الأشجار بحثًا عن الحشرات. للذكر تغريدٌ مُتموِّج أو خريريّ زاخر بالنغمات الغنيَّة الصافية، ويُمكن تمييزه عن الأنثى من خلال قلنسوته السوداء اللامعة. |
| هازجة الحدائق Sylvia borin                       | الدُخلة        | الوودورديَّة Sylvia borin woodwardi           |      | شائع         | من القواطع الشتويَّة المألوفة. تعبر سماء الشَّام أثناء توجهها جنوبًا نحو مواطن إشتائها في أفريقيا جنوب الصحراء الكُبرى. |
| الهازجة بيضاء الحلق المألوفة Sylvia communis     | -             | -                                           |      | شائع         | من المُفرخات الشتويَّة. تصلُ أسرابها البُلدان الشَّاميَّة هربًا من صقيع موطنها الشمالي، وكثيرٌ من الأزواج تُعشش وتُفرخ في الشَّام قبل عودتها شمالًا مُجددًا. |
| الهازجة بيضاء الحلق الصُغرى Sylvia curruca        | -             | -                                           |      | شائع         | من المُفرخات الشتويَّة. تصلُ أسرابها البُلدان الشَّاميَّة هربًا من صقيع موطنها الشمالي، وكثيرٌ من الأزواج تُعشش وتُفرخ في الشَّام قبل عودتها شمالًا مُجددًا. |
| هازجة الصحراء الآسيويَّة Sylvia nana               | -             | -                                           |      | شائع         | من المُفرخات الآبدة. خُصوصًا في المناطق الصحراويَّة وشبه الصحراويَّة من الشَّام. بعض الجمهرات قاطنة أقصى أوروپَّا الشرقيَّة تشتو في الشَّام وقد تتهجَّن مع الجمهرات المحليَّة.                                                                                                |
| الهازجة المُقلَّمة Sylvia nisoria                   | -             | المُقلَّمة Sylvia nisoria nisoria              |      | شائع         | من المُفرخات الصيفيَّة. بعض الجمهرات تشتو حتَّى أفريقيا الشرقيَّة الاستوائيَّة. |
| الهازجة الأورفيوسيَّة الشرقيَّة Sylvia crassirostris | -             | -                                           |      | شائع         | من المُفرخات الصيفيَّة. بعض الجمهرات تشتو في أفريقيا جنوب الصحراء الكُبرى. |
| الهازجة العربيَّة Sylvia leucomelaena              | -             | النقبيَّة Sylvia leucomelaena negevensis      |      | شائع         | من المُفرخات الآبدة في الصحاري الشاميَّة الجنوبيَّة. كثيرًا ما ترتبط بِواحات ورقعات أشجار السنط. |
| هازجة روپل Sylvia rueppelli                      | -             | -                                           |      | شائع         | من القواطع الشتويَّة. تصلُ الشَّام هربًا من صقيع موطنها الأوروپي. بعضُ الأسراب تستمر بِهجرتها نحو أفريقيا. |
| دُخلة الصُرود Sylvia cantillans                    | -             | بيضاء التقليم Sylvia cantillans albistriata |      | شائع         | من المُفرخات الآبدة إجمالًا. قسمٌ من الجمهرة يشتو على أطراف الصحراء الكُبرى. |
| الهازجة السردينيَّة Sylvia melanocephala           | -             | المُستهجنة Sylvia melanocephala momus        |      | شائع         | من المُفرخات الآبدة. بعض الجُمهرات تنزح من منطقة لِأُخرى خلال الشتاء دون أن تقطع إلى أقطار أو أقاليم أُخرى. |
| دُخلة قبرص Sylvia melanothorax                    | -             | -                                           |      | شائع         | من المُفرخات الآبدة. بعض الجُمهرات تنزح من منطقة لِأُخرى خلال الشتاء وبعضها قد يصل مصر والعراق والسُعُوديَّة. |
| الدُخيخلة Sylvia mystacea                         | -             | الحمراء Sylvia mystacea rubescens           |      | شائع         | من المُفرخات الآبدة. أكثر ما تُشاهد في المناطق الداخليَّة وفي الأحراج المكشوفة وأراضي الأشجار القمئيَّة. |
| الهازجة أُم نظَّارة Sylvia conspicillata            | -             | -                                           |      | شائع         | من المُفرخات الآبدة. بعض الجمهرات الشماليَّة قد تقطع شتاءً حتَّى مصر وتُخوم الصحراء الكُبرى. |

## خطَّافات ذُباب العالم القديم
الرُّتبة: الجواثم   الفصيلة: خطَّافات ذُباب العالم القديم
خطَّافات ذُباب العالم القديم هي مجموعةٌ ضخمة من الجواثم صغيرة الحجم المقصورة في وُجودها على العالم القديم. أغلب الأنواع حاشرة (آكلةٌ للحشرات) تقنُصُ الحشرات الكامنة في الأشجار. يختلفُ مظهر هذه الطُيور اختلافًا واسعًا باختلاف أنواعها، إلَّا أنَّ أغلبها تشترك في تغريداتها الضعيفة ونداءاتها الأجشَّة. منها 274 نوعًا حول العالم و36 نوعًا في الشَّام.
| التسمية الشائعة التسمية العلميَّة                    | الاسم المحلّي | النُويعة \ النُويعات التسمية العلميَّة                   | صورة | الوضع المحلّي | معلومات |
| -------------------------------------------------- | ------------ | ---------------------------------------------------- | ---- | ------------ | --- |
| خطَّاف الذُباب المُرقَّط Muscicapa striata               | -            | -                                                    |      | شائع         | من المُفرخات الصيفيَّة. تقطعُ شتاءً إلى أفريقيا جنوب الصحراء الكُبرى. يُعتقد أنَّ أعداده تتراجع في مُختلف أنحاء موطنه بِسبب استعمال مُبيدات الآفات المُكثَّف، الأمر الذي أدَّى إلى نُضوب مخزون غذاءه من الحشرات.                           |
| خطَّاف الذُباب الأوروپي الأبقع Ficedula hypoleuca     | -            | -                                                    |      | شائع         | من المُفرخات الصيفيَّة. تقطعُ شتاءً إلى أفريقيا الغربيَّة. أكثر ما تُشاهد في غابات وأحراج السنديان. |
| خطَّاف الذُباب المُطوَّق Ficedula albicollis             | -            | -                                                    |      | شائع         | من المُفرخات الصيفيَّة. تقطعُ شتاءً إلى أفريقيا جنوب الصحراء الكُبرى. أكثر ما تُشاهد في الأحراج النفضيَّة والمُنتزهات والحدائق. |
| خطَّاف الذُباب شبه المُطوَّق Ficedula semitorquata       | -            | -                                                    |      | شائع         | من المُفرخات الصيفيَّة. تقطعُ شتاءً إلى أفريقيا جنوب الصحراء الكُبرى. شديد الشبه بِخطَّاف الذُباب المُطوَّق، إلَّا أنه أكبر حجمًا، ويأتي وسطًا بين النوع الأخير وخطَّاف الذُباب الأوروپي الأبقع.                                             |
| خطَّاف الذُباب أحمر الصدر Ficedula parva              | -            | -                                                    |      | شائع         | من المُفرخات الصيفيَّة. تقطعُ شتاءً إلى آسيا الجنوبيَّة. |
| خطَّاف الذُباب الأزرق والأبيض Cyanoptila cyanomelana  | -            | -                                                    |      | د - ن؟       | من الأنواع الدخيلة، شوهد في محميَّة أرز الشوف بجبل لُبنان لِمرَّةٍ واحدة أو بضع مرَّات. نظرًا لأنَّ موطنه الأصلي هو آسيا الشرقيَّة، ولأنَّهُ من الأنواع المُهاجرة، فقد يُحتمل أن يكون من القواطع شديدة النُدرة أو الشاردة.                   |
| أبو الحنَّاء الأوروپي Erithacus rubecula             | أبو الحن     | -                                                    |      | شائع         | أحد أشهر أنواع الجواثم عُمومًا وخطَّافات الذُباب خُصوصًا، وهو من الطُيور المُحببة لِتغريده العذب الرقراق. مألوفٌ شتاءً بالأخص. يُسمَّى «أبو الحن» لِشبه لون صدره الأمغر بِلون صباغ الحنَّاء.                                                |
| السُمنة الهزاريَّة Luscinia luscinia                  | -            | -                                                    |      | شائع         | من القواطع الشتويَّة. شديدة الشبه بالهزار من حيث اللون، وتُقارب أبو الحنَّاء من حيثُ الحجم. يُمكن تمييزها عن الهزار لانعدام اللون الأمغر عند طرف ذيلها.                                                                         |
| الهَزَار المألوف Luscinia megarhynchos               | العندليب     | -                                                    |      | شائع         | من الجواثم الشائعة والطُيور المُحببة لِتغريدها العذب والجميل. يُغرِّد في الليل كما في النهار، وكثيرًا ما يُشاهد بين الجنبات وهو يبحث عن طعامه المُكوَّن من الحشرات بِصفةٍ رئيسيَّة.                                                     |
| أزرق الحلق Luscinia svecica                        | -            | -                                                    |      | شائع         | من طُيور الجبال بِصفةٍ رئيسيَّة. مسكنها الرئيسي هو المُروج الجبليَّة والسُفوح الصخريَّة الجافَّة والأراضي المُبتلَّة ذات الجنبات. تغريده أكثر رنينًا من تغريد الهزار ووقفته على الأرض أكثر انتصابًا من وقفة أبو الحنَّاء.                    |
| أبو الحنَّاء الحرجي بُرتُقالي الخاصرة Luscinia svecica | -            | -                                                    |      | ن            | من القواطع النادرة، موطنها الرئيسي آسيا الشماليَّة وشمال شرق أوروپَّا، وبعض الجمهرات تشرد وُصولًا حتَّى الشَّام. |
| أبو الحنَّاء أبيض الحلق Irania gutturalis            | -            | -                                                    |      | شائع         | يُشبهُ الهزار في مشيته، إذ يتنقل على الأرض في قفزات، وقد تدلَّى جناحاه. أكثر ما يُشاهد في السُفوح الصخريَّة ذات الجنبات وبوادي السنديان حتَّى ارتفاع 2,850 متر، وفي الشتاء يُمكن رؤيته في الأشجار القصيرة على امتداد أحواض الأنهار. |
| أبو الحنَّاء الحرجي الأمغر Cercotrichas galactotes   | -            | -                                                    |      | شائع         | شائعٌ في الأراضي العشباء المكشوفة وأراضي الأشجار القمئيَّة والأراضي الصخريَّة والواحات والحدائق العامَّة. شكلُ هذه الطُيور وسط بين السُّمَّان والدُّخَّل، وغناء الذكر غنيّ مزماريّ.                                                         |
| أبو الحنَّاء الحرجي الأسود Cercotrichas podobe       | -            | -                                                    |      | شائع         | شائعٌ في السڤناء الجافَّة بِشكلٍ خاص، بالإضافة إلى المناطق شبه الصحراويَّة. |
| الحُميراء مغراء الظهر Phoenicurus erythronotus      | -            | -                                                    |      | ن            | موطنها الرئيسي المناطق الجبليَّة في آسيا الوُسطى. تقطعُ جنوبًا لِتشتو في الهند وپاكستان وإيران وجنوب العراق. بعضُ الجمهرات تشرد غربًا وُصولًا إلى تُركيا والشَّام.                                                                    |
| الحُميراء السوداء Phoenicurus ochruros              | -            | الشبه مغراء Phoenicurus ochruros semirufus           |      | شائع         | تتميَّز النُويعة قاطنة الشَّام بغزارة السواد في قسمها العُلويّ، وهي أكثر ما تُشاهد في التلال الجبليَّة الصخريَّة. |
| الحُميراء المألوفة Phoenicurus phoenicurus          | -            | الجنوبيَّة الشرقيَّة Phoenicurus phoenicurus samamisicus |      | شائع         | إحدى الأنواع شديدة الشُيوع. أكثر ما تُشاهد في الغابات ذات الفسحات والأراضي البُور والأراضي السبخة ذات الأشجار المُتفرِّقة والحدائق العامَّة والبساتين. تقطع شتاءً حتَّى شبه الجزيرة العربيَّة وأفريقيا الشرقيَّة.                       |
| القُليعي السيبيري Saxicola maurus                   | -            | الأرمنيَّة Saxicola maurus armenicus                   |      | شائع         | من القواطع الشتويَّة. تصلُ الشَّام هربًا من صقيع موطنها الشمالي، وتُفرخ قبل أن تعود شمالًا. |
| القُليعي الأحمر Saxicola rubetra                    | -            | -                                                    |      | شائع         | من المُفرخات الصيفيَّة. تقطع شتاءً حتَّى أفريقيا الوُسطى. أكثر ما تُشاهد في المناطق العشباء ذات الجنبات المُتناثرة. |
| القُليعي الأوروپي Saxicola rubicola                 | -            | الصافرة Saxicola rubicola rubicola                   |      | شائع         | من الجواثم المألوفة. أكثر ما تُشاهد على الشواطئ الرمليَّة وفي الأراضي العشباء والبراح ذات الشُجيرات المُتناثرة. |
| قُليعي الجنبات الأبقع Saxicola caprata              | -            | المُحمرَّة Saxicola caprata rossorum                    |      | ن            | من القواطع النادرة. موطنها الرئيسي آسيا الوُسطى والجنوبيَّة. بعض الجُمهرات تشرد غربًا وُصولًا إلى الشَّام. |
| الأبلق أبيض التاج Oenanthe leucopyga               | -            | -                                                    |      | شائع         | من المُفرخات الآبدة. موطنها الرئيسيّ الصحاري الصخريَّة. |
| الأبلق أبو طاقيَّة Oenanthe monacha                  | -            | -                                                    |      | شائع         | من المُفرخات الآبدة. موطنها الرئيسيّ الصحاري الصخريَّة. |
| الأبلق الأسود Oenanthe leucura                     | -            | -                                                    |      | ن            | من القواطع نادرة العُبور. موطنها الرئيسيّ المغرب الأقصى وشبه الجزيرة الأيبيريَّة. بعضُ الأفراد تشرد شرقًا وُصولًا إلى الشَّام حيثُ تُفرخ على المُنحدرات الصخريَّة.                                                                      |
| الأبلق الشمالي Oenanthe oenanthe                   | أبو بليق     | -                                                    |      | شائع         | من القواطع الشتويَّة المألوفة. تصلُ الشَّام هربًا من صقيع مواطنها الشماليَّة، وكثيرًا ما تُفرخ في جُحور الأرانب المهجورة. |
| الأبلق الحزين Oenanthe lugens                      | أبو بليق     | -                                                    |      | شائع         | من المُقيمات المُفرخة، كثيرًا ما تُشاهد في ضُروبٍ مُتنوعةٍ من الموائل الطبيعيَّة، إلَّا أنَّ أكثر ما تُفضله هو الأماكن الجرداء. |
| الأبلق الفينشي Oenanthe finschii                   | أبو بليق     | -                                                    |      | شائع         | من المُقيمات المُفرخة. موطنها الرئيسي هو المناطق شبه الصحراويَّة والتلال الصخريَّة. |
| الأبلق المُتبدِّل Oenanthe picata                     | أبو بليق     | -                                                    |      | ن            | من القواطع النادرة. موطنهُ الرئيسيّ صحاري آسيا الوُسطى وأطراف شبه الجزيرة العربيَّة الشرقيَّة. بعضُ الأفراد تشرد غربًا وُصولًا إلى الشَّام.                                                                                           |
| الأبلق أحمر الكفل Oenanthe moesta                  | أبو بليق     | -                                                    |      | شائع         | من المُفرخات الشائعة. أكثر ما تُشاهد في أراضي الأشجار القمئيَّة. |
| الأبلق الأبقع Oenanthe pleschanka                  | أبو بليق     | -                                                    |      | شائع         | من المُفرخات الشائعة. أكثر ما تُشاهد في الأراضي الهضابيَّة الصخريَّة، وقد تُشاهد أيضًا في الأراضي العُشبيَّة. تقطع شتاءً نحو أفريقيا الشماليَّة والشرقيَّة.                                                                              |
| أبلق قبرص Oenanthe cypriaca                        | أبو بليق     | -                                                    |      | شائع         | من المُفرخات الشائعة. تقطع شتاءً نحو أفريقيا الشماليَّة والشرقيَّة. |
| الأبلق أسود الأُذن Oenanthe hispanica               | أبو بليق     | سوداء الحدقة Oenanthe hispanica melanoleuca          |      | شائع         | من المُفرخات الشائعة. بعض الجمهرات تقطع شتاءً نحو أفريقيا الشماليَّة. |
| الأبلق أحمر الذيل Oenanthe chrysopygia             | أبو بليق     | -                                                    |      | ن            | من المُفرخات النادرة. موطنها الأصلي آسيا الوُسطى والأناضول والقوقاز. بعضُ الأفراد تنزح نحو الشَّام في بعض الأحيان. |
| أبلق البادية Oenanthe deserti                      | أبو بليق     | -                                                    |      | شائع         | من المُفرخات الآبدة. تقطن الأراضي البُور والسَّواحل والممرات الجبليَّة الصخريَّة. كثيرٌ من الجمهرات الجبليَّة تنزح إلى السواحل شتاءً هربًا من بُرودة الجو والصقيع.                                                                     |
| الأبلق الأشهب Oenanthe deserti                     | أبو بليق     | -                                                    |      | شائع         | من المُفرخات الآبدة. تقطن الأراضي المكشوفة والسُهوب والهضاب المُرتفعة. |
| السُّويدائيَّة Cercomela melanura                      | -            | -                                                    |      | شائع         | من المُفرخات الآبدة. أكثر ما تُشاهد في الصحاري الصخريَّة وسُفوح الجبال. |

## المهاذير
الرُّتبة: الجواثم   الفصيلة: الطِّماليَّة
طُيورٌ من أقدارٍ صغيرةٍ إلى مُتوسطةٍ تُشبهُ السُّمَّان. الريش مُنوِّع: بُنيّ ورماديّ لدى كثيرٍ من الأنواع؛ أكثرُ زهاءً مع أحمر وأزرق وأصفر في أنواعٍ كثيرةٍ من أنواع الغابات المُكتظَّة. الجنسان مُتشابهان، خلا بعض المجموعات الغنيَّة بالألوان. منها 256 نوعًا حول العالم ونوعان في الشَّام.
| التسمية الشائعة التسمية العلميَّة     | الاسم المحلّي | النُويعة \ النُويعات التسمية العلميَّة | صورة | الوضع المحلّي | معلومات |
| ----------------------------------- | ------------ | ---------------------------------- | ---- | ------------ | --- |
| المهذار العربي Turdoides squamiceps | -            | -                                  |      | شائع         | من طُيور البوادي والصحاري الشائعة. تُشاهد في ضُروبٍ واسعةٍ من الموائل الطبيعيَّة، انطلاقًا من أراضي الأشجار القمئيَّة والسڤناء وُصولًا إلى الجبال الجرداء والمُتوسطيَّة. |
| مهذار العراق Turdoides altirostris  | -            | -                                  |      | شائع         | طُيورٌ شائعةٌ في بادية الشَّام. كثيرًا ما تُعلن عن أنفسها بواسطة صوتها، وقلَّما تُشاهد في حالة الطيران، بل تُمضي أغلب أوقاتها وهي تسعى على الأرض.                    |

## ببغاويَّة المنقار
الرُّتية: الجواثم   الفصيلة: النَّقيضيَّة
ببغاويَّات المنقار هي مجموعةٌ من الطُيور تستوطنُ آسيا الشرقيَّة والجنوبيَّة الشرقيَّة، ومنها جُمهراتٌ وحشيَّة دخيلة في الكثير من أنحاء العالم. أغلب الأنواع صغيرة الحجم، وطويلة الذيل تسكنُ أحواض القصب وما شابه من الموائل الطبيعيَّة. منها 20 نوعًا حول العالم ونوعًا واحدًا في الشَّام.
| التسمية الشائعة التسمية العلميَّة  | الاسم المحلّي | النُويعة \ النُويعات التسمية العلميَّة | صورة | الوضع المحلّي | معلومات |
| -------------------------------- | ------------ | ---------------------------------- | ---- | ------------ | --- |
| القُرقُف المُلتحي Panurus biarmicus | أبو ذقن      | -                                  |      | شائع - ن     | طُيورٌ شائعة في بعض أنحاء الشَّام، وتخف كثافة جُمهراتها في بعض المناطق الأُخرى خُصوصًا الجنوبيَّة. مسكنها الرئيسي أحواض القصب، وهي مُفرخةٌ آبدة، تنزع إلى التجمُّع في أسرابٍ خلال فصل الخريف لِتقوم بِتنقُلاتٍ جماعيَّةٍ بعيدًا عن رُبوع تفريخها. |

## القراقف طويلة الذيل
الرُّتبة: الجواثم   الفصيلة: القُرقُفيَّة طويلة الذيل
القراقف طويلة الذيل هي مجموعةٌ من الجواثم صغيرة الحجم ذات أذيالِ طويلةٍ إلى مُتوسطة. أعشاشُها في الأشجار، والعُشُّ مُقبب منسُوجٌ نسجًا. أغلب الأنواع تقتاتُ على مصادر غذائيَّةٍ مُتنوعة من الحشرات والبُزور. منها 9 أنواع في العالم ونوعًا واحدًا في الشَّام.
| التسمية الشائعة التسمية العلميَّة       | الاسم المحلّي | النُويعة \ النُويعات التسمية العلميَّة | صورة | الوضع المحلّي | معلومات |
| ------------------------------------- | ------------ | ---------------------------------- | ---- | ------------ | --- |
| القُرقُف طويل الذيل Aegithalos caudatus | -            | -                                  |      | شائع         | تنتشرُ في الأحراج وحوافها، والمناطق قصيرة الأشجار. يُمكنُ تمييزها بِسُهولة بِسبب أذيالها الطويلة التي تبلغ نصف الطول الإجمالي لِأجسامها. غالبًا ما تُشاهد في أسرابٍ مُشتركةٍ مع أنواعٍ أُخرى من صغار الطُيور. |

## القراقف
الرُّتبة: الجواثم   الفصيلة: القُرقُفيَّة
القراقف أو القراقف الحقيقيَّة هي مجموعةٌ من الطُيور الحُرجيَّة الصغيرة المُكتنزة غالبًا ذات مناقيرٍ قصيرةٍ غليظة. بعضُ الأنواع يتمتع بأعرُفٍ مُميزة على رؤوسها. طُيورٌ مُتكيِّفة، تقتاتُ على طائفةٍ واسعةٍ من المآكل، بما فيها البُزور والحشرات. منها 59 نوعًا حول العالم و4 أنواع في الشَّام.
| التسمية الشائعة التسمية العلميَّة            | الاسم المحلّي | النُويعة \ النُويعات التسمية العلميَّة       | صورة | الوضع المحلّي | معلومات |
| ------------------------------------------ | ------------ | ---------------------------------------- | ---- | ------------ | --- |
| القُرقُف الكامد Poecile lugubris             | -            | -                                        |      | شائع         | من طُيور الأحراج والحدائق الشائعة. يُمكن تمييزه عن أنواعٍ أُخرى بِفضل ألوانه الكامدة التي تُعطيه منظرًا كئيبًا. |
| القُرقُف الأسحم Scotocerca inquieta          | -            | -                                        |      | شائع         | طُيورُ الغابات الصنوبريَّة بِشكلٍ رئيسيّ؛ علمًا أنَّ بعض الجمهرات تعيشُ في الأحراج ذات الأوراق العراض في غالب الحالات. تتجمَّعُ في أسرابٍ مُختلطةٍ خارج موسم التفريخ.                                                                  |
| القُرقُف الكبير Parus major                  | -            | الأراضي المُقدسة Parus major terrasanctae |      | شائع         | طُيورٌ مُتكيِّفة واسعة الانتشار. تعيشُ في طائفةٍ واسعةٍ من الموائل الطبيعيَّة، تشتملُ على: الغابات ووأراضي الجنبات الجبليَّة والحدائق العامَّة والحدائق المنزليَّة وسبخات الأيكات (المنغروف). تغريدُها الرنَّان مألوفٌ في المناطق الريفيَّة. |
| القُرقُف الأزرق الأوراسي Cyanistes caeruleus | -            | -                                        |      | شائع         | مسكنُها الرئيسي الغابات والحدائق العامَّة والحدائق المنزليَّة. طُيورٌ مملوئة حيويَّة كثيرًا ما تُشاهد ضمن أسرابٍ مُختلطة مع أنواعٍ أُخرى من القراقف والجواثم. من الطُيور المألوفة والمُحببة لدى هُواة مُراقبة الطُيور.                    |

## كاسرة الجوز
الرُّتبة: الجواثم   الفصيلة: كاسرة الجوز
كواسر الجوز هي طُيورٌ حُرجيَّة صغيرة. تتمتُّعُ بِقُدرةٍ فريدةٍ بين الطُيور، وهي المقدرة على نُزول الأشجار ورأسها نحو الأسفل، عكس سائر الطُيور التي لا تتمكن إلَّا من التسلُّق ورأسها مرفوعٌ نحو الأعلى. رؤوسها كبيرة، وأذيالها قصيرة دون صلابة للدعم أثناء التسلُّق، ومناقيرها وأقدامها متينة. منها 24 نوعًا حول العالم ونوعان في الشَّام.
| التسمية الشائعة التسمية العلميَّة         | الاسم المحلّي | النُويعة \ النُويعات التسمية العلميَّة | صورة | الوضع المحلّي | معلومات |
| --------------------------------------- | ------------ | ---------------------------------- | ---- | ------------ | --- |
| كاسر الجوز الأوراسي Sitta europaea      | خازن البندق  | الشاميَّة Sitta europaea levantina   |      | شائع         | أكثرُ ما تُشاهد في الأراضي الحُرجيَّة ذات الأشجار الكبيرة. غالبًا ما تُقيمُ أعشاشها في ثُقبٍ مهجورٍ لِنقَّار الخشب، قريبًا من ذُروة شجرةٍ باسقة. عُرفت باسمها العاميّ المذكور بِسبب عادتها حشر البُزور والثمار الجوزيَّة في الشُّقوق.          |
| كاسر الجوز الصخري الغربي Sitta neumayer | خازن البندق  | -                                  |      | شائع         | أصغرُ من نظيره الأوراسي بعض الشيء، ويختلف عنهُ من حيثُ نوعيَّة الموائل الطبيعيَّة التي يُفضلها، إذ أغلب ما يُشاهد في المناطق الصخريَّة العارية وهو يسرح على الجلاميد صُعودًا ونُزولًا بحثًا عن الحشرات وغيرها من اللافقاريَّات والبُزور. |

## الدَّاب
الرُّتبة: الجواثم   الفصيلة: دابَّة الشجر
الدَّابُ هو طائرٌ صغيرُ الحجم وثيقُ الصلة بِكواسر الجوز، يتمتَّعُ بِريشٍ قرمزيٍّ مُبهر، ومساحاتٍ رماديَّة وسوداء على سائر أنحاء جسده.
| التسمية الشائعة التسمية العلميَّة | الاسم المحلّي | النُويعة \ النُويعات التسمية العلميَّة | صورة | الوضع المحلّي | معلومات |
| ------------------------------- | ------------ | ---------------------------------- | ---- | ------------ | --- |
| الدَّاب Tichodroma muraria        | داب الشجر    | النمطيَّة Tichodroma muraria muraria |      | شائع         | يُشاهدُ في الممرات الجبليَّة الصخريَّة الضيقة، وعلى الأجرُف والسُفوح. من الطُيور فائقة الرشاقة، حتَّى أنَّهُ يُشاهد وهو يمشي على الوجه السُفلي لِلصُخور الثابتة ويقفز عبر الفجوات الجبليَّة. |

## الرَّمائز
الرُّتبة: الجواثم   الفصيلة: الرَّميزيَّة
الرَّمائز هي مجموعةٌ من الجواثم الصغيرة وثيقةُ الصلة بالقراقف الحقيقيَّة. جميعُ الأنواع حاشرة (آكلةٌ للحشرات). منها 13 نوعًا حول العالم ونوعٌ واحدٌ فقط في الشَّام.
| التسمية الشائعة التسمية العلميَّة  | الاسم المحلّي | النُويعة \ النُويعات التسمية العلميَّة  | صورة | الوضع المحلّي | معلومات |
| -------------------------------- | ------------ | ----------------------------------- | ---- | ------------ | --- |
| الرَّميز الأوراسي Remiz pendulinus | -            | المُتدلِّي Remiz pendulinus pendulinus |      | شائع         | تألفُ أحواض القصب، حيثُ تتغذى بِبُزور التيفا عريضة الأوراق، وتُعششُ في أشجار حوافي المُستنقعات من أمثلة الصفصاف والطَّرفاء. |

## التُميرات وصيَّادة العناكب
الرُّتبة: الجواثم   الفصيلة: الرَّحيقيَّة
التُّميرات وصائدة العناكب هي جواثمٌ فائقة الصِغر تقتاتُ بشكلٍ رئيسيٍّ على الرحيق، على أنها قد تصطاد الحشرات أيضًا، وبالأخص حينما يكون لديها فراخٌ تُطعمها. طيرانُها سريع ومُستقيم، وأجنحتُها قصيرةٌ سريعةُ التخفيق. أغلب الأنواع قادرة على مص الرحيق أثناء تخفيقها تمامًا مثل الطنَّان، لكنها غالبًا ما تجثم كي تقتات. منها 131 نوعًا حول العالم ونوعٌ واحدٌ في الشَّام.
| التسمية الشائعة التسمية العلميَّة | الاسم المحلّي | النُويعة \ النُويعات التسمية العلميَّة | صورة | الوضع المحلّي | معلومات |
| ------------------------------- | ------------ | ---------------------------------- | ---- | ------------ | --- |
| تُمير فلسطين Cinnyris osea       | أبو الزُهور   | -                                  |      | شائع         | تُؤثرُ الغابات والبساتين والحدائق، والجنبات وأيكات السنط المزروع أو الكينا أو الميموزا، فهي طُيورٌ مُتكيِّفة قادرةٌ على العيش أنَّى تيسَّر لها. تغريدُها ترجيعٌ هادرٌ سريعٌ حاد يختلف كُل الاختلاف عن جميع الأنواع الأُخرى التي تُشاركُها موطنها. |

## صفاريَّات العالم القديم
الرُّتبة: الجواثم   الفصيلة: الصُّفاريَّة
صُفاريَّات العالم القديم هي جواثمٌ مُزوَّقة من قدٍ مُتوسِّط تُشبهُ الزازير. وهي لا ترتبطُ بأي صلةٍ بِصُفاريَّات العالم الجديد. منها 29 نوعًا حول العالم ونوعٌ واحدٌ في الشَّام.
| التسمية الشائعة التسمية العلميَّة            | الاسم المحلّي    | النُويعة \ النُويعات التسمية العلميَّة | صورة | الوضع المحلّي | معلومات |
| ------------------------------------------ | --------------- | ---------------------------------- | ---- | ------------ | --- |
| الصُّفاريَّة الذهبيَّة الأوراسيَّة Oriolus oriolus | الصفَّير أُم الصعو | -                                  |      | شائع         | من الأنواع الآبدة في الشَّام. تُفرخُ في الأحراج النفضيَّة المكشوفة والحدائق العامَّة والبساتين وغياض الزيتون. تُنضي مُعظم وقتها في الأشجار، وقلَّما تنزلُ إلى الأرض، إلَّا لالتقاط الثمار الساقطة مثلًا. |

## الصِّردان
الرُّتبة: الجواثم   الفصيلة: الجزَّاريَّة
الصِّردان هي مجموعةٌ من الجواثم تشتهرُ بِعادتها في التقاط فرائسها من الطُيُور الأُخرى والثدييات الصغيرة وخوزقة الأجزاء غير المأكولة منها على الأشواك. منقارُ الصِّرد النمطيّ معقوف، تمامًا كمنقار الجوارح. منها 31 نوعًا حول العالم و7 أنواع في الشَّام.
| التسمية الشائعة التسمية العلميَّة           | الاسم المحلّي | النُويعة \ النُويعات التسمية العلميَّة | صورة | الوضع المحلّي | معلومات |
| ----------------------------------------- | ------------ | ---------------------------------- | ---- | ------------ | --- |
| النُّهس Lanius collurio                     | الرُّمَّاني      | -                                  |      | شائع         | يُفرخُ في الجنبات والآجام والأسيجة الشجريَّة. شديدُ الشُيوع في مُختلف أنحاء الشَّام، حيثُ يُفضِّلُ التعشيش في المناطق المُشجرة تشجيرًا خفيفًا، مع وُجود هشير شجري غنيّ من الجنبات الشائكة. تشتو في أفريقيا.                                           |
| الصُّرد الأشهب Lanius isabellinus           | -            | -                                  |      | شائع         | من القواطع. تُفرخُ في الأراضي المكشوفة ذات الجنبات الشائكة، وهي تُشبه فراخ النُّهس إلَّا أنها أبهت لونًا على قسمها السُفليّ. |
| الصُّرد طويل الذيل Lanius isabellinus       | -            | -                                  |      | ن            | من القواطع النادرة. موطنها الرئيسي إيران ووسط آسيا حتَّى الصين وجنوب شرق آسيا. بعضُ الأفراد تشرد في أحيانٍ قليلة غربًا حتَّى تصل الشَّام.                                                                                                   |
| الصُّرد الرَّمادي الجنوبي Lanius meridionalis | الدُّقناش      | -                                  |      | شائع         | من المُفرخات الآبدة. موئلها الرئيسي الصحاري والمناطق الجافَّة ذات الجنبات والأشجار الشوكيَّة. تفتك بالكثير من الطُيور الصغيرة والحشرات والقوارض، لِذا تُعد من الطُيور المُحببة لدى المُزارعين.                                                |
| الصُّرد الرَّمادي الأصغر Lanius minor         | الدُّقناش      | -                                  |      | شائع         | من المُفرخات الصيفيَّة. تشتو في أفريقيا الاستوائيَّة والجنوبيَّة. موائلها الرئيسيَّة هي حواف الأراضي الزراعيَّة، والبراح ذات الجنبات الشوكيَّة المُتناثرة، والأحراج، والأشجار المزروعة على جانبيّ الطريق.                                         |
| الصُّرد المُقنَّع Lanius nubicus               | -            | -                                  |      | شائع         | من المُفرخات الصيفيَّة. تشتو في أفريقيا جنوب الصحراء الكُبرى، وأكثر ما تُشاهد في فلسطين والأُردُن خلال فصل الربيع. موئلها المُفضَّل هو الغابات والأحراج المكشوفة، وهي تتجنَّب الموائل المكشوفة ذات الجنبات المُتناثرة عكس أقربائها سالفة الذِكر. |
| الصُّرد أحمر القنَّة Lanius senator           | -            | -                                  |      | شائع         | من المُفرخات الصيفيَّة. تشتو في أفريقيا جنوب الصحراء الكُبرى. تُفرخُ في المناطق المكشوفة بما فيها المُسطحات الرمليَّة ذات الجنبات الشائكة.                                                                                                  |

## الزيغان والقيقان والغربان والعقاعق
الرُّتبة: الجواثم   الفصيلة: الغُرابيَّة
تشتملُ الفصيلة الغُرابيَّة على الأنواع الشهيرة باسم الزيغان، والغربان، والقيقان، والغُرابانات، والعقاعق، وقيقان الشجر، وآكلة الجوز، وقيقان الأرض. أقدادها كبيرة إلى مُتوسطة بين الجواثم، وبعضُ الأنواع الأكبر منها تتمتع بِقدرٍ عالٍ من الذكاء. منها 120 نوع حول العالم و11 نوعًا في الشَّام.
| التسمية الشائعة التسمية العلميَّة                | الاسم المحلّي        | النُويعة \ النُويعات التسمية العلميَّة              | صورة | الوضع المحلّي | معلومات |
| ---------------------------------------------- | ------------------- | ----------------------------------------------- | ---- | ------------ | --- |
| القيق الأوراسي Garrulus glandarius             | أبو زريق            | سوداء القلنسُوة Garrulus glandarius atricapillus |      | شائع         | من الطُيور الآبدة. موئلها الرئيسي أحراج السنديان والأراضي المكشوفة المُحتوية على أشجار السنديان. صياحها أجش، وهو من النداءات المألوفة في الغابات النفضيَّة الجبليَّة والساحليَّة. يُعتبرُ من الأنواع الضروريَّة لِبقاء وانتشار أحراج السنديان بِسبب عادته في طمر ثمارها على امتداد مسافاتٍ كبيرة.  |
| العُقعُق الأوراسي Pica pica                      | العُقُعق              | العُقعُقيَّة Pica pica pica                         |      | شائع         | واسع الانتشار عبر ضُروبٍ شاسعةٍ من الموائل الطبيعيَّة. فهو يسكن الأراضي الحرجيَّة المكشوفة وأراضي الشُجيرات القمئيَّة والأراضي الزراعيَّة والبلدات. ولهُ سُمعة سيئة لأنَّهُ يسلب أعشاش الطُيُور الأُخرى، وغالبًا ما تُطلق عليه النار متى شوهد في الأماكن التي تعيشُ فيها طُيُورُ الطرائد.                     |
| الغُراباني أحمر المنقار Pyrrhocorax pyrrhocorax | الغُراب الأعصم الزمت | -                                               |      | شائع         | موئلها الرئيسي الجبال والأجرُف الساحليَّة والجُزر. كثيرًا ما تُشاهد وهي تتجوَّل بِأسرابٍ صغيرة في المُروج الجبليَّة بحثًا عن طعامها من حشرات الأرض في الغالب. |
| الغُراباني أصفر المنقار Pyrrhocorax graculus    | الغُراب الأعصم الزمت | الزاغيَّة Pyrrhocorax graculus graculus           |      | شائع         | موئلها الرئيسي الجبال والأجرُف الساحليَّة والجُزر. يسهل تفريقها عن نظيرتها حمراء المنقار بِسبب مناقيرها الأقصر وحجمها الأصغر. |
| زاغ الزرع الغربي Corvus monedula               | الزاغ الأورق        | -                                               |      | شائع         | موئلها الرئيسي الأحراج والحدائق العامَّة والبساتين والأجرف الصخريَّة والبلدات. تُعتبرُ إحدى أشهر الزيغان في الشَّام بسبب عادتها التعشيش في الثُقوب، فقد تعلَّمت استغلال المباني المهجورة والمداخن والعُليَّات كبدائل عن الأشجار والصُدوع في الصُخور، لذا كثيرًا ما يراها البشر على مقربةٍ من منازلهم. |
| غُراب القيظ Corvus frugilegus                   | الغداف              | -                                               |      | شائع         | من الطُيور الشائعة في الحُقول الزراعيَّة والبساتين، وأغلب مناطق تواجُدها هي تلك المناطق التي تتحاشاها الغربان المألوفة. ريشُها أسود ذو بريقٍ بنفسجي أُرجُواني. تعيشُ في جماعاتٍ كبيرةٍ طوال الشتاء وتجوبُ أطراف القُرى والحُقول للاقتيات على بقايا الزرع والنفايات.                                |
| زاغ الجيف Corvus corone                        | القاق               | -                                               |      | شائع         | يعيشُ في الحراج وفي الحُقول بين الزُروع. كثيرًا ما تُعشش في الأشجار الباسقة في البساتين وحتَّى تلك المزروعة في باحات الدور في المُدن كدمشق وحلب القديمتين. من الطُيور المكروهة بشدة من قِبل المُزارعين بسبب عادتها في الإغارة على الحُقول وتسلُّطه على بذار المزروعات.                            |
| الغُراب بُني الرقبة Corvus ruficollis            | الغُراب              | -                                               |      | شائع         | من الغربان الأكثر شُيوعًا في المناطق الصحراويَّة أو شبه الصحراويَّة. يُمكن تمييزها عن الغربان المألوفة من خلال عُنقها المُحمر اللمَّاع الضارب إلى البُني. |
| الغُراب مروحيّ الذيل Corvus rhipidurus           | الغُراب              | -                                               |      | شائع         | من قطنة المناطق الصحراويَة والجافَّة غالبًا. نداءه أشبه بِنقيق الضفادع وتحليقه أشبه بِتحليق النُسور. |
| الغُراب المألوف Corvus corax                    | الغُراب القاق        | شبه الغربانيَّة Corvus corax subcorax             |      | شائع         | أكبرُ الزيغان والغربان بلا مُنازع، كما أنه أشدَّها ضراروة. موئلها الطبيعي هو المناطق الطبيعيَّة قليلة السُكَّان والجبال العالية والسواحل غير المأهولة، لِذا فإنَّ وُجودها في أيِّ موئلٍ طبيعيٍّ يدل على صحَّة هذا الموقع وسلامته البيئيَّة. غذائها الرئيسي الجيف.                                         |
| الزاغ المُقلنس Corvus cornix                    | الغُراب القاق        | الباهتة Corvus cornix pallescens                |      | شائع         | من أكثر الأنواع شُيوعًا في الشَّام ومن أسهلها تمييزًا بِسبب شكله المُميز الأبقع، كما أنه من بين أكثر الأنواع ألفةً للبشر، ومنظره شائع في المُدن كما البلدات والقُرى والبراري، حيثُ يُشاهد وهو يقتات من المزابل ومن فضلات الطعام التي يرميها الناس في الحدائق العامَّة.                            |

## الزرازير
الرُّتبة: الجواثم   الفصيلة: الزُرزُوريَّة
الزرازير طُيورٌ جاثمة من أقدادٍ صغيرةٍ إلى مُتوسطة. طيرانُها قويٌّ مُستقيم وهي مُحبةٌ للاجتماع. موئلها الطبيعي المُفضَّل هو المناطق المكشوفة. ويشتملُ غذائها على الحشرات والفاكهة. الريشُ قاتم عند أغلب الأنواع، وكثيرًا ما يكون لمَّاعًا كالمعدن. منها 125 نوعًا حول العالم و5 أنواع في الشَّام.
| التسمية الشائعة التسمية العلميَّة             | الاسم المحلّي | النُويعة \ النُويعات التسمية العلميَّة  | صورة | الوضع المحلّي | معلومات |
| ------------------------------------------- | ------------ | ----------------------------------- | ---- | ------------ | --- |
| المينة المألوفة Acridotheres tristis        | المينة       | -                                   |      | د            | من أبرز الأنواع الدخيلة على الشَّام. موطنها الرئيسيُّ هو آسيا الوُسطى والجنوبيَّة، وأُدخلت بدايةً كطُيور زينة نظرًا لِمظهرها البديع ومقدرتها على تقليد الأصوات، لكنَّ قسمًا كبيرًا منها هرب أو أُطلق سراحهُ عمدًا، وعاد إلى البريَّة حيثُ غدا وحشيًّا، ويُشكِّلُ وباءً في بعض المناطق الزراعيَّة نظرًا لِفتكه بالكثير من الثمار. |
| الزُرزُور خمريُّ الصدر Acridotheres burmannicus | -            | -                                   |      | د            | جميعُ أفراد الجُمهرة الشَّاميَّة مُستوطنة في مدينة تل أبيب الإسرائيليَّة، بعد أن هربت بضع أفرادٍ منها من مُنتزهٍ لِلطُيور في المدينة وانتشرت في حدائقها العامَّة حتَّى غدت شائعة في الكثير منها. موطنها الرئيسي آسيا الشرقيَّة والجنوبيَّة الشرقيَّة. |
| السَّمرمُر Pastor roseus                       | السَّمرمُر      | -                                   |      | شائع         | موئلها الرئيسيّ الأراضي الحرجيَّة القاحلة والبوادي والتلال. تشتو في الأراضي العشباء والأراضي الزراعيَّة والجنبات الشوكيَّة. تشتهرُ بكون هجرتها إلى الشَّام غير مُنتظمة، فهي أحيانًا قد تأتي شتاءً وأحيانًا قد تأتي صيفًا، كما أنها من الطُيور المُحببة للمُزارعين لأنها تفتك بالجراد فتكًا ذريعًا، وذكر مؤرِّخ حلب الشيخ كامل الغزي أنَّ المُزارعين الحلبيين يتركون لِهذه الطُيور ثمر التوت في البساتين كي يجتذبوه فيكون لهم مُعينًا على قتل الجراد. |
| الزُرزُور المألوف Sturnus vulgaris            | الزُرزُور      | الطُورانيَّة Sturnus vulgaris tauricus |      | شائع         | أحد أشهر وأوسع الجواثم انتشارًا في الشَّام. مسكنها الرئيسيّ الأحراج المكشوفة والحدائق العامَّة والبلدات والمُدن. ريشُها مصقولٌ لمَّاع، وهي طُيورٌ انتهازيَّة مُتكيفة، لها قوتٌ بالغُ التنوُّع ونظامُ تناسُلٍ بالغ التعقيد يتراوح بين الأُحاديَّة التزاوجيَّة والتعدُّديَّة التزاوُجيَّة والتطفُّل على الأعشاش وتبادل القرين. |
| زُرزُور ترِسترام Onychognathus tristramii      | -            | -                                   |      | شائع         | من طُيور الصحاري الجنوبيَّة في الأُردُن والنقب وعلى الحُدود الشاميَّة المصريَّة في سيناء. موئلها الرئيسي الوديان المُقفرة والأراضي الصخريَّة، وهي آخذةٌ في الانتشار في المُدن الصغيرة. غذائها الرئيسي الحشرات والثمار، وهي اجتماعيَّةٌ كثيرًا ما تُشاهد وهي تطير ضمن أسراب. |

## شمعيَّات المنقار وأنسباؤها
الرُّتبة: الجواثم   الفصيلة: الأسترلديَّة
شمعيَات المنقار هي طُيورٌ جاثمة صغيرة الحجم تقطنُ المناطق الاستوائيَّة في العالم القديم وأُستراليزيا. وهي مُحبَّةٌ للاجتماع، كثيرًا ما تُشاهد وهي تقتاتُ على البُزور في أسراب، ومناقيرها قصيرةٌ غليظة ولكن حادَّة. جميعُ الأنواع شبيهة من حيثُ البُنية والعادات، إنما ريشُها مُتنوِّع: البعضُ زاهي الألوان، والبعضُ الآخر كامدها إنما مع علاماتٍ لافتةٍ للانتباه. منها 141 نوعًا حول العالم ونوعان دخيلان على الشَّام.
| التسمية الشائعة التسمية العلميَّة        | الاسم المحلّي | النُويعة \ النُويعات التسمية العلميَّة | صورة | الوضع المحلّي | معلومات |
| -------------------------------------- | ------------ | ---------------------------------- | ---- | ------------ | --- |
| فضيّ المنقار الهندي Lonchura malabarica | -            | -                                  |      | د            | موطنها الأساسي شبه القارَّة الهنديَّة. أُدخلت عن طريق الخطأ إلى إسرائيل والأُردُن بعد أن هربت بضع أفرادٍ منها من الأقفاص وعاشت حياةً وحشيَّةً في البريَّة. |
| المونيا الحمراء Amandava amandava      | -            | -                                  |      | د            | موطنها الأساسي شبه القارَّة الهنديَّة. أُدخلت عن طريق الخطأ إلى لُبنان والأُردُن بعد أن هربت بضع أفرادٍ منها من الأقفاص وعاشت حياةً وحشيَّةً في البريَّة.   |

## الدُرسات
الرُّتبة: الجواثم   الفصيلة: العنبريَّة
العنبريَّة هي فصيلةٌ ضخمة من الجواثم. أفرادُها آكلاتُ بُزورٍ بالدرجة الأولى ذات مناقير مُميزة. تُعرفُ أغلب الأنواع في أوروپَّا وآسيا بالدُرسات. أمَّا في أمريكا الشماليَّة، فتُعرف أغلب أنواع هذه الفصيلة بالعصافير، ومنها ثلاثةُ أنواعٍ وثيقة الصلة بِأنسبائها من العالم القديم. تتمتعُ الكثير من العنبريَّات بِعلاماتٍ رأسيَّةٍ مُميزة. منها 275 نوعًا حول العالم و14 نوعًا في الشَّام.
| التسمية الشائعة التسمية العلميَّة           | الاسم المحلّي | النُويعة \ النُويعات التسمية العلميَّة | صورة | الوضع المحلّي | معلومات |
| ----------------------------------------- | ------------ | ---------------------------------- | ---- | ------------ | --- |
| الدُرَّسة الصفراء Emberiza citrinella        | الكنار البرّي | -                                  |      | شائع         | من القواطع الشتويَّة المألوفة. موئلها الرئيسي هو المناطق المكشوفة ذات الأشجار المُتناثرة التي تُفضِّلُها هذه الطُيور للجُثوم والتغريد، إلى جانب حواف الغابات والأراضي الزراعيَّة. |
| دُرَّسة الصنوبر Emberiza leucocephalos       | -            | -                                  |      | شائع         | من القواطع الشتويَّة المألوفة. موئلها الرئيسي الغابات والأحراج المكشوفة. كثيرًا ما تُشاهد بِرفقة الدُرَّسات الصفراء في أسرابٍ مُختلطة. |
| دُرَّسة الصُخور Emberiza cia                  | -            | -                                  |      | شائع         | أغلب الجُمهرات مُقيمةٌ مُفرخة، وبعضُها ينزح داخليًّا خلال الشتاء نحو المناطق الساحليَّة أو الواطئة الأكثر دفئًا. أكثر ما تُشاهد في المناطق الصخريَّة الجافَّة. |
| الدُرَّسة الرَّماديَّة Emberiza cineracea        | -            | -                                  |      | شائع         | أغلب الجُمهرات مُفرخةٌ آبدة. إلَّا أنَّ تلك قاطنة أقصى المناطق الشماليَّة كثيرًا ما تقطع نحو الجنوب حيثُ تُفرخ على سواحل البحر الأحمر في أقسام الشَّام الجنوبيَّة وفي الحجاز واليمن. |
| دُرَّسة الشعير Emberiza hortulana            | -            | -                                  |      | شائع         | أغلب الجُمهرات مُقيمةٌ مُفرخة، وبعضُها من القواطع الأوروپيَّة الشماليَّة التي تأتي الشَّام هربًا من صقيع موطنها الشمالي. كثيرًا ما تُغيرُ على الحُقول الزراعيَّة وتقتاتُ على البذار، وقد جاء اسمها نتيجة عادتها في الاقتيات على الشعير. |
| دُرَّسة كريچمر Emberiza caesia               | -            | -                                  |      | شائع         | من المُفرخات الصيفيَّة. أغلب الجُمهرات تقطع جنوبًا نحو السودان خِلال موسم الشتاء. يُمكن تمييزُها عن غيرها من الدُرَّسات بسبب ألوانها البارزة وحجمها الصغير. |
| الدُرَّسة المُخططة Emberiza striolata         | -            | -                                  |      | شائع         | من طُيور البوادي الجنوبيَّة. لِلذكر منها خُطوطٌ رأسيَّةٌ مُميزة تمنحهُ مظهرًا بديعًا، أمَّا سائرُ الريش فشبيهٌ بِريش دُرَّسة الصُخور. أكثر ما تُشاهد في الوديان القاحلة النائية حيثُ قلَّما يذهبُ البشر. |
| الدُرَّسة الصغيرة Emberiza pusilla           | -            | -                                  |      | شائع         | من القواطع الشتويَّة. موئلها الرئيسي التندرة الشماليَّة في شمال آسيا وشمال شرق أوروپَّا. تشتو في الشَّام وآسيا الجنوبيَّة. موئلها الرئيسي الغابات الصنوبريَّة والأراضي الزراعيَّة. |
| الدُرَّسة الصدئيَّة Emberiza rustica           | -            | -                                  |      | شائع         | من القواطع الشتويَّة. موئلها الرئيسي الغابات الصنوبريَّة الشماليَّة الرطبة، وتُشكِّلُ البُزور أغلب غذائها، إلَّا أنها تتحوَّل إلى اقتناص الحشرات خِلال موسم التفريخ عندما تُطعم فراخها. |
| الدُرَّسة صفراء الصدر Emberiza aureola       | -            | -                                  |      | ن            | من القواطع النادرة. موطنها الرئيسيّ أوروپَّا الشماليَّة الشرقيَّة وآسيا الشماليَّة. تقطعُ جنوبًا نحو الهند والصين للإشتاء، وقلَّةٌ منها تشرد غربًا نحو الشَّام. |
| الدُرَّسة سوداء الرأس Emberiza melanocephala | -            | -                                  |      | شائع         | قسمٌ عظم من الجُمهرة الشاميَّة من هذه الطُيُور قاطعٌ شتويّ، وبعضُها مُقيمٌ مُفرخ. أكثر ما تُشاهد في أراضي الأشجار القمئيَّة والأراضي الزراعيَّة. |
| الدُرَّسة حمراء الرأس Emberiza bruniceps     | -            | -                                  |      | ن            | من القواطع النادرة. موطنها الرئيسيّ آسيا الوُسطى، وموطنُ إشتائها هو شبه القارَّة الهنديَّة، وقلَّةٌ منها تشردُ غربًا وُصولًا إلى الشَّام. |
| دُرَّسة القصب المألوفة Emberiza schoeniclus  | الدرَّاس       | -                                  |      | شائع         | من القواطع الصيفيَّة. موئلها الطبيعي المُستنقعات المُنخفضة وأحواض القصب. عانت هذه الطُيور في الشَّام وفي أغلب أنحاء موطنها العالمي من تجفاف مواقع سكنها لاستصلاح الأراضي للزراعة. إلَّا أنها أبدت مُنذُ عدَّة سنوات ميلًا مُتزايدًا إلى استعمار الأراضي الأكثر جفافًا من شاكلة أراضي الجنبات والخنادق المكسوَّة بالأعشاب والأسيجة الشجريَّة. |
| دُرَّسة الذُرة Emberiza calandra              | الدرَّاس       | -                                  |      | شائع         | من الأوابد. شديدة الشبه بِقُبَّرة الحُقول. تُعتبرُ آفةً خطيرةً عند المُزارعين بِسبب إغارتها الدائمة والمُستمرَّة على حُقول الحُبوب والحنطة. كثيرًا ما تُشاهد وهي جاثمةٌ في أسراب على الأسلاك الكهربائيَّة أو أسلاك الهاتف والأسيجة. |

## الشراشير
الرُّتبة: الجواثم   الفصيلة: الشُرشُوريَّة
الشراشير هي جواثم آكلةٌ للبُزور، يتباين حجمها من قُدودٍ صغيرةٍ إلى مُتوسطة ذات مناقير متينة، غالبًا ما تتخذ شكلًا مخروطيًّا وعند البعض يكونُ ضخمًا جدًا. تتمتع جميعُ الأنواع باثنتي عشر ريشة ذيل وتسع ريشاتٍ ثانويَّة. طيرانُها عبارةٌ عن ومضات وقفزات هوائيَّة مُتتالية، وهي تُبدلُ نمطهُ من الرفرفة السريعة إلى الانزلاق على الهواء، أغلب الأنواع تغريدُها عذب. منها 137 نوعًا حول العالم و15 نوعًا في الشَّام.
| التسمية الشائعة التسمية العلميَّة                      | الاسم المحلّي      | النُويعة \ النُويعات التسمية العلميَّة              | صورة | الوضع المحلّي | معلومات |
| ---------------------------------------------------- | ----------------- | ----------------------------------------------- | ---- | ------------ | --- |
| شُرشُور العُصافة المألوف Fringilla coelebs              | الصغنج البرقش     | السُوريَّة Fringilla coelebs syriaca               |      | شائع         | شُرشُورُ العُصافة طائرٌ شائعٌ مألوف عبر مُعظم أنحاء الشَّام. موئله الطبيعيّ هو الأراضي الحرجيَّة والحدائق والمناطق المكشوفة ذات الأشجار المُتفرِّقة، وغالبًا ما يُعشش على مقربةٍ من المساكن البشريَّة. تُشكِّلُ هذه الشراشير أسرابًا ضخمةً في الشتاء حيثُ تتغذى على البُزور في الأراضي الزراعيَّة. |
| الشُرشُور الجبليّ Fringilla montifringilla              | حسُّون الشوك        | -                                               |      | شائع         | هذه الشراشير شبيهةٌ بِشراشير العُصافة المألوفة من حيثُ الشكل الخارجيّ والحجم. إلَّا أنَّ ذُكورها تتمتع بِرُؤوسٍ سوداء بدل العلامات الزرقاء الخاصَّة بِشراشير العُصافة. أكثر ما تُشاهد في الغابات الصنوبريَّة وأحراج القضبان.                                                             |
| الشُرشُور الوردي المألوف Carpodacus erythrinus         | الجزم             | -                                               |      | شائع         | من طُيُور الجبال فوق الحد الشجري. تشتو في الموائل الطبيعيَّة الأخفض، حيثُ يُمكن العُثور عليها صيفًا الدق الشجري الكثيف الوطئ، وفي الأحراج وفي حواف الغابات على مقرُبةٍ من الأنهار، وفي الحدائق والبساتين وأحراج السنديان الجافَّة.                                               |
| مُصلَّب المنقار الأحمر Loxia curvirostra                | القرزبيل          | الگولمارديَّة Loxia curvirostra guillemardi       |      | شائع - ن     | هذه الشراشير شائعةٌ في الأقسام الشماليَّة من الشَّام، سواء تلك الجبليَّة أم المُتوسطيَّة المُنخفضة، وتقل كثافتها تدريجيًّا مع تراجع انتشار أشجار الصنوبر الأسود التي تقتات على ثمار أكوازها، وهي طُيورٌ غير هيَّابة، تسمحُ للإنسان بالاقتراب منها متى كانت تأكلُ في المُستويات المُنخفضة. |
| الحسُّون الأخضر الأوروپيّ Chloris chloris               | الحسُّون الأخضر     | الخضراويَّة Chloris chloris chlorotica            |      | شائع         | هو شُرشُورٌ مُكتنز الجسم، معروفٌ جدًا في الحدائق في الشتاء. مسكنها البريُّ هو الأراضي الحرجيَّة المكشوفة والجنبات. تُظهرُ ولعًا خاصًا بِبُزور عبَّاد الشمس والفول السُوداني. يجتذبها بعضُ هُواة مُراقبة الطُيور عبر ترك البُزور في بعض المُغذيات الطيريَّة في حدائق منازلهم أو على الشُرُفات.     |
| النعَّار الأوراسي Spinus spinus                        | النعَّار            | -                                               |      | شائع         | أحد أكثر الشراشير شُيوعًا في كافَّة أنحاء الشَّام. من القواطع الشتويَّة غير المُفرخة. أكثر ما تُشاهد في الأحراج الصنوبريَّة والمُختلطة. |
| الحسُّون الأوراسي Carduelis carduelis                  | الحسُّون            | النيديكيَّة Carduelis carduelis niediecki         |      | شائع         | من طُيور الأراضي الحرجيَّة المكشوفة ذات الأوراق العريضة، ومناطق الأشجار القصيرة ذات الأعشاب الضارَّة التي يعيشُ على بُزورها. من أكثر طُيور الشَّام سُهولةً للتعرُّف عليها بِفضل ريشها البرَّاق المُمتع للنظر، وتغريدها وزقزقتها العذبة التي جعلتها هدفًا لِتجارة طُيور الأقفاص مُنذُ القِدم. |
| التُفَّاحي المألوف Linaria cannabina                    | الزقاقيَّة التُفيفحة | الجميلة Linaria cannabina bella                 |      | شائع         | تُشاهدُ هذه الشراشير في الحُقول والبساتين طيلة فصل الصيف، وفي خارج موسم التفريخ يُمكن أن تُشاهد على هيئة أسراب، كثيرًا ما تكون مُختلطة مع شراشير أُخرى. |
| النُّغر أحمر الجبهة Serinus pusillus                   | -                 | -                                               |      | شائع         | من المُفرخات المُقيمة المُميَّزة. تتمتَّع بِجبهةٍ حمراء بارزة للعيان، مما يُكسبها مظهرًا بهيًّا جعلها هدفًا لِتجارة طُيور الأقفاص. |
| النُّغر الأوروپيّ Serinus serinus                       | النُّغرة            | -                                               |      | شائع         | أغلب الجُمهرة الشاميَّة مُقيمةٌ مُفرخة، وتختلطُ خلال فصل الشتاء مع بعض الأسراب الأوروپيَّة الشماليَّة التي تقطعُ هربًا من صقيع موطنها الشمالي. تغريدها زقزقةٌ رقراقة مألوفةٌ جدًا في الغابات المُتوسطيَّة الشاميَّة.                                                                      |
| النُّغر السُوري Serinus syriacus                        | النغَّار الصيَّاح     | -                                               |      | شائع         | تُفرخُ في المناطق التي يتراوح ارتفاعُها بين 900 و1,900 متر عن سطح البحر. وهي آبدةٌ مُفرخة في الأُردُن، أمَّا طُيُورُ لُبنان وسوريا وفلسطين فتقطع جنوبًا إلى مصر أغلب فُصول الشتاء. موئلها الطبيعي الأراضي الصخريَّة ذات السنديان والصنوبريَّات.                                         |
| البُلبُل الزَّيتوني Coccothraustes coccothraustes        | بُلبُل الزيتون      | المسودَّة Coccothraustes coccothraustes nigricans |      | شائع         | موئلها الطبيعي الغابات المُختلطة وذات الأوراق العريضة والحدائق العامَّة والبساتين. تختلفُ عن سائر الشراشير الشاميَّة من ناحية مظهرها الثقيل الثخين. تقتاتُ على نطاقٍ واسعٍ من بُزور الأشجار من شاكلة النيريَّة والزان والدَّردار.                                                  |
| الشُرشُور الأوراسي قُرمزيّ الجناح Rhodopechys sanguineus | -                 | -                                               |      | شائع         | من طُيُور الآجام وأراضي الأشجار القمئيَّة بالمقام الأوَّل. ريشُها شاحب عدا مسحةٌ قُرمُزيَّة ورديَّة على جناحها. |
| الزُمَّير Bucanetes githagineus                         | -                 | -                                               |      | شائع         | من طُيُور البوادي بالمقام الأوَّل. تُفرخُ في الصحاري الصخريَّة والمناطق شبه الصحراويَّة. مناقيرُها قصيرةٌ ثخينة، وريشُها رماديٌّ مصقول. |
| الشُرشُور الصحراوي Rhodospiza obsoleta                 | -                 | -                                               |      | شائع         | وثيقةُ الصلة بِالحساسين الخضراء، وعلى الرُغم مما يُوحيه اسمُها، فإنَّ موائلها الطبيعيَّة غير مقصورة فقط على الصحاري، بل يُمكن العُثور عليها على سُفوح التلال وحواف الغابات وفي الأراضي الزراعيَّة.                                                                                 |

## العصافير
الرُّتبة: الجواثم   الفصيلة: العُصفُوريَّة
العصافير جواثمٌ صغيرة شبيهةٌ بالشراشير. غذائُها الرئيسي البُزور، وقد تفتك بالحشرات بين الحين والآخر. وهي نمطيًّا اجتماعيَّة مهدُها الأراضي المكشوفة. ريشُ مُعظم الأنواع بُني وكستنائي ورمادي. منها 35 نوعًا حول العالم و7 أنواع في الشَّام.
| التسمية الشائعة التسمية العلميَّة             | الاسم المحلّي     | النُويعة \ النُويعات التسمية العلميَّة  | صورة | الوضع المحلّي | معلومات |
| ------------------------------------------- | ---------------- | ----------------------------------- | ---- | ------------ | --- |
| العُصفُور الدُّوري Passer domesticus            | الدُّوري           | الكتابيَّة Passer domesticus biblicus |      | شائع         | العُصفُور الدُّوري أحد أكثر الطُيُور انتشارًا في الشَّام، ولعلَّهُ أكثرها انتشارًا، ومن أكثر الأنواع إلفةً للناس. تسكنُ الأراضي الزراعيَّة والمناطق المأهولة على حدٍ سواء. قوتها الرئيسي البُزور والحُبوب واللافقاريَّات وفُتات الخُبز وألياف اللحم.                    |
| العُصفُور الإسپاني Passer hispaniolensis      | الدُّوري           | -                                   |      | شائع         | هذه العصافير شديدة الشبه بِعصافير الدُّوري، وكثيرًا ما يتهجَّن كِلا النوعان في الشَّام وسائر حوض البحر المُتوسِّّط، حتَّى أنَّ بعض العُلماء يجد صُعوبةً في التفرقة بين كلا النوعين.                                                                                 |
| عُصفُور البحر الميت Passer moabiticus         | دُوري البحر الميت | -                                   |      | شائع         | أغلب الجُمهرة الشَّاميَّة تتمركز حول البحر الميت وضفاف نهر الأُردُن. زقزقتُها شبيهةٌ بِزقزقة عصافير الدُّوري والعصافير الإسپانيَّة، ولو أنها صامتةٌ في الغالب. قسمٌ من الجُمهرة يقطع جنوبًا خلال الشتاء.                                                          |
| عُصفُور الشجر الأوراسي Passer montanus        | الدُّوري           | الأهليَّة Passer montanus montanus    |      | شائع         | شديدةُ الشبه بِعصافير الدُّوري، إلَّا أنَّ اللون البُني يطغى عليها بِشكلٍ أوضح، ولها قلادةٌ سوداء تمتدُ من عيناها حتَّى عُنُقها. أغلب الجُمهرة مُقيمةٌ مُفرخة، وقلَّةٌ منها تشتو في شمال أفريقيا.                                                                       |
| العُصفُور أصفر الحلق Petronia xanthocollis    | -                | -                                   |      | ن            | من القواطع النادرة. موطنها الرئيسيّ هو شبه القارَّة الهنديَّة وقلَّةٌ قليلةٌ منها تقطعُ غربًا نحو الشَّام وسائر أرجاء آسيا الغربيَّة. |
| عُصفُور الصُخور Petronia petronia              | دُوري الجبل       | -                                   |      | شائع         | من عصافير الجبال بالدرجة الأولى. تُفرخُ في الأراضي الصخريَّة والتلال العارية، ومنها جاء اسمها المألوف والعاميّ على حدٍ سواء، على أنها تُشاهد في بعض الأحيان وقد عششت في جُدران إحدى المنازل الريفيَّة أو خلف إحدى أطباق التزيين أو في إحدى نُتوءات المنزل. |
| عُصفُور الصخر الباهت Carpospiza brachydactyla | دُوري الصُخور      | -                                   |      | شائع         | موائلها الطبيعيَّة الرئيسيَّة هي أراضي الأشجار القمئيَّة والأراضي العُشبيَّة المُعتدلة وشبه الاستوائيَّة. يخالُ للمرء أنها شراشير نظرًا لِبعض سُلوكيَّاتها وعاداتها الشبيهة بِعادات تلك الفصيلة، لكنَّ الدراسات التشريحيَّة أثبتت أنها تنتمي لِلفصيلة العُصفُوريَّة.        |

### باللغة العربيَّة
1. ↑  نباتات وحيوانات الأردن الوطنية / رؤيا. على يوتيوب
2. ↑  "Pharaoh eagle-owl (Bubo ascalaphus)". ARKive. مؤرشف من الأصل في 2019-02-05. اطلع عليه بتاريخ 2013-12-22.
3. ↑  زكريَّا، أحمد وصفي (1403هـ - 1983م). حيوانات وطُيور بلاد الشَّام في سوريا وفلسطين والأردن ولبنان. دراسات بلاد الشام من النقب إلى حلب. دمشق - سوريا: المركز الجغرافي الفلسطيني. ضبط وتقديم المُحامي أحمد غسَّان سبانو. ص. 15. {{استشهاد بكتاب}}: تحقق من التاريخ في: |سنة= (مساعدة)
4. 1 2 3  موسوعة الطيور المصوّرة: دليل نهائي إلى طيور العالم. المستشار العام: الدكتور كريستوفر پِرِنز. نقله إلى العربية: الدكتور عدنان يازجي. بالتعاون مع المجلس العالمي للحفاظ على الطيور. مكتبة لبنان - بيروت (1997). صفحة: 52.  ISBN 0-10-110015-9
5. ↑  زكريَّا، أحمد وصفي (1403هـ - 1983م). حيوانات وطُيور بلاد الشَّام في سوريا وفلسطين والأردن ولبنان. دراسات بلاد الشام من النقب إلى حلب. دمشق - سوريا: المركز الجغرافي الفلسطيني. ضبط وتقديم المُحامي أحمد غسَّان سبانو. ص. 117. {{استشهاد بكتاب}}: تحقق من التاريخ في: |سنة= (مساعدة)
6. 1 2 3  موسوعة الطيور المصوّرة: دليل نهائي إلى طيور العالم. المستشار العام: الدكتور كريستوفر پِرِنز. نقله إلى العربية: الدكتور عدنان يازجي. بالتعاون مع المجلس العالمي للحفاظ على الطيور. مكتبة لبنان - بيروت (1997). صفحة: 57.  ISBN 0-10-110015-9
7. 1 2  زكريَّا، أحمد وصفي (1403هـ - 1983م). حيوانات وطُيور بلاد الشَّام في سوريا وفلسطين والأردن ولبنان. دراسات بلاد الشام من النقب إلى حلب. دمشق - سوريا: المركز الجغرافي الفلسطيني. ضبط وتقديم المُحامي أحمد غسَّان سبانو. ص. 116-117. {{استشهاد بكتاب}}: تحقق من التاريخ في: |سنة= (مساعدة)
8. 1 2 3 4 5 6  المجلس الوطني للصيد البري: لمحة عن إنجازات المجلس من سنة 1974-1982. بيروت - لُبنان: المجلس الوطني للصيد البري. 1982. ص. 28.
9. ↑  زكريَّا، أحمد وصفي (1403هـ - 1983م). حيوانات وطُيور بلاد الشَّام في سوريا وفلسطين والأردن ولبنان. دراسات بلاد الشام من النقب إلى حلب. دمشق - سوريا: المركز الجغرافي الفلسطيني. ضبط وتقديم المُحامي أحمد غسَّان سبانو. ص. 105. {{استشهاد بكتاب}}: تحقق من التاريخ في: |سنة= (مساعدة)
10. 1 2  زكريَّا، أحمد وصفي (1403هـ - 1983م). حيوانات وطُيور بلاد الشَّام في سوريا وفلسطين والأردن ولبنان. دراسات بلاد الشام من النقب إلى حلب. دمشق - سوريا: المركز الجغرافي الفلسطيني. ضبط وتقديم المُحامي أحمد غسَّان سبانو. ص. 188. {{استشهاد بكتاب}}: تحقق من التاريخ في: |سنة= (مساعدة)
11. ↑  زكريَّا، أحمد وصفي (1403هـ - 1983م). حيوانات وطُيور بلاد الشَّام في سوريا وفلسطين والأردن ولبنان. دراسات بلاد الشام من النقب إلى حلب. دمشق - سوريا: المركز الجغرافي الفلسطيني. ضبط وتقديم المُحامي أحمد غسَّان سبانو. ص. 110. {{استشهاد بكتاب}}: تحقق من التاريخ في: |سنة= (مساعدة)

### بِلُغاتٍ أجنبيَّة
1. ↑  The First Palestinian Bird Migration Festival, Palestine Wildlife Society. Retrieved 29 July 2009. نسخة محفوظة 05 مارس 2016 على موقع واي باك مشين.
2. ↑  "National symbols of Lebanon". مؤرشف من الأصل في 2017-02-28.
3. ↑  "Israel names biblically banned Hoopoe national bird". رويترز. 29 May 2008. مؤرشف من الأصل في 07 أبريل 2010. اطلع عليه بتاريخ 9 آب (أغسطس) 2010. {{استشهاد بخبر}}: تحقق من التاريخ في: |تاريخ الوصول= (مساعدة)
4. ↑  Murdoch، D. A. (2008). "A Checklist of the Birds of Syria". Sandgrouse. Supplement. ج. 2: 18–19.
5. ↑  Seddon، Philip J.؛ Soorae، Pritpal S. (1999). "Guidelines for Subspecific Substitutions in Wildlife Restoration Projects". Conserv. Biol. ج. 13 ع. 1: 177–184. DOI:10.1046/j.1523-1739.1999.97414.x.
6. ↑  Clements, James (2007). The Clements Checklist of the Birds of the World (6 ed.). Ithaca, NY: Cornell University Press. ISBN 978-0-8014-4501-9.
7. ↑  Zayed M.S. (2008) Les oiseaux de l'Egypte et du Moyen-Orient. ADCOM, Dar el Kutub, 144 p.
8. ↑  جمعية الطيور العالمية (2012). "Pterodroma mollis". القائمة الحمراء للأنواع المهددة بالانقراض Version 2013.2. الاتحاد الدولي لحفظ الطبيعة. اطلع عليه بتاريخ 2013-11-26.
9. ↑  جمعية الطيور العالمية (2012). "Calonectris leucomelas". القائمة الحمراء للأنواع المهددة بالانقراض Version 2013.2. الاتحاد الدولي لحفظ الطبيعة. اطلع عليه بتاريخ 2013-11-26.
10. ↑  Carboneras, Carles (1992): 69. Audubon's Shearwater. In: del Hoyo, Josep; Elliott, Andrew & Sargatal, Jordi (eds.): دليل طيور العالم (Vol. 1: Ostrich to Ducks): 256-257, plate 16. Lynx Edicions, Barcelona. ISBN 84-87334-10-5
11. ↑  Mante، Alain؛ Debize، Elodie (2012). Mediterranean storm petrel Hydrobates pelagicus melitensis, Updated state of knowledge & conservation of the nesting populations of the Mediterranean Small Island (PDF). Aix en Provence, Bouches-du-Rhône: Initiative pour les Petites Iles de Méditerranée (Initiative PIM). مؤرشف من الأصل (PDF) في 2017-02-28. pp. 1–20
12. ↑  Morrison, S. 1998. All-dark petrels in the North Atlantic. British Birds 91: 540-560
13. ↑  "Red-billed Tropicbird (Phaethon aethereus)". BirdGuides. مؤرشف من الأصل في 2016-03-09. اطلع عليه بتاريخ 2013-08-23.
14. ↑  Dalmatian pelican videos, photos and facts – Pelecanus crispus. ARKive. Retrieved on 2012-08-22. نسخة محفوظة 28 ديسمبر 2017 على موقع واي باك مشين.
15. ↑  Etezadifar، Farzaneh؛ Amini، Hamid (2010). "Current Status of the Breeding Population of the Western Reef Heron Egretta gularis along the Northern Coasts of the Persian Gulf and Oman Sea, and its Wintering Population in the South of Iran" (PDF). Podoces. ج. 5 ع. 2: 71–80. مؤرشف من الأصل (PDF) في 2017-02-02.
16. ↑  Arnold, Paula (1962). Birds of Israel. Haifa, Israel: Shalit Publishers Ltd. p. 17.
17. 1 2  "Pharaoh eagle-owl (Bubo ascalaphus)". ARKive. مؤرشف من الأصل في 2019-02-05. اطلع عليه بتاريخ 2013-12-22.
18. ↑  جمعية الطيور العالمية (2008). Geronticus eremita. في: الاتحاد العالمي للحفاظ على الطبيعة 2008. القائمة الحمراء للأنواع المهددة بالانقراض. وُصل بتاريخ 5 نوفمبر 2008. Database entry includes a range map and justification for why this species is critically endangered
19. ↑  "Poison blamed for Ibis' deaths". News 27-10-2008. BirdLife International. مؤرشف من الأصل في 2012-10-11. اطلع عليه بتاريخ 2008-11-14.
20. ↑  Walker, Matt (18 January 2011). "Restoring Iraq's wetland marshes to the original Eden". BBC News. نسخة محفوظة 21 يناير 2018 على موقع واي باك مشين.
21. ↑  White-Tailed Eagle: Hebrew name: עיטם לבן-זנב, eitam levan-zanav نسخة محفوظة 24 مارس 2016 على موقع واي باك مشين.
22. ↑  American Friends of Tel Aviv University (3 أغسطس 2011). "Raptor Usurpers in Neighboring Habitats Reshape the Conventional Wisdom". Science Daily. مؤرشف من الأصل في 2018-06-12. اطلع عليه بتاريخ 2011-08-06.
23. ↑  Burns, David W. (1993) Oriental Pratincole: new to the Western Palearctic British Birds  [لغات أخرى]‏ 86(3): 115–20
24. ↑  "Species factsheet: Vanellus gregarius". BirdLife International. 2006. مؤرشف من الأصل في 2019-11-03.
25. ↑  Vaurie, C. (1960). Systematic notes on Palearctic birds. No. 41, Strigidae, the genus Bubo. American Museum novitates; no. 2000.
26. ↑  Ehrlich، Paul R.؛ Dobkin، David S.؛ Wheye، Darryl (1988). The Birder's Handbook: A Field Guide to the Natural History of North American Birds. New York, NY: Simon & Schuster Inc.
27. ↑  Arnold, Paula: Birds of Israel, (1962), Shalit Publishers Ltd., Haifa, Israel. p. 12
28. ↑  Youth, Howard (Sep–October 2001). "Wildlife on the Rocks—and Buildings". Smithsonian's National Zoological Park: Smithsonian Zoogoer. Friends of the National Zoo. مؤرشف من الأصل في 17 أغسطس 2012. {{استشهاد ويب}}: تحقق من التاريخ في: |تاريخ= (مساعدة) Retrieved 26 March 2010
29. ↑  Dodsworth, P T L (1912). "The Crag Martin (Ptyonoprogne rupestris)". Journal of the Bombay Natural History Society. ج. 21 ع. 2: 660–661.
30. ↑  Noam Kirshenbaum, ed. Birds of Israel: A Pocket Guide to Common Species. Nature in Israel, 2005.
31. ↑  Rare bird is sighted in Jerusalem, By Megan Jacobs, Nov. 5, 2007, Jerusalem Post  نسخة محفوظة 12 مايو 2014 على موقع واي باك مشين.